# ウルトラマンの登場怪獣
- ウルトラマン > ウルトラマンの登場怪獣
- ウルトラ怪獣一覧 > ウルトラマンの登場怪獣

ウルトラマンの登場怪獣（ウルトラマンのとうじょうかいじゅう）では、特撮テレビドラマ『ウルトラマン』に登場する架空の怪獣、宇宙人（ウルトラマンを除く）、その他の生物について詳述する。本項において並び順は、登場話数順である。ウルトラシリーズのメディアミックスを含む他作品での再登場についても解説する。
前作『ウルトラQ』での怪獣人気により、各話1体以上の怪獣が登場するようになった。造形面では、前作や東宝特撮からの流用・改造も多いが、次第に独自性を確立し、ウルトラ怪獣の基礎を築いた。

## 宇宙怪獣 ベムラー
第1話「ウルトラ作戦第一号」に登場。
「宇宙の平和を乱す、悪魔のような怪獣」として恐れられている狂暴な性質の宇宙怪獣。全身に鱗のような硬い皮膚と毒が含まれた鋭い棘が生え、小さな前肢と長い尾を持ち、2足歩行を行う。青い球体に変身して宇宙空間をマッハ1.3（竜ヶ森上空では約マッハ2）の速度で移動できるほか、水中でも活動できる。40万馬力の力を持つが、両腕が退化していることから接近戦は苦手である。武器は口から吐く青色の熱光線。
ウルトラマンによって宇宙の墓場へ護送される途中で逃走して地球に飛来し、竜ヶ森湖の湖底に潜伏して長旅の疲れを癒していた。科学特捜隊の上空と湖底の両面から攻撃を仕掛けるウルトラ作戦第1号によって水上へいぶり出され、その際にハヤタの乗るS16号も地上に引きずり上げて噛み砕こうとするが、彼の変身したウルトラマンと戦い、最後は青い球体に変身して逃亡を企てたところをスペシウム光線で爆破される。
- スーツアクター：荒垣輝雄[2][8]
- 名前はウルトラマンの企画段階での名称「科学特捜隊ベムラー」に由来する[出典 6]。
- デザインは成田亨が担当した[8][18]。顔は獅子をイメージしている[8][18]。
- 造型は高山良策が担当した[8]。スーツの素材には、プールでの撮影を想定して吸水性のウレタンではなく発泡性ゴム素材のフォームラバー[19]が使用されている[15]。腕部はスーツアクターの腕が入らないサイズであり、人間が入っていることを隠すためにその細さを強調しているとされる[20][10]。成田は、内部にスーツアクターが腕を上げて入り、頭部の角を動かすという案も想定していた[20][18]。その後、スーツはギャンゴに改造された[出典 7]。
- 鳴き声はゴジラのものを逆再生で早回しにしている[24]。
- 脚本ではウルトラマンと戦った末に青い球体の姿で逃亡を図り、そこで力尽きる予定だった[15]。
- ベムラーが送られるはずだった「宇宙の墓場」について、劇中では具体的な説明はない。第35話には怪獣墓場という類似した名称の場所も登場しており、資料によってはこれらを同一視しているもの[25]と、両者を明確に区別しているもの[26][27]がある。書籍『ウルトラマンベストブック』では、宇宙の墓場は宇宙の平和を乱した怪獣が光の国の掟で死刑を執行される処刑場としており、怪獣墓場とは天国と地獄ほどの違いがあると記述している[26]。
- 青色の熱光線は、『ウルトラマンM730 ウルトラ怪獣攻げき技大図鑑』にて「ペイル熱線」と名付けられた。
- 『ウルトラマンティガ』に登場するヤナカーギーや、『ULTRAMAN』に登場するビースト・ザ・ワンのモデルであり[17]、『ティガ』でヤナカーギーが封印されていた場所は、ベムラーが出現する場所と同じく竜ヶ森湖となっている。また、『ネオ・ウルトラQ』でニルワニエが向かう場所も竜ヶ森である。
- 『ウルトラQ』と『ウルトラマン』の間の出来事を描いた円谷プロ公認のPCゲーム『ウルトラ作戦 科特隊出撃せよ!』第5話「龍伝説を追え」に登場する女神竜ミドのボディはベムラーに近いものになっており、造形を担当した稲田喜秀も「ミドはこの後、ベムラーになった」とイメージしていた旨を語っている[28]。なお、同ゲーム最終話「首都戒厳令!!」のエンディングでは、青い球体の姿で地球に飛来するベムラーが描かれている。

## 宇宙忍者 バルタン星人
本編に先立って1966年7月9日に杉並公会堂で開催されたイベント「ウルトラマン前夜祭 ウルトラマン誕生」（放映は翌10日）にも登場している。

### 初代
第2話「侵略者を撃て」に登場。
故郷のバルタン星を狂った科学者が行った核実験によって失い、たまたま宇宙旅行中だったことから難を逃れた20億3千万人の同胞と共に、宇宙船で放浪していた異星人。「宇宙忍者」という異名どおり、多彩かつ特異な能力を持っている種族である。作中世界の火星に存在する架空の物質「スペシウム」を弱点としている。宇宙船内部ではほとんどの乗員がミクロ化されて地球のバクテリア大で眠っており、科特隊と接触することになる1名のみが、人間大のサイズで活動している。地球には重力バランスの狂った宇宙船の修理と欠乏した予備パーツのダイオードの調達のために偶然立ち寄っただけであるが、自分たちの居住できる環境と判明したため、移住を強行しようとする。
武器は両手のハサミから出す、赤色凍結光線と白色破壊光弾。足の内部には、物体を腐らせる液体が入った袋が存在する（設定のみ）。また、防御能力として数多の分身を作ることが可能。空間に姿を映す投影術を使用可能だが、影が攻撃されると影だけでなく本体もダメージを負う。そのほか、地球人の身体に乗り移り、その脳髄を支配して日本語を解するという能力も持つ。
手始めに科学センターに侵入し、緑の光とともに凝固させ、完全に生物の活動を停止させる赤色凍結光線で職員を仮死状態にして占拠する。この時点では地球の言語を理解できなかったため、同じく仮死状態にしたアラシの身体に乗り移ってイデやハヤタと会話し、自分たちの事情を説明した後に地球への移住について交渉する。前述のように最初の攻撃では人間を殺害しておらず、ハヤタから「地球の法律や文化を守るなら移住も不可能ではない」と言われた際には即座に丁寧語で話すなど、当初は地球人を尊重して共生する姿勢も見せていたが、バルタン星人の人口の多さを聞いたイデに難色を示されたうえ、スペシウムが存在する火星への移住をハヤタに提案されたことから、交渉を一方的に打ち切って移住の強行を宣言し、巨大化して侵略破壊活動に移行する。防衛軍の核ミサイル「はげたか」によって一度は倒されるが、すぐに脱皮によって攻撃を無力化して復活する。その後、コンビナートを破壊しながらウルトラマンと空中戦を繰り広げ、左のハサミを損傷させられつつも右のハサミから破壊光弾を発射して反撃するが、最後はスペシウムが含まれたスペシウム光線を浴びせられ、炎上して墜落する。
他のミクロ化したバルタン星人の乗っていた母船は、上空に潜んでいたところをウルトラマンに発見され、宇宙まで運び出された後にスペシウム光線で爆破されたとされている。
- スーツアクター：佐藤武志[出典 14]
- 戦闘中にハサミが破損するのは、撮影現場で本当にハサミが破損したため、割れるシーンをフォローとして追加撮影したためである。造型を担当した佐藤保は、当初のハサミはカポックの削り出しをFRPでコーティングしたものであったが、後にFRPのみで造り直したと証言している[45]。
- 「単に強い異星の人間」という後続エピソードでの扱いとは違い、深夜に無人のビルの闇に潜む怪物という怪奇色の強い扱いだった（前作『ウルトラQ』の影響が強い）。また、「生命」の意味を理解できないなど人類とは根本的に異質な存在であることが徐々に明かされ、クライマックスでは「街中で撃たれた核ミサイル2発を受けてもたやすく復活する」といった、地球人の力ではどうにもできない存在であることが明示される。
- 地球人側が謎の宇宙人による科学センター占拠に対して科特隊のムラマツキャップや防衛軍の幹部らによって会議を開くシーンでは、相手の正体が未だ判明していないにもかかわらず、黒板には「バルタン星人対策会議」と書かれている。

- 映画『ウルトラマン怪獣大決戦』では、第2話でのウルトラマンとの空中戦の途中で、聖徳記念絵画館前に降り立って地上戦を繰り広げる新撮シーンが追加されている（スーツアクターは二家本辰己）が、初代の着ぐるみはこの時点で現存していなかったため、形状の異なるものが分身体を含めて2体、新規に造型されている。これは後に『ウルトラマン80』の五代目や六代目（後述）に改造される[46]。
- 白色破壊光弾は、『大怪獣バトル』では「白色破壊光線」、『ウルトラファイト』では「バルタンファイヤー」とも表記されている。
- 楳図かずおの漫画版では、原典の放送開始前に先行連載された[注釈 6]ためもあり、「ウルトラマンを最初から登場させたい」という編集部の意向で本エピソードが最初となっているうえ、ウルトラマンもバルタン星人と対峙する時点ですでに人々に認知されている[48]。また、エピソードの展開もバルタン星人の容姿も楳図のオリジナル要素やホラー要素が強く、地球人が精神を汚染されてガソリンを飲む、肉体を寄生されてバルタン星人に変貌する[49]などの様子を含む内容が、全10話構成の長編として描かれている[48]。
- 幻冬舎の書籍『21世紀ウルトラマン宣言』では、セミに近い昆虫から進化した知的生命体とされている。「バルタンの木」という植物を食べて生活していたが、肉食を覚えると残虐で好戦的な種族に変化し、腕もより確実に獲物を狩れるよう、現在のハサミ状へ進化した。また、アリやハチのようにフェロモンを用いる社会となっており、個体の感情がないはずなのに持つことになるウルトラマンへの復讐心も、そのためだとされている。
- 円盤は『ウルトラQ』のセミ人間の宇宙船を流用したもの[8]。その後、メフィラス星人の円盤（第33話）に再度流用された[50]。

### 二代目
第16話「科特隊宇宙へ」に登場。
先にウルトラマンによって壊滅的な被害を受けたが、何とか生き延びた一部のバルタン星人たちは太陽系に存在すると言われているR惑星に移住していた。新たな仮の住まいを見つけたものの、地球侵略とウルトラマンや全人類への復讐の機会をうかがっていた者たちは、地球で毛利博士による人類初の有人金星探査が行われようとしていることを知ると、ロケットで旅立った彼を移動用の宇宙船である発光する青い球体で強制ドッキングして捕らえてボス格が憑依する。バルタン星人たちは科特隊とウルトラマンをおびき寄せた隙に大挙して地球を制圧しようと襲いかかるが、新兵器・マルス133を開発した科特隊とテレポーテーションを使用したウルトラマンにより、その計画は失敗に終わる。
当話においても、特徴として無数の人間大のミニバルタンに分身することが可能であることが描写されている。また、胸部にスペルゲン反射光を装備し、弱点のスペシウム光線を跳ね返すことが可能になった。さらには光波バリヤーを全身に張り巡らせることが可能になり、これによって八つ裂き光輪を防ぐ。武器はハサミから発せられる1000倍にした重力でダメージを与える重力嵐。テレパシーによって思い通りに重力バランスを操ることが可能。その他、分身が手から白色破壊光弾を発射する。
R惑星におけるウルトラマンとの1回目の対戦では、飛行中に放たれたスペシウム光線をスペルゲン反射光で反射して浴びせ、墜落させる。そこに重力嵐を浴びせ、動きを止めたウルトラマンに襲いかかろうと飛翔したところに八つ裂き光輪を受け、縦真っ二つにされる。地球では等身大の14体の分身が群れを成して襲いかかるが、迎撃に出たイデが小型ビートルのフロントグラス越しにマルス133で狙撃し、多数が撃墜される。R惑星からテレポーテーションで地球の羽田空港に戻ったウルトラマンに対し、分身状態から青い球体に吸い込まれて合体巨大化した2回目の対戦では、光波バリヤーにより一度は八つ裂き光輪を防ぐが、ウルトラアイスポットにより光波バリヤーを無力化された後、同じく飛翔したところを八つ裂き光輪で縦真っ二つにされ、寸断された半身はそれぞれスペシウム光線で爆破される。
- 声：西田昭市[52][55]
- スーツアクター：飛鋪正直[出典 21]
- 脚本では、スペルゲン反射光は「スペシウム抗体反射板」と表記されている[55][59]。
- 初代の着ぐるみが劣化により撮影に使用できなくなったため[62]、佐々木明によって新たに着ぐるみが作られた[63]。頭部やハサミの形状が鋭角的になり、初代よりも成田亨のデザイン画に近くなった[64][63]。色彩は全体的に茶色で、顔のT字ラインとハサミが銀色。目玉の回転が初代と逆である[61]。目玉部分はカラータイマーと同口径の押し型が使用されており、目の内側にエポキシ接着剤を1滴ずつ垂らして凹凸を作っている[65]。
- バルタン群のミニチュアは、当時市販されていたマルサン商店製のソフビ人形に塗装したもの[55]。
- ミニバルタンが石油コンビナートを破壊するシーンは、第13話でペスターが製油所を破壊するシーンの流用[注釈 9]。
- 『ウルトラファイト』の「バルタン真っ二つ」では、スペルゲン反射鏡がミラーに、重力嵐が怪光線によるガスに変更されており、目から放つ光線も光波バリアーには通じず、本編と違い正面からではなく頭上目がけてウルトラスラッシュ（八つ裂き光輪）を放つことで、バルタン星人に光波バリアーを張らせることなく勝利を収められたとなっている。
- 一峰大二の漫画版『ウルトラマン』では、ウルトラマンをおびき寄せた際に地球のビル街を砂に変える。ウルトラマンとの対決では、反射鏡に跳ね返されないようジャンプで飛び越したウルトラマンに、着地前に逆さまの姿勢でスペシウム光線を背中に放たれて倒される。
- バルタン星人に乗っ取られた毛利博士の安否は劇中では不明だが、井上英沖の漫画版[注釈 10]では乗っ取られた際に死亡したことが語られ、上記の一峰の漫画版ではバルタン星人が分離したために無事であるとされている。
- 金城哲夫による小説『怪獣絵物語ウルトラマン』では、作戦決行前にメフィラス星人や他の宇宙人たちとともにウルトラマンを倒すための作戦会議に参加しており、その中での第二作戦として地球とウルトラマンへの攻撃を担当したことになっている。
- 書籍『ウルトラマンベストブック』のコラムでは、ゼットンのバリアー能力はこのバルタン星人が使用した光波バリヤーを移植されたと記述されている[66]。
- テレビマガジン版『ウルトラマンメビウス外伝 アーマードダークネス』ではR惑星が登場し、ザラブ星人やマグマ星人などの宇宙人軍団がウルトラ兄弟と対決していた（バルタン星人は未登場）。

### 三代目
第33話「禁じられた言葉」に登場。
地球人に対し、自分の力を誇示せんとしたメフィラス星人の手により、威嚇の目的で東京・丸の内の28番街に出現した。特に暴れ回ることはなく、すぐに消え去っている。
- スーツアクター：渡辺白洋児[出典 24]
- 着ぐるみは2代目のリペイント[50]。体色は黒と銀を基調に、頬に青い模様があり、頭部が金色になっている。また、目から口吻が白くなっている。
- 資料によっては実態のない投影像であった可能性を記述している[出典 25]。
- 『ウルトラ怪獣列伝』では、巨大フジ隊員が姿を消した直後に出現したことから、巨大フジ隊員はバルタン星人の変身であったものと推測している[68]。
- 未映像化に終わった『ジャイアント作戦』にも登場が予定されていた[73]。

## 透明怪獣 ネロンガ
第3話「科特隊出撃せよ」に登場。
普段は体全体が透明化および半透明化した状態で眼に見えないが、電気を鼻先の太い一本角と左右に1本ずつある触角で十分に体内に吸収した時だけ姿を現す。透明化は電子イオンの働きによるものかもと、科学特捜隊のフジ隊員に推測されている。最大の武器は回転させた頭部の触角2本を前部に回転させて鼻先の一本角に接触させてスパークさせて発射する電撃であるが、人間のアラシ隊員に対してショックを与える程度の威力しかないため、ウルトラマンに対してはまったく効果がない。劇中の登場人物の会話では、かつて江戸時代に一度村井 強衛門（）という侍に退治されたという怪物の言い伝えがあるが、関係性は不明。最初に潜んでいた300年前に掘られた古井戸に通じる抜け穴の近くの水力発電所を破壊した後、伊和送電所を経て第三火力発電所に現れ、待ち構えていた防衛隊火器部隊のロケット砲や、熱線砲を中心とした集中砲火を受ける。発電所に隣接するボタ山の上で透明状態で攻撃を受けた後、ボタ山の向こう側からタンカーを抱えて姿を現し、タンカーを投げつける。タンカーの存在からボタ山の向こう側は水場のようで、ネロンガも体から水を滴らせて以降は倒されるまで透明化しない。やがて、再開された攻撃をものともせず発電所を破壊する。ホシノ少年のスパイダーショットで左目を潰され、ウルトラマンとの激闘の末にひざ蹴りで鼻先の角を圧し折られてもがき苦しんでいるところを高々と持ち上げられて岩石落としで叩きつけられたことが致命傷となり、動きを止めたところにスペシウム光線を受けて爆死する。
第35話では怪獣墓場に眠っている姿が映っている。
- スーツアクター：中島春雄[出典 31]
- 名前はローマ帝国皇帝ネロに由来する[80]。
- 初期脚本「レッドマン/恐怖の森」では、電気を吸って成長するアメーバ状の細菌「ネロンガ菌」が変異した、という設定であった[81]。後述の一峰大二の漫画版では、この設定が一部取り入れられている。
- デザインは成田亨[18][82]。四足歩行怪獣の典型を目指して描かれ、背中の模様はトラを意識している[18][82]。
- 着ぐるみは東宝映画『フランケンシュタイン対地底怪獣』に登場したバラゴンのものを借り、『ウルトラQ』のパゴスに改造したものを背ビレの塗装の変更と新製作の頭部に再改造したものである[出典 32]。造形担当は佐々木明と記載している資料もあるが[83][8]、佐々木本人は記憶にないと述べている[80]。後に第8話に登場するマグラーに改造され、さらに第9話のガボラへの改造を経てアトラクション用ネロンガになり、東宝への返却後はバラゴンへ戻った[出典 33]。鳴き声もバラゴンの流用である[88]。第1回撮影会の時点では触角と背中の黄色い塗装がない[83][8]。
- 演じる中島は、ヒーローに倒される場面が見せ場だと考え、最後は仰向けになって足をばたつかせるなど派手な動きとしている[79]。
- 『ウルトラ怪獣大百科』では、ネロンガとマグラーやガボラについて「これらの怪獣になんらかの関連性があるのではないか」という説を取り上げている。
- 電撃は『大怪獣バトル ULTRA MONSTERS EX』では「暴君電撃」と表記されている。

### 『ウルトラギャラクシー大怪獣バトル』に登場するネロンガ
特撮テレビドラマ『ウルトラギャラクシー大怪獣バトル』第3話「透明怪獣襲撃!」、第7話「怪獣を呼ぶ石」に登場。
第3話では惑星ボリスのテラフォーミング用発電施設を餌場にするが、それだけでは飽き足らずスペースペンドラゴンの電力も吸い取る。透明化してゴモラとの戦いを優勢に進めるが、レイの人間離れした鋭い感覚で位置を突き止められ、ゴモラに振り向きざまの零距離超振動波を叩き込まれて爆死する。
第7話ではブルトンに呼び出された別個体が出現し、肉弾戦のみでゴモラと戦うが、前回のゴモラを苦戦させた個体とは違って散々叩きのめされたうえ、ゴモラがかわしたテレスドンの火炎を受け、爆死する。
- スーツアクター：西村郎（第3話）、岩崎晋弥（第7話）
- オープニングではテレスドンと対決している。
- 登場話数が第3話なのは『ウルトラマン』へのオマージュである[92]。

### 『ウルトラマンR/B』に登場するネロンガ
『ウルトラマンR/B』第16話「この瞬間が絆」に登場。
美剣サキによって怪獣クリスタルから召喚され、市街地に出現する。ウルトラマンロッソやウルトラマンブルと交戦するが、サキによって一時撤退させられた後、愛染ワンダーランドにて再びサキによって召喚され、ロッソとブルを暴君電撃と電気エネルギーのイオン化作用による透明化能力で追い詰める。アサヒの言葉で奮起したロッソとブルの共同作戦で砂を全身にまとわされて透明化能力を無効化され、最後は彼らが合体変身したウルトラマンルーブのルーブコウリンショットを受け、爆散する。
- スーツアクター：新井宏幸
- 第16話監督の辻本貴則によれば、ウルトラシリーズの映像作品への登場は10年ぶりであり、スーツは新造したものが用いられている[96]。辻本は円谷プロダクション造形部LSSで制作中のネロンガを目撃し、ネロンガの登場を要望したという[97]。戦闘シーンはオリジナルを尊重しつつ、現代に相応しいよう派手さも追求している[98]。透明化の描写は光学迷彩をイメージしている[98][97]。ネロンガがビル街を歩くカットでは、セットの下から床を金槌で叩いてミニチュアを揺らしている[98]。角の回転や目の動きなどはCGを用いている[97]。

### 『ウルトラマンZ』に登場するネロンガ
『ウルトラマンZ』第2話「戦士の心得」に登場。
過去の作品と同様に保護色で周囲の景色を捉えて同化して姿を消し去る能力と角から体内に貯めた高圧電流を放電する暴君電撃を有するほか、透明時に体温をサーモグラフィーでも感知不可なほどに周囲の外気温に同調できる能力が追加されている。
静岡県熱山市に初出現し、セブンガーを透明化能力によって翻弄した末、動力源の電気を吸収して活動停止に追い込む。その後、電気を求めて茨城県筑波にあるクリーンインフィニティ発電所を襲撃し、透明化と暴君電撃によってセブンガーやウルトラマンゼットに対して優位に立ち回る。しかし、ゼットとハルキが視覚に頼らなくなると次第に捕捉されるようになり、さらにセブンガーの電界放出弾によって角の根元と首付近の変圧器官に貯めていた電気を放電させられ、最後はゼットのゼスティウム光線を受けて爆散する。
戦闘後、散らばった破片はストレイジによって回収され、ウインダムの急速充電システムに活用される。
- スーツアクター：新井宏幸
- 皮膚はビニールのようにつるんとしていたため、おがくずを混ぜたラテックスを塗り、ザラザラの表面にしている[102]。中のウレタンがパンパンであったことから、しわを少しでもつけようと着ぐるみをわざと折り曲げて重しをその上に乗せ、大勢で踏んで生物感を出している[102]。実験のシーンに登場するツノの破片は、ダイコンなどで作られたものである[103]。

### 『シン・ウルトラマン』に登場するネロンガ
映画『シン・ウルトラマン』に登場。
禍威獣第7号として電気を求めて首都圏郊外の山中に出現し、善和変電所の電気を頭部から捕食してエネルギーを蓄えたことでその姿を現した、透過率ほぼ100パーセント、吸収率・反射率0パーセントの体表組織を形成可能な透明禍威獣。透明状態でもおおよその位置が周囲の粉塵で視認できるほか、形状も赤外線映像で明瞭に確認できる。電気を吸収して可視状態となるが、禍特対の指示によって変電所の送電が断たれたことに怒って電力設備を破壊し、再度透明となって次なる場所へ動き出す。防災庁に「ネロンガ」と命名された後、陸上自衛隊特科大隊に頭部を集中攻撃されたことによって可視化するが、特科大隊のMLRSから発射された誘導弾を角から吸収した電気を用いた放電攻撃で迎撃してすべて撃ち落とし、怒って周辺を無差別放電で壊滅させる。
その後、出現したウルトラマンに電撃を放射するもののまったく効かず、危機を察知して透明になるが、ウルトラマンの発射した光波熱線（スペシウム光線）によって瞬時に粉砕される。
- 少しでもCGモデルのコストを削減できるよう、パゴス→ネロンガ→ガボラと繋がるように選ばれた[108]。デザインコンセプトは生物兵器としての発想で、背中などは成田亨のデザイン画を踏襲して前田正宏がまとめている[108]。
- 雛型はステンレス板の上に左半身のみがレリーフ上に作成され、斜めから見ることで全体像がイメージできるものとなった[109]。雛型のボディは同作品に登場するガボラに流用された[110]。
- ウルトラマンとの交戦地は、山梨県身延町の山間の町がイメージソースとなっている[111]。
- 公式サイトでの発表に先駆け、特報映像やバンダイのソフビフィギュアでガボラと共に全身が公開された。黄色系の色や背中の突起などの処理が、『ウルトラマン』のネロンガよりも鉱物的なイメージを想起させる。また、鼻先の角のストロボ発光も、よりメカのように感じられる[112][76]。

### 『ウルトラマンアーク』に登場するネロンガ
『ウルトラマンアーク』第9話「さよなら、リン」に登場。
普段は透明だが、電気を角から吸収すると姿が見えるようになる透明怪獣。
SKIPのユーによって鉄塔に誘き出され、鉄塔からの送電を吸収したことで出現した。敵対関係にあるパゴスにより、地上へ出現する以前に大きな傷をつけられるなどして追われていた中、前述の電気を帯電器官が耐えられる限界以上の電気を与えられて過剰に吸収したことによる過充電で死亡したかに思われた。だが、仮死状態を経て再び目覚める。
最後はパゴスとともにウルトラマンアークのルーナソードクレセントによって一刀両断される。
- スーツアクター：新井宏幸

### 『大怪獣ラッシュ ウルトラフロンティア』に登場するネロンガ
データカードダスおよびそれを元にしたCGショートムービー『大怪獣ラッシュ ウルトラフロンティア』に登場。
プラズマソウルを取り込んだプラズマ怪獣として第1弾から登場するが、能力設定は初代と異なり、電気を吸うと一定時間だけ透明になる。角そのものがプラズマソウルになっているほか、触角の根元にもプラズマソウルがある。テレビ放送版「NERONGA Hunting」では、電気を放出し尽くして姿を現したところをバルタンバトラー・バレルに拘束された後、ガッツガンナー・ガルムの狙撃でプラズマソウルをすべて破壊され、倒される。

### 『大怪獣バトル ULTRA MONSTERS EX』に登場するネロンガ
『大怪獣バトル ULTRA MONSTERS EX』第12話「襲撃！宇宙有翼骨獣」に登場。
ギギの配下の怪獣として登場。エレキングと共に呼び出され、巨大化したギギと共に主人公を襲うが、バトルナイザーの怪獣に撃退される。
ステータスはバランスが取れており、ディフェンスとスピードを重視している。必殺技は角からの電撃「暴君電撃」、体を透明にして攻撃をしかける「インビジブルテールアタック」、「インビジブルアタック」が使用できる。NEO第3弾より、同じく電気攻撃を得意とするエレキングとのタッグ必殺技「サンダーコネクション」が追加された。

### その他の作品に登場するネロンガ
- テレビドラマ『泣いてたまるか』の第16話「かわいい怪獣ナキラ」では、怪獣ショーの着ぐるみとしてネロンガの着ぐるみが登場している[116]。
- 『ウルトラセブン』の未発表作品「宇宙人15+怪獣35」では、宇宙人15人の結成した宇宙人連合によって蘇生させられ、東京に出現する。ピグモンの提案した怪獣ファイトでゲスラを食い殺した後、ペギラ、レッドキング、ジェロニモン、エレキングとともに最後まで残ってセブンを苦しめるが、セブンを助けに現れた黄金怪獣ゴードに倒されるというシナリオが予定されていた。
- 登場エピソードは映画『ウルトラマン怪獣大決戦』に組み込まれ、劇場公開されている。
- テレビドラマ『ウルトラマンになりたかった男』では、劇中映画『オールウルトラマンVS怪獣軍団』に怪獣軍団の1体として登場し、ウルトラ戦士たちと戦う。
- 『ウルトラマンメビウス』第8話では、ミクラスをエレキミクラスにパワーアップさせるためにエレドータスのデータと共に使用され、第21話では怪獣墓場に眠る姿が描かれている[117]。第21話のスーツは『ウルトラマンマックス』のゲロンガを改造したものであり[118]、スーツは当時の川崎市岡本太郎美術館で開催された「ウルトラマン伝説展」に展示されていたため、撮影後には再びゲロンガに戻されて美術館へ返却された[118]。
- 映画『大怪獣バトル ウルトラ銀河伝説 THE MOVIE』では、ベリュドラの右腕を構成する怪獣の1体となっている[119]。
- 漫画
  - 放送当時に連載されていた一峰大二の漫画版『ウルトラマン』では、ネロンガが初登場する「怪獣ネロンガの巻」が連載初回となっているほか、透明化中に遭遇したホシノ少年に体内のネロンガ菌（原典の初期脚本に登場する）が感染し、彼の体内から採取された血液に潜むヒトデ状の個体（放電に反応して実体化する）としても登場する。最後は、町を襲撃して停電に至らせた中でもホシノら入院患者のために通電中だった病院を破壊しかけたところ、駆けつけたウルトラマンにチョップで鼻先の角を折られて体内の電気が垂れ流しとなって弱体化し、左手から放たれたスペシウム光線で撃破される。
  - 『ウルトラマン超闘士激伝』では、ザム星人が率いるエンペラ陸軍のメタルモンスの中にネロンガをモデルにしたものが存在する。
  - 『ウルトラマンSTORY 0』第1話では、M78星雲の動植物が変異したという設定で、マグラーやワイアール星人と共に登場する。マグラーと共に口から火を吐いてウルトラ戦士を襲うが、倒される。
  - 『ウルトラマン THE FIRST』では、伊和水力発電所近郊の地下洞窟内でラゴンと交戦しているところをハヤタによって発見される。ラゴンの体に新型爆弾「ジュピター41」が付いているために科学特捜隊が戦闘に介入できず、ラゴンを電撃で撃破する。その後、フジ隊員とウルトラマンに襲いかかり、爆弾爆発の危機を招くが、スペシウム光線の前に敗れ去る。
  - 唐沢なをきの漫画『元禄科学特捜隊』（徳間書店、ハイパーゾーン8号掲載）には、江戸時代の「ねろんが」が登場する[120]。

### その他のネロンガに関する補足
- 『ウルトラマンメビウス』に登場するミクラスは、強化の際にネロンガと『帰ってきたウルトラマン』に登場する「電気を吸収して透明になる」という設定のエレドータスのデータを元に電撃能力および透明化能力を身に付けている。
- 『ウルトラマンマックス』に登場するゲロンガは、ネロンガのスーツが改造されたらという想定でデザインされた[121]。ネロンガの背中には魚の背鰭（せびれ）のような鰭があるのに対し、こちらはガボラやパゴスと同じ背中をしている。
- 『劇場版 ウルトラマンX きたぞ!われらのウルトラマン』に登場する閻魔獣ザイゴーグの顔は、ネロンガをモチーフとしている[122]。

## 海底原人 ラゴン（巨大ラゴン）
第4話「大爆発五秒前」に登場。関連書籍では巨大ラゴンとも表記される。
太平洋上に墜落した木星開発用原子爆弾の1個が日本海溝の深海5000メートルで爆発し、その放射能を浴びた影響で突然変異を起こして巨大化した雄の個体。左肩に未発見であった安全装置の外れた原爆をぶら下げている。小笠原海域を北上中に原爆捜索中の調査船を沈め、神奈川県三浦半島の葉山マリーナへ上陸して暴れ回る。放射能の影響で精神状態に異常を来しており、かつて大好きだったショパンのピアノ曲にも激しい嫌悪反応を示し、さらに凶暴化する。口から放射する白色光線と放射能の影響によって有した深海の水圧にも耐える強靭な体と凄まじい怪力でウルトラマンを苦しめるが、原爆が体から落ちた後、最後はスペシウム光線を浴びて深海へ飛ばされて沈む。起動した原爆はウルトラマンの手によって運ばれ、地球から遠く離れた宇宙空間で爆発した。
- スーツアクター：泉梅之助[出典 43]
- 着ぐるみは頭部が『Q』の流用で、胴体は高山良策によって新たに製作され[出典 44]、手袋も新調された[136]。撮影後には、第18話に登場するザラブ星人に改造された[出典 45]。
- 冒頭の核爆弾を積んだロケットの映像は、東宝映画『地球防衛軍』におけるマーカライトジャイロの発進シーンからの流用である[8]。
- 映画『ウルトラマンZOFFY ウルトラの戦士VS大怪獣軍団』では、『ウルトラQ』の映像の後にゾフィーが「人類は当初自らの力で怪獣や宇宙人と戦っていたが、その力が強大化して人類が太刀打ちできなくなったため、ウルトラマンを派遣した」と語り、その一例としてラゴンの巨大化が挙げられた。テレビ作品と異なり、『Q』の個体がそのまま巨大化したと語られている[124]。

## 怪奇植物 グリーンモンス
第5話「ミロガンダの秘密」に登場。
南洋のオイリス島に繁殖する食肉植物ミロガンダが、品種改良のために植物学者の山田博士が照射したガンマ線の影響で、幼年期の姿への退行を経て突然変異を起こして狂暴化し、動物の要素を併せ持ったことによって自らの意思で移動できるようになったもの。移動後にはムチンを含む跡が残される。
後述する理由からオイリス島の水を飲んで帰ってきた同島調査団の団員3人や団長の山田博士を次々と襲って捕食し、鉢植えサイズから等身大まで成長する。そして、調査団で唯一生き残った女性カメラマンの浜口節子を捕食しようと彼女の屋敷の階段に隠れ、パトロール中の科特隊アラシ隊員の足を掴み倒して襲いかかるものの投げ飛ばされて毒霧を噴射し、苦しむ彼に改めて襲いかかる。抵抗中のアラシ隊員のもとへ駆けつけたハヤタ隊員に蹴飛ばされ、スーパーガンで撃たれて川に沈むが、そのエネルギーを吸収して巨大化し、丸の内のビル街に出現する。武器は花弁奥のクロロフィル核から放射する霧状の緑色の麻酔液であり、これを浴びせてウルトラマンを麻痺させる。しかし、このクロロフィル核は弱点でもあり、最後はウルトラマンによってそこにスペシウム光線を浴びせられ、炎上して灰と化した。
ミロガンダは幼年期にオイリス島の河川周辺に沿って群生・繁殖して虫や動物を捕食するが、やがて自らの成長に欠かせない同島の川の水にのみ存在する特殊な珪素を栄養分として摂取するようになるため、同島の川の水を飲んで珪素が体内に残っていた調査団の団員たちが襲われる理由となった。一定の時期を過ぎると食虫植物の性質がなくなり、美しい赤い花を咲かせた成体が日本へ持ち込まれる。幼年期のミロガンダは自立して動くことこそないが、グリーンモンスと同一の形態であり、銃で撃たれておとなしくなる。
- スーツアクター：中村晴吉[出典 49]
- デザインは成田亨[18]。サボテンをもとにアンバランスな形状でデザインされた[18][144]。
- 初期脚本ではレッドマンの口から吐く火焔によって倒された[145]。
- 後頭部に頭、花弁の部分に左手を入れている[146]。
- ミロガンダが調査団の団員を襲うシーンは、グリーンモンスの着ぐるみを寝かせて撮影された。特撮班の撮影後に本編班での撮影が行われたため、本編撮影時には足元がすり減っていた[147]。最後の炎上シーンでは、着ぐるみが実際に燃やされた[147]。
- 怪獣図鑑のイラストでは1本しかない枝が腕のように1対になり、正面の発光体も目のように描かれるなど、実物とは若干異なるデザインになっており、それを元にして怪獣消しゴムも作られた。
- 『ウルトラファイト』では緑色の麻酔液を「モンスガス」と呼び、『ウルトラ怪獣攻げき技大図鑑』では「ミスティ・ポワゾン」と呼んでいる。
- 映画『大怪獣バトル ウルトラ銀河伝説 THE MOVIE』では、百体怪獣ベリュドラの胴体を構成する怪獣の1体となっている[119]。
- 『劇場版 ウルトラマンX きたぞ!われらのウルトラマン』に登場する閻魔獣ザイゴーグの胸は、グリーンモンスをモチーフとしている[122]。

### 『ウルトラマン THE FIRST』に登場するグリーンモンス
漫画『ウルトラマン THE FIRST』に登場。
基本設定は原作と同様。調査隊の隊員をほぼ全滅させた後、唯一残った研究員・浜口節子を科学特捜隊による護衛中に襲撃する。科特隊イデ隊員のスパイダーショットを吸収して巨大化し、浜口とムラマツの乗ったエレベーターを破壊して襲おうとしたところをウルトラマンに阻まれる。しかし、ウルトラマンが焦って放ったスペシウム光線を吸収してさらに巨大化すると、今度は彼の太陽エネルギーを求めて身体ごと吸収しようとするが、最後はウルトラマンによって宇宙へ運ばれ、太陽に投げ込まれて燃え尽きる。

## 海獣 ゲスラ
第6話「沿岸警備命令」に登場。
南米ブラジルに生息する、カカオビーンズや害虫を好んで食べる水陸両棲のオオトカゲが、輸出されたカカオ豆とともに卵が日本へ運ばれてきて孵化して東京湾の工場廃液によって汚染された海水を飲み、その影響で怪獣化した。武器は口から吐くバネ光線。全身に生えている毛には猛毒が含まれており、自分より大きな敵をも倒す。また、大きな音や強い刺激に敏感で怒り狂うという性質があり、カカオを積んだ貨物船「コロンビア丸」の斧山船員の話によれば、怒ったゲスラはジャガーも倒すという。設定ではマッハ2.1で泳ぐとされる。
宝石密輸団のダイヤモンド・キックが発砲したピストルの音と刺激で狂暴化し、港のカカオ倉庫を破壊する。その猛毒でウルトラマンにも苦戦を強いるが、弱点である頭部のヒレ（劇中のセリフでは「触覚」と呼称）をもぎ取られ、弱体化して横浜の海に沈む。
- スーツアクター：荒垣輝雄[出典 54]
- デザインは成田亨、造型は高山良策が担当した[8][18]。着ぐるみは『ウルトラQ』に登場したピーターの改造[出典 55]。頭部と背中、腕部と胸部に鰭、背面に棘を追加し、唇にピンクを加えて全体を緑に塗装している[22][144]。首は挿げ替えていない[22][144]。成田はデザインコンセプトを「怪獣と怪魚の中間」と称している[18]。
  - 当初はモスラの幼虫の着ぐるみを改造し、ゲラン蜂の幼虫が突然変異して巨大化するという初期設定だったため[出典 56]、古い怪獣図鑑[要文献特定詳細情報]には初期設定が記載されていることもある。モスラの幼虫を元にしたデザイン画も存在する[2]。だが、格闘がしづらいことからトカゲに変更となった[152]。
- 名前の由来は下水から[155][151]。
- トカゲは本来爬虫類だが、ゲスラは劇中の船員の話では「水中でも生きられる両生類」とされている[148]。
- 一部書籍ではチョコレート怪獣と表記されていた[156][148]。

### 『大決戦!超ウルトラ8兄弟』に登場するキングゲスラ
映画『大決戦!超ウルトラ8兄弟』に登場。
かつて初代ウルトラマンに倒されたゲスラに、スーパーヒッポリト星人が生体改造を施して強化復活させたものと推測されている怪獣。外見は以前のゲスラとあまり変わらないが、体毛が黄色がかった太い棘に、金色の背鰭の形状が王冠をあしらった形状に変化している。
怪力自慢で、得意技は横浜赤レンガ倉庫を一撃で破壊するほどの突進攻撃ゲスラ・ヘビーアタックと、体表の棘と全身の鰭から敵の体に流し込むことで相手を麻痺させたりショック死させたりするほどの猛毒ショッキング・ベノムがある。しかし、毒が集中している背鰭が弱点なのは改造前と変わっていない。
ミライの世界に迷い込んだマドカ・ダイゴの前に出現し、赤レンガ倉庫街周辺で暴れ回る。そこへ駆けつけたウルトラマンメビウスをショッキング・ベノムで追い詰めるが、少年時代にウルトラマンとゲスラとの戦いをテレビで見ていたダイゴから弱点を教えられたメビウスに背鰭をもぎ取られて戦闘力が低下した後、立て続けにメビュームシュートを受けて倒される。
その後、影法師の手によって悪意のエネルギーと他の怪獣軍団の残存エネルギーと融合させられ、ギガキマイラの下半身と化す。
- スーツアクター：横尾和則[158]
- ダイゴが少年時代に見ていたテレビの映像は、『ウルトラマン』第6話の流用。
- 劇中では単に「ゲスラ」と呼ばれる。
- 横浜が舞台であることから、過去に横浜に出現した怪獣として登場キャラクターに選ばれた[160]。特撮では「昭和特撮」の再現が目指された[160]。
- デザインは酉澤安施[161]。初稿は可愛すぎると評価されたため、2稿では成田亨による初代のデザインに近づけて牙や棘を強調したデザインとなった[161]。初代当時はブルーバック撮影が主流だったためもあり体色は緑色だったが、後年にはグリーンバック撮影が主流となり初代のままでは不向きであるため、青と黄色の配色に変更された[161]。

### 『大怪獣バトル ウルトラ銀河伝説 THE MOVIE』に登場するキングゲスラ
映画『大怪獣バトル ウルトラ銀河伝説 THE MOVIE』に登場。
ウルトラマンベリアルのギガバトルナイザーの力で怪獣墓場から復活し、ベリアルが操る怪獣軍団の1体となる。怪獣墓場の決戦では、バルタン星人やアントラー、ゼットンと共にウルトラマンと激突するが、ウルトラマンに投げ飛ばされて頭を強打し、絶命する。

### 『ウルトラマンX』に登場するキングゲスラ
『ウルトラマンX』第17話「ともだちは怪獣」に登場。
容姿は過去作品の登場個体と同様であるが、新たに頭部のとさかから棘を連射する能力ベノムショットが追加されている。
多々良町のショッピングモール付近にダークサンダーエナジーが落ち、そこの地中より出現。暴れ回っていたところへ出現したウルトラマンエックスをショッキング・ベノムで苦戦させ、ベノムショットでベムスターアーマーをも破壊して圧倒する。弱点である背鰭もダークサンダーエナジーによってスカイマスケッティやジオアラミスの攻撃も通用しないほどに強化されており、エックスがエクシードXに強化変身してもなお互角の戦いを繰り広げるが、エクシードエクスラッシュで浄化されて弱体化し、最後はザナディウム光線でスパークドールズに縮小された。
- スーツアクター：横尾和則
- 第17話の脚本を担当した勝冶京子は、スパークドールズが世界中に散らばっているという設定から、本来は海にいる怪獣が街中に出現したら面白いのではないかと考え、キングゲスラを登場させた[167]。
- ベノムショットは、第17話の監督を担当した辻本貴則が飛び道具好きであることから設定された[167]。

### 『ウルトラマンオーブ THE ORIGIN SAGA』に登場するキングゲスラ
『ウルトラマンオーブ THE ORIGIN SAGA』episode 1「きらぼし 〜煌星〜」に登場。
惑星ザインにおいてサイキが、自らのもとを訪れた王立惑星カノンのシンラに、ベゼルブの持つクグツの力を証明するための見せしめとして、アーストロンと共にベゼルブの毒牙にかかり、クグツキングゲスラと化す。同じくクグツ化したアーストロン共々、ベゼルブを統率するクイーンベゼルブとサイキの意のままに戦いを始め、敗北した。

### 『ウルトラマンタイガ』に登場するキングゲスラ
『ウルトラマンタイガ』第2話「トレギア」に登場。
ヴィラン・ギルドのレキューム人に操られる怪獣兵器。正体は、ヒロユキが12年前に育てていたチビスケが改造された姿である。全身から放つ赤い光弾ベノムショットを武器とする。
レキューム人により、怪獣オークション前のテストとして第三埠頭の倉庫群に出現し、カカオ豆を収蔵する六花製菓のチョコリッカの工場を襲撃する。その後、タイガとの交戦中にチビスケ当時の記憶と正気を取り戻すが、そこに出現したウルトラマントレギアの放ったトレラアルディガイザーからタイガをかばって爆死する。
- スーツアクター：新井宏幸
- 監督の市野龍一は、トレギアの残忍性を印象づけるためにチビスケ（キングゲスラ）を殺す展開とした[174][175]。特撮監督の神谷誠も、トレギアがキングゲスラをいたぶる場面で、いかにかわいそうに見せるかがテーマであったと述べている[174][176]。
- 神谷は、自身が特殊技術として参加した映画『ゴジラ・モスラ・キングギドラ 大怪獣総攻撃』のリベンジで海から出現するシーンに力を入れようとしていたが、実現には至らなかった[176]。背負投げ（タイガスウィング）の描写は、映画『キングコング対ゴジラ』をイメージしていたが、同作品のような描写はオープンセットでクレーンを用いなければならなかったため、軸に棒を入れてスーツを回すという手法を用いた[176]。神谷は背負投げをどうしてもやりたかったというが、結果として回転ギミックを合成で消してトゲを追加する作業を自らやることとなり、苦労した旨を語っている[176]。

#### 幼海獣 チビスケ
『ウルトラマンタイガ』第2話「トレギア」に登場。
12年前にヒロユキが保護して育てていたゲスラの幼体。レキューム人にさらわれ、行方不明となっていた。
- デザインは井野元大輔が担当した[出典 61]。小さな子供（12年前のヒロユキ）が可愛いと思って接するという存在のため、怪獣ではなくマスコットキャラクターのような方面に寄せ、前話のベビーザンドリアスと異なり、初見ではゲスラに見えないよう要望されたため、ウーパールーパーやサンショウウオなど両生類のイメージでデザインされた[177][178]。正面の顔の雰囲気はキングゲスラの雰囲気を崩さず[177]、尻尾にキングゲスラの意匠が取り入られている[179]。

### 『ウルトラマンZ』に登場するキングゲスラ
『ウルトラマンZ』第23話「悪夢へのプレリュード」に登場。
ウルトロイドゼロの起動に反応して鶴賀湾から暴走状態で出現。暴走状態の影響で高熱火球を口から放つようになった。タッコングとともに上陸してウルトラマンゼットと戦い、港を破壊する。
なお、これに先駆けて第2話ではゲネガーグの襲来以降に目覚めた地球怪獣の1体として名前が挙げられている。出現場所はブラジル。
- スーツアクター：永地悠斗
- 脚本では多数出現した地球怪獣をゼットが倒していくとの展開だったが、担当監督の坂本浩一が第25話までのナツカワハルキの言動（特に第11話での言動）を踏まえてメイン監督の田口清隆に修正を希望し、登場させるのはキングゲスラとタッコングのみにしたうえで最後はどちらも逃がすとの提案が快諾され、本編の内容に落ち着いたという[182]。

### 『ウルトラマンデッカー』に登場するキングゲスラ
『ウルトラマンデッカー』第10話「人と怪獣」に登場。
ネオメガスと戦闘するも、圧倒的な力の前に敗れる。
- スーツアクター：新井宏幸

### その他の作品に登場するゲスラ
- 『ウルトラセブン』の未発表作品「宇宙人15+怪獣35」では、他の宇宙人による蘇生を経て東京湾から出現し、ピグモンが提案した怪獣ファイトによってネロンガと戦い、ネロンガに食べられるというシナリオが予定されていた。
- 『ウルトラセブン 太陽エネルギー作戦』では、ウルトラ警備隊の過去のデータファイルとしてモニターに写るシーンがある。
- 『ウルトラゾーン』第3話「怪獣マッサージ」では、キングゲスラがマッサージ店に客として訪れる（声：熊本浩武）[184]。第13話アイキャッチでは、キングゲスラが女子高生に傘を貸そうとする姿が描かれている[185]。第16話のミニコーナー「怪獣ことわざ」では、「ぼうず憎けりゃゲスラまで憎い」ということわざが紹介されている[186]。
- 『ウルトラマンブレーザー』第2話では名前のみ登場。アオベエミの経歴について書かれた地球防衛隊勤務記録書においてその名前が記載されている。
- データカードダス『大怪獣ラッシュ ウルトラフロンティア』の「ウルトラ大集結!前編」では、キングゲスラがプラズマ怪獣として登場。
- 漫画
  - 『ジャンボーグA』の企画段階の漫画作品『ジャンボーX』第1回では、主人公まもるくんの乗った豪華客船を襲って島に上陸するが、飛来したウルトラセブンに退治された。
  - 『ウルトラマン超闘士激伝』では、バルキー星人が率いるエンペラ海軍のメタルモンスの中にゲスラをモデルにしたものが存在する。
  - 『ウルトラマン THE FIRST』では、多々良島に生息する怪獣として登場。大きさはピグモンと同程度で描かれている。
  - 『酩酊! 怪獣酒場』では、怪獣酒場の客として登場。後輩相手に大口を叩き周囲の客を不愉快な気分にさせていた。

## 磁力怪獣 アントラー
第7話「バラージの青い石」に登場。本編に先立ち、1966年7月9日に杉並公会堂にて開催されたイベント「ウルトラマン前夜祭 ウルトラマン誕生」（放映は翌10日）にも登場している。
中東・アララット山の麓にある幻の街・バラージ付近の砂漠の地中に太古から生息していた怪獣。5千年前に交易地として栄えていたバラージの街を襲ってシルクロードの交易を衰退させたことがあり、当時は初代ウルトラマンに酷似した姿の巨人「ノアの神」によって倒された。その姿はアリジゴクのようで、頭部には巨大な1対の大顎を持つ。砂漠にすり鉢状の巨大なアリジゴクを作り、獲物を捕食する習性を持つ。大顎の間から発射する、金属を含んだ物体だけでなく初代ウルトラマンさえも吸い寄せる強力な虹色の磁力光線により、航空機を墜落させる。
唯一苦手とするのは、かつてノアの神が持ってきたと伝えられる「青い石」だけである。現代に復活してバラージの街を襲撃した際には科学特捜隊のスーパーガンも受けつけず、逆に磁力で吸い寄せる。初代ウルトラマンとの戦いでも磁力光線や砂煙、大顎による締めつけなどで苦しめたうえ、スペシウム光線も硬い皮膚で平然と受けきる。激しい格闘戦で右の大顎をねじ切られても大ダメージには至らなかったが、青い石をムラマツキャップによって頭部へ投げつけられると体中から大爆発が起き、地面に倒れて絶命する。
第35話では、怪獣墓場に漂っている姿が描かれている。
- スーツアクター：荒垣輝雄[188][192]、中村晴吉（ノンクレジット）
  - 当時の製作日報によればクランクイン当初は中村が演じていたが、スケジュールの変更を受けて5月30日と31日の撮影で荒垣に交代したという[198]。
- デザインは成田亨[18]。成田は人体にカブトムシのイメージを被せたものとしている[18]。高山良策が初めて『ウルトラマン』で新規造型した怪獣である[154]。頭部はFRP樹脂製[199]。
- 資料によっては、隕石に乗って地球へ飛来した宇宙怪獣であった可能性が記述されている[出典 65]。また、中近東地域に落下した隕石によって活発化したとも記述されている[195]。
- 鳴き声はラドンのハイスピード再生[200]。角の開閉音は、録音担当の西本定正による歯ぎしりの音を加工したもの[201][129]。
- 書籍『ウルトラマン ベストブック』（竹書房・1993年）では、最終話に登場するゼットンの角はアントラーのものを参考にしているとの岩本博士による推測を記述している[202][203]。
- 『ウルトラマン』の放送開始前週に放送された『ウルトラマン前夜祭』では、暴れる怪獣の1体として先行登場し、ウルトラマンと戦う。他の着ぐるみとは違ってファスナーの位置が前にあり、着ぐるみの胴体が前後逆になっていた[204]。このスーツアクターは泉梅之助。
- 劇中に登場する「ノアの神」の正体には諸説ある。
  - 『ウルトラマン列伝』第39話では、ゾフィーとウルトラマンゼロが「ウルトラマンノアとの関係があるかもしれない」と驚く。
  - 『新ウルトラマン列伝』第28話では、ゼロが「ノアの神とウルトラマンノアと関係があるのかもしれない」と語り、「大昔からウルトラマンは平和のために戦い続けてきたのだろう」と締めくくった。
  - 漫画作品『ウルトラマンSTORY 0』では、バラージを訪れたゾフィーであると示唆する描写が存在する。#『ウルトラマンSTORY 0』も参照。
- 『ウルトラファイト』の「ひきょうだぞアントラー」と映画『ウルトラマン物語』における流用映像では、スペシウム光線で倒される[注釈 24]。前者では、砂煙はアントラー自身が吐き出す猛毒ガスとされている[注釈 25]。
- 『大怪獣バトル ULTRA MONSTERS NEO』では、虹色の磁力光線は「キャプチャ光線」、大顎による締めつけは「ライジングシザース」と表記されている。
- 市街地に立っているという、実際の劇中には出てこないスチール写真が存在する[205]。
- 台本では、ムラマツがアントラーを見て「蟻地獄だ!!!」と叫ぶシーンが存在する[192][201]。
- 手足は4本だが、台本では「6本足でウルトラマンを抑え込む」との一文が書かれている[192][201]。

## どくろ怪獣 レッドキング
第15話で名前を挙げられるまで、劇中で「レッドキング」の名は呼称されていない。

### 初代
第8話「怪獣無法地帯」に登場。
地震と火山噴火の影響で有史以前の無人島となっていた多々良島に生息する怪獣として、チャンドラーやピグモンやマグラーらと共に登場する。
チャンドラーの右翼を片手で引き千切って退散させたり、その咆哮を耳にしたマグラーが地中に姿を消すなどの様子から、島に生息する怪獣のうち上位の存在であることが描写されている。自慢の腕力を使った岩石投げや頭突き、体当たりなどを得意とする。知能はそれほど高くなく、岩石投げを狙って行える程度の知能こそあるものの、頭上に掲げた大岩を自分の足に落として大袈裟なポーズで痛がるなど、コミカルな一面を見せる。また、自分より小柄なピグモンを岩石投げで殺害するなど、本質的には非常に狂暴な性質である。
ウルトラマンとの戦いでは、岩石投げの際にスペシウム光線を受けて岩石をまたもや足に落とし、首筋を掴まれてのチョップを一閃された後にネックハンギングを決められる。そのままウルトラスウィングで振り回され、地面に叩きつけられて弱ったところに首投げを受け、全身を震わせながら息絶える。
第15話では子供たちのイラストで登場している。
- スーツアクター：荒垣輝雄（第8話）[211][217]
- 着ぐるみはアボラスに流用・改造された[出典 69]後、後述のレッドキング（二代目）に再改造された。
- カバーに覆われていないので見えにくくなっているが、目には白い輪郭も造形されている[217]。
- アクションを付けやすくするため、脇の付け根の下部分には切り込みが入れられている[217]。
- 首から頭へかけてのテカりについては、高山良策の妻が「昔は光沢のある塗料が無かったため、タチウオの粉を油性で溶いた高価なものを塗っており、『これは何の光りですか？』と聞かれたりした」との旨を証言している[220]。
- 劇中の多々良島に登場する怪獣（操演のスフランを除く）で、唯一着ぐるみが新規に作成された怪獣である。
- 本話に先駆けて1966年7月9日に杉並公会堂にて開催されたイベント『ウルトラマン前夜祭 ウルトラマン誕生』（放映は翌10日）にも、『ウルトラQ』の登場怪獣に続いて『ウルトラマン』の登場怪獣では最初に舞台へ現れ、ウルトラマンと立ち回りを披露する。

### 二代目
第25話「怪彗星ツイフォン」に登場。
初代とは別の金色の体を持つ個体で、新彗星ツイフォンの最接近によって地球上の水爆が爆発する可能性が生じた騒動の中、かつてオホーツク海の海底へ廃棄されていた6個の水爆を飲み込んで喉に詰まったまま、ギガスやドラコと日本アルプスの山中で激突する。初代と異なり、強靱な腕力を使った羽交い締めや怪力パンチなど、主にプロレス技を駆使して戦う。
当初はギガスとドラコの戦闘を第三者的立場で傍観しつつ、ギガスに戦闘の手本を見せる、ドラコの羽根を千切り取って戦いやすくするなど、ギガスに加勢するような動作を見せており、やがてドラコがギガスに対して優勢になると覚醒して戦闘に乱入する。水爆の存在に手をこまねく科特隊をよそにドラコを倒し、正面衝突したギガスを怒り任せに負傷させたうえ、ハヤタを腕を振り上げた際の風圧で崖から転落させた。ウルトラマンとの戦いでは、水爆の影響で迂闊に手出しできないウルトラマンを苦しめるが、最後はウルトラ念力とウルトラエアキャッチを併用した八つ裂き光輪で体を切断され、絶命する。切り離された水爆の詰まった首部はウルトラマンによって宇宙に運ばれ、爆破処理された。
第35話の怪獣供養では写真が遺影として飾られている。
- スーツアクター：鈴木邦夫（第25話）[222][227]
- 金城哲夫の『小説 ウルトラマン』では、レッドキングが腹に抱えていた水爆は6個でなく5個であり、そのうちの1個は宇宙線の影響で爆発している。また、各怪獣の描写も違っており、レッドキングはドラコとギガスの両方に敵意を燃やし、ドラコを難なく倒してギガスも30秒で殺害した後、ピグモンを殺害する。
- 着ぐるみはアボラスからの再改造で、頭部は初代の型を基に新造されたもの[出典 74]。全体を金色に塗り直し、黒目を白目の中心に入れている[219][63]。腕などの体表には、一部改造前の青色が残っている。着ぐるみのほか、切断シーン用の人形と切断された頭部の造形物が製作された。
- 脚本段階ではレッドキングではなく、氷河怪獣としてゴルゴスの登場が予定されていた[229][228]。
- 第37話ではジェロニモンによって復活したという設定のもと、ゴモラと共に再登場が予定されていた[230]が、再改造でスーツが痛んでおり撮影に耐えられないとスタッフに判断されたため、ドラコに変更された。『小説 ウルトラマン』ではこの初期案に沿った展開となっており、ジェロニモンによる復活を経てゴモラと共に登場する。
- 書籍『ウルトラの常識 ウルトラQ・ウルトラマン編』では、知能・筋力共に優れた上位種とされ、実際に劇中では岩を投げつける程度しかなかった初代と比べると、知性的な部分が垣間見られる[231]。
- 『ウルトラファイト』第64話では、ナレーションで「アルプスの怪獣王」と紹介された。第196話「怪獣死体置場」では、円谷プロの着ぐるみ倉庫に吊り下げられていることが確認できる。

## 有翼怪獣 チャンドラー
第8話「怪獣無法地帯」に登場。
レッドキングやマグラー、ピグモンなど他の怪獣とともに多々良島に棲息しており、島の火山活動と地震によって復活した太古の生物と設定されている。両腕の翼で空は飛べないものの、風速60メートルの強風を起こせる。また、鋭く長い牙や手の爪も武器であり、レッドキングとの戦いでは肩に噛みついて負傷させるが、右側の翼を引き裂かれて戦意を喪失して敗走する。その後の消息は不明。
- デザイン、造形：高山良策
- スーツアクター：清野幸弘[出典 80]、鈴木邦夫（前夜祭）[240]
- 着ぐるみは、前作『ウルトラQ』に登場したペギラの頭部に耳状の突起や牙、角を追加し、瞳を赤くして全身を乳白色から褐色に塗り替えたもの[出典 81]。この経緯により、学年誌などではペギラとチャンドラーが「兄弟怪獣」と設定されている資料[241]や、「他人の空似」と解説されている資料も存在する[242][243]。こういった兄弟説や亜種説は他の書籍にも散見されており、以下に一例を挙げる。
  - 『ウルトラマン ベストブック』では、イデの言葉としてペギラの変異体または個体差であるとの推測を記述している[232]。
  - 『ウルトラマン大怪獣図鑑』では、突然変異型や同種の進化系と記述している[238]。
  - 『ウルトラ怪獣列伝』では、後年の特撮テレビドラマ『ウルトラギャラクシー大怪獣バトル』での言及から亜種と推測している[235]。
- 本編に先立ち、1966年7月9日に杉並公会堂にて開催されたイベント「ウルトラマン前夜祭 ウルトラマン誕生」（放送は翌10日）でも舞台で暴れている。
- 放送当時に連載されていた一峰大二の漫画版『ウルトラマン』では、レッドキングやマグラーと共闘し、翼で強風を起こす能力を中心に描かれている。詳細はレッドキング#漫画作品に登場するレッドキングを参照。

## 地底怪獣 マグラー
第8話「怪獣無法地帯」に登場。オープニング表記はマグラーだが、マグラと呼ばれることもある。
多々良島の地底に棲息する四足歩行の怪獣。二足で立つこともできる。鼻にある一本角のほか、頭部と背中にはそれに似た、ダイヤモンドよりも硬い棘が多数ある。大きく左右に裂けた赤い口以外の全身が黒い。臆病な性質で、設定では、普段は地下数百メートルに潜んでおり、頭部を地中から出して周囲の気配をうかがい、地上に出た際は自らよりも強い存在を本能的に察知して戦闘を避けて弱そうな相手を攻撃するとされる。
地中から出現したところ、チャンドラーを倒した直後のレッドキングの咆哮を聞いて恐れをなし、再び地中に戻る。その後、測候所員の捜索中だった科学特捜隊のハヤタ隊員とムラマツキャップの前に現れるが、捜索の邪魔になると判断した彼らに2発のナパーム手榴弾を投げつけられ、倒される。科特隊が初めて倒した怪獣となった。
- スーツアクター：泉梅之助[244][8]
- 鳴き声は東宝怪獣のバラゴンの流用[249]。
- 着ぐるみはネロンガの改造[出典 85]。棘を体表に追加し、全身を黒くし、頭部を作り変えている[86]。その後、第9話に登場する新怪獣ガボラに改造された[83][85][注釈 29]。造型は佐々木明が担当[83]。棘はウレタンを切って着色したものを貼り付けており、ラテックスは使われていない[252]。当初は東宝怪獣のアンギラスを改造する予定だった[253]。
- 本作品のリメイク作品『ウルトラマンパワード』の第3話「怪獣魔境へ飛べ！」にもレッドキングらと同様に登場が予定されていたが、予算の都合から実現しなかった[254]。当時の講談社から発売された書籍『新・ウルトラマン大全集』には、前田真宏によるアレンジされたデザイン画も掲載されている[255]。
- 放送当時に連載されていた一峰大二の漫画版『ウルトラマン』では、レッドキングやチャンドラーと共闘してウルトラマンを苦しめる。詳細はレッドキング#漫画作品に登場するレッドキングを参照。

### 『ウルトラギャラクシー大怪獣バトル NEVER ENDING ODYSSEY』に登場するマグラー
特撮テレビドラマ『ウルトラギャラクシー大怪獣バトル NEVER ENDING ODYSSEY』第1話「レイオニクスハンター」に登場。
惑星ハマーに迷い込んだレイとヒュウガの乗るゴースタードラゴンの前へ、ゴメス（S）に続いて出現。ゴメス（S）と死闘を繰り広げて蹴散らされた後、ゴモラとゴメス（S）の戦いにも乱入するが、あえなく叩きのめされ、最後はゴモラの超振動波を受けて倒される。
- スーツアクター：丸山貢治
- 書籍では、野生だったのかレイオニクスに操られていたのかは不明と記述されている[258][259]。
- オープニングではエレキングと対決している。

### 『大怪獣バトル ウルトラ銀河伝説 THE MOVIE』に登場するマグラー
映画『大怪獣バトル ウルトラ銀河伝説 THE MOVIE』に登場。
怪獣墓場に漂っていた魂が、ウルトラマンベリアルのギガバトルナイザーの力で怪獣墓場から蘇ったもの。ベリアルが操る怪獣軍団の1体として、バルタン星人やゼットンなどと共に激突した初代ウルトラマンに投げ飛ばされ、爆散する。その後、百体怪獣ベリュドラの首を構成する怪獣の1体となっている。

### その他の作品に登場するマグラー
- 『ウルトラマン』での登場話「怪獣無法地帯」の映像は、映画『長篇怪獣映画ウルトラマン』や『ウルトラマン怪獣大決戦』へ流用されている。
- 『ウルトラマンタロウ』第40話では、35大怪獣・宇宙人の1体としてオープニングに「マグマ怪獣」の別名でクレジットされているが、実際には回想シーンに登場していない。
- 『ウルトラマンX』第1話では、冒頭に登場。フランスの凱旋門を地底から破壊した。身長・体重は初代と同じ[163][164]。メイン監督の田口清隆は当初ガボラの登場を構想していたが、スーツがなかったため、マグラーに変更された[260]。
- 『ウルトラマンブレーザー』第7話では、横峯万象の論文に多々良島やマグラーが登場[261]。
- 『ウルトラマンフェスティバル ライブステージ2003』では、チャンドラーと組んでウルトラマンコスモス、ウルトラマンゼアス、ウルトラマンレオ、ウルトラセブンと戦う。
- 小説『ウルトラマンメビウス アンデレスホリゾント』では、長野県の山中に現れてGUYSと交戦したことが語られている。
- 『大怪獣バトル』のNEO第3弾に技カードとして登場。スキルはマグラーの特徴の「地底の小心者」。コンボはレッドキング。
- 漫画
  - 『ウルトラマン THE FIRST』でも多々良島に登場する。
  - 『ウルトラマンSTORY 0』では、第1話に光の国から降り注いだディファレーター因子によってM78星雲の動植物が変異したという設定で、ネロンガやワイアール星人と共に登場。ネロンガと共に口から火を吐き、ウルトラ戦士を襲って倒される。第39話・第40話にはジェロニモンによって蘇った再生怪獣の1体として登場。

## 怪奇植物 スフラン
第8話「怪獣無法地帯」、第26話「怪獣殿下（前編）」に登場。
自らの意志で自由に動かせる、無数に地上に出てジャングルの木に絡みついた長細い帯状の蔓を使って生物を捕らえて強く締め上げ、生き血や体液を吸い取る肉食植物。ワカメとウチワサボテンを融合させたようにも見える形状で、設定では動物の体温に反応するとされる。
第8話では多々良島のジャングル、第26話ではジョンスン島に生息が確認されている。根を焼くしか完全に倒す方法はないが、どちらの生息個体も絡みつかせた蔓をスパイダーショットの火炎放射で焼却されただけであり、アラシたち一行はその場を命からがら撤収していたので、倒されてはいない。ただし、多々良島の生息個体は第8話のラストまでに科学特捜隊によって退治されたことが、ラストにおける松井所員のセリフで明言されている。
- デザインは成田亨[18]。
- 実業之日本社のこどもポケット百科『ウルトラマンvs怪獣軍団』のウルトラマンの章には写真ではなく、根まで描かれたイラストが掲載されていた。小学館のコロタン文庫『ウルトラ怪獣500』には写真が掲載されている[要ページ番号]。
- 書籍によっては、第26話に登場したものをスフランIIと表記している[出典 88]。

### 『ウルトラゾーン』に登場するスフラン
『ウルトラゾーン』第11話・第12話「スフラン島の秘蜜（前編&後編）」に登場。
スフラン島に生育する食人植物で、島に上陸した探検隊を襲う。火が弱点。

### その他に登場するスフラン
- 登場エピソードが劇場公開されており、『ウルトラマン怪獣大決戦』では「怪獣無法地帯」での出番が、『長篇怪獣映画ウルトラマン』では、それに加えて「怪獣殿下」での出番が見られる。
- 『ウルトラセブン』第18話でベル星人の創り出した疑似空間にも、スフランによく似た吸血植物が登場する。こちらは『ウルトラ怪獣500』（小学館コロタン文庫）では「擬似空間の吸血植物」[要ページ番号]、朝日ソノラマ『ウルトラセブン怪獣事典』では「宇宙スフラン」[要ページ番号]といった名称で紹介されている。
- 『ウルトラマンギンガ』第10話の脚本では、スーパーグランドキングの中にいる石動美鈴がスフランに巻きつかれて捕らわれているという案が存在した[267]。
- 『劇場版 ウルトラマンX きたぞ!われらのウルトラマン』に登場する閻魔獣ザイゴーグの触手や尾はスフランをモチーフとしている[122]。
- 『劇場版 ウルトラマンR/B セレクト! 絆のクリスタル』に登場するシュブランの葉っぱはスフランの亜種とされている[268]。
- 漫画『ウルトラマン超闘士激伝』では、第2回大会のレッドキングの後方支援としてチャンドラーや2匹のピグモンと共に登場している。
- ライブステージ「ウルトラマンフェスティバル2003」では、レッドキング、ゴモラ、マグラー、チャンドラー、ピグモンと共にコンピュータ管理されていたが、マグマ星人の策略でウルトラマンゼアスを襲う。
- ニンテンドーDS用ゲーム『怪獣バスターズ』では、緑の惑星「レラトーニ」と水の惑星「ワッカ」に生息する小型怪獣の1体として登場し、ゲームオリジナル怪獣の「グレートスフラン」も登場する。

## 友好珍獣 ピグモン

須賀川市内に設置されているピグモンの像

第8話「怪獣無法地帯」、第37話「小さな英雄」に登場。
第8話では多々良島に生息しており、怪獣たちに襲われた測候所員の松井を助けるが、レッドキングに蹴り飛ばされた岩に潰されて命を落とす。
第37話では60匹以上の怪獣の復活を目論むジェロニモンによって再生し、その計画を科学特捜隊に知らせようと東京を訪れるが、松屋デパートのおもちゃ売場でマルサン商店製のガラモンのプラモデル（人形）を見つけて喜び、暴れ疲れて眠る。その後は科学特捜隊によって保護され、イルカの言葉を研究している権田博士によってその声を翻訳され、当初の目的に成功する。その後、科学特捜隊と共に怪獣たちのいる大岩山へ向かうがイデを庇い、再生ドラコに叩き潰されて命を落とす。この行動に感銘した科学特捜隊は、ピグモンに特別隊員の称号を贈る。
- スーツアクター：藤田修治[276][281]（第8話）、小宅雅裕[278][282]（第37話）
- 声の出演：江戸家猫八（鳴き声）[282]（第37話）、小宮山清[282]（怪獣語翻訳機）（第37話）
- 着ぐるみは『ウルトラQ』に登場した怪獣ガラモンの改造[281]。小学生が演じることから首と足を改造して30センチメートルほど身長が伸びている[283]。第37話では演技者が代わったほか、経年劣化によって印象が変わっている[283]。
- 第37話登場時は再生ピグモン[277]またはピグモン（再生）[出典 93]などの名称で記載されることが多い[285][286]。書籍『ウルトラマン白書』ではピグモン（2代目）と記載している[287]。
- 第37話の脚本では、レッドキングに摘ままれて捻り潰されたうえ、大地に叩き付けられるという最期になっていた[288]。
- 金城哲夫の『小説 ウルトラマン』ではレッドキング（二代目）が登場する回にて登場。レッドキングの注意をそらすが、第8話と同じように命を落とす。その後、ジェロニモンにより復活するが、科学特捜隊はヒマラヤで会ったはずが多々良島で会ったという。
- 初登場時に追跡のために特殊風船爆弾を撃ち込まれ、風船をつけた状態のイメージが強く、後年の『ウルトラマンマックス』の登場個体や『アニメちゃん』での風船売りなどにも踏襲されている。
- ガラモンと姿が同じであるため、何らかの関係があるのではないかとも指摘されることが多いが、円谷プロの公式見解では「他人の空似」となっている。放送当時の書籍では「姿がガラモンに似ている」と記述されていた[248]。非公式な見解ではあるが、『ウルトラQ』第16話「ガラモンの逆襲」で「複数登場したガラモンの1体が多々良島に落下し、異様な磁場の影響で命をもってピグモンになった」という説が円谷の掲示板で紹介されたこともある[信頼性要検証]。映画『ウルトラマンZOFFY ウルトラの戦士VS大怪獣軍団』に登場するピグモンはガラモンとの見分け方について、「複数いるのがガラモン、1人でいるのがピグモン」と教えている。
- 『21世紀ウルトラマン宣言』では、主な生息地は沼地。成長しても生まれた状態の身体から変態せず、人懐こいのはその「童心のまま大きくなる」ことが理由であり、それが弱点でもある。人間でいう「腕」にあたる前足が退化しているが、「手」の先のみ木の幹や岩壁にしがみつくために大きくなったのではないかとの仮説が立てられている[289]。

## ウラン怪獣 ガボラ
第9話「電光石火作戦」に登場。
大きく口が裂けた首の周囲にある6枚の赤いヒレを閉じて頭部を防護し、尖った頭部で好物のウラン235を求めて地底を掘り進む。皮膚は鋼鉄の5倍の硬度を持つ。武器は口から吐く高い放射能を含み、物体を一瞬で破壊する青い放射能光線。普段は四足歩行で行動するが、戦う際には後肢で立ち上がる。また、ウランを1日に1万トン食べ、食べる際には周囲に放射能を放出する。熱に弱い。
伊豆半島に位置し、台風13号からの復旧工事中のウラン鉱山がある宇浪利町の復旧工事現場に地盤沈下を起こし、地上に出現する。阿部町のウラン貯蔵庫を狙って進撃するが、防衛隊と科学特捜隊の戦車による火炎放射を経てウラン235を詰めたカプセルを吊るしたヘリコプターで阿部町から30キロ離れた山へ誘導され、これを撃墜して進行方向を変えてウランを食べようとするが、ウルトラマンの飛び蹴りにひるんだところでヒレを2枚むしり取られて弱り、連続パンチからの首投げで息絶える。
- スーツアクター：中島春雄[出典 100][注釈 33]
- 劇中では初登場にもかかわらず、名前や嗜好、特徴を復旧作業員や科学特捜隊、キャンプに来ていた少年団などにまで知られている。これは、準備稿から決定稿までの段階では前作『ウルトラQ』の第18話「虹の卵」の後日譚という設定でパゴスが再登場する予定であったのが、ぬいぐるみが既に改造されていたため、最終決定稿で新怪獣に変更されたためである[出典 101]。パゴスと同じくウランを好物としているのも、その名残りである。書籍『ウルトラ怪獣列伝』では、過去に同種の怪獣が出現していたものと解釈している[295]。
- 台本では「パゴス」と書かれている箇所があった[86]ほか、最後は富士山の雪崩で生き埋めになると書かれていた[301]。
- 着ぐるみはバラゴン→パゴス→ネロンガ→マグラーからの改造[出典 102][注釈 34]。頭部を付け替え、表皮を取り去っており[22]、赤い花びらのような襟巻きを付けている[86]。デザインを担当した成田亨は、頭部を隠すことで別の怪獣であるという印象を与えるとともに、改造箇所が少なく済むよう工夫している[305]。撮影終了後はアトラクション用ネロンガとして活躍した後[83]、東宝に返却されて東宝映画のゴジラシリーズ第9作『怪獣総進撃』にて再びバラゴンとなった[出典 103]。そういった経緯から、後年の『シン・ウルトラマン』で監督を務めた樋口真嗣には、ネロンガ共々造型の特徴を「東宝怪獣と円谷怪獣のハイブリッド」と説明されている[306]。
- 着ぐるみは鰭をつけたために重くなっており、頭部の上にフックをつけてピアノ線で吊って補助することにより、重量を軽減させていた[307]。劇中にも、フックとピアノ線が映り込んでいる。ネロンガにあった角を取ってその穴を埋め、新たに鼻の穴が作られている[308]。
- 第39話ではゼットンに倒されたウルトラマンの走馬灯に登場（映像は第9話の流用）。
- 『ウルトラ怪獣大百科』では、着ぐるみの改造元となった怪獣について「進化の過程にあって同じ種族から枝分かれした」という説を取り上げている[309]。
- 放射能光線は、『ウルトラ怪獣攻げき技大図鑑』で「リュームレーザー」と名づけられた。

## エリ巻き恐竜 ジラース
第10話「謎の恐竜基地」に登場。
元々はネス湖に生息していた恐竜の生き残りで、首の周りに大きな襟巻状の皮膜を持つ。「モンスター博士」の異名を持つ動物学者の中村博士（正体はネス湖で行方不明になった二階堂教授）によって日本へ運ばれ、ネス湖に酷似した環境を持つ静岡の北山湖で秘密裏に15年間育成された結果、怪獣化した。その際における体質変化に伴い、口から100万ボルトの青い熱線を吐けるようになっている。普段は北山湖の底に潜み、餌を与えられる深夜にのみ姿を現していたが、食べこぼした餌によって異常繁殖した魚を釣り人が捕ろうと撒いたカーバイドに刺激され、日中に姿を現す。
正体を現した中村博士を踏み潰してウルトラマンと交戦するが、接近戦の際に襟巻をもぎ取られ、それをムレータのようにひらつかせるウルトラマンへ突進しては回避され、翻弄される。最後はすれ違いざまのウルトラ霞斬りで急所を突かれて吐血しながら絶命し、襟巻はウルトラマンによって遺体に被せられる。中村博士はかろうじて生きていたが、ジラースの遺体にすがりながら絶命する。
- スーツアクター：中島春雄[出典 108]
- 命名は脚本家の金城哲夫。沖縄方言で「次郎叔父さん」を意味する「ジラースー（次郎主）」からとった[320]。
- 台本では、襟巻を剥がされると戦意が喪失するという描写がなされていた[319]。中島が保管していた字コンテでは、ウルトラマンとジラースのセリフのやり取りも書かれており、中島はウルトラマン役の古谷敏とともに面白がってやっていたのだろうと述懐している[318]。
- 小説家などでも知られるフリーライターの市川大賀によれば、脚本準備稿ではモンスター博士の正体は『ウルトラQ』に登場していた一ノ谷博士だったほか、中学生当時の市川が円谷プロダクションを訪れて営業担当者の梅本正明から聞いたところによれば、「どうしてもゴジラとウルトラマンを対決させたい」との円谷英二の思いから後述のようにスーツがゴジラの流用となったという[321][322]。

### ゴジラとの関係
着ぐるみは東宝のゴジラシリーズで使用されたゴジラのスーツを流用したもの。襟巻を付け、腹部、頭部、背びれを黄色く塗ったこと以外には目立った改変はない。ウルトラマンとの戦闘で襟巻を失った姿はゴジラのイメージをほぼそのまま残しており、デザインを担当した成田亨も「ゴジラに襟巻をつけた」と称している。鳴き声もまたゴジラの音源を早回ししたものであり、演じたスーツアクターも当時のゴジラと同じく中島春雄であった。ゴジラの流用は制作費削減のためであり、脚本もそれを想定したものであった。
頭部は『怪獣大戦争』のゴジラ、胴体は『モスラ対ゴジラ』のゴジラから改造された『ウルトラQ』のゴメスを経て、再びゴジラの意匠へ復元されたものを使用している。『怪獣大戦争』の撮影後、『モスゴジ』のゴジラの胴体に『怪獣大戦争』のゴジラの頭部を取り付けたものが上野の赤札堂で展示され、これが原型となった。その後、頭部は再び『怪獣大戦争』の胴体へ戻され、『ゴジラ・エビラ・モスラ 南海の大決闘』のゴジラとして使用された。書籍によっては、ボディは『三大怪獣 地球最大の決戦』のものを使用しており、頭部は『南海の大決闘』と同様の型から作られたと推測している。
演じた中島は、襟巻きがついた分ゴジラよりも重くなり、バランスを崩すほどではないが多少勝手が違ったと述べている。演技においてはゴジラとの差別化を意識し、軽快な動きとしている。
戦闘中に襟巻を剥ぎ取られる演出について、監督の満田かずほは「ゴジラの状態で東宝に返却する条件だったため、劇中で意図的に元へ戻した」と語っている。この演出は、結果としてゴジラとウルトラマンの対決を彷彿とさせるものとなった。
書籍『ウルトラ怪獣列伝』では、その容姿から映像作品での再登場は難しいものと推測していたが、2021年に『セブンガーファイト』で再登場を果たした。

## 脳波怪獣 ギャンゴ
第11話「宇宙から来た暴れん坊」に登場。
突如宇宙から飛来した、半径2メートル以内の人間の脳波や声を感知してその思い描く物体に変形する性質を持つ、地球には存在しない未知の化合物である隕石が、金儲けを企み悪知恵が働く愉快犯の男性・鬼田に盗まれ、彼が「怪獣になれ」と願ったためにその思念によって怪獣化した姿。棘だらけの全身に、金属質の左右で逆回転するアンテナ耳、マジックハンド状の磁石の手、トーテムポール風の腹部の模様が目立つ、脈絡のない二足歩行怪獣である。出現時は人間ほどの大きさであり、ホテル内で従業員を驚かせるなど他愛のない悪戯行為に利用されていたが、やがて増長した鬼田が「もっと大きくなれ」と言ったために巨大化する。しかし、巨大化と同時にホテルを破壊したことから、それに巻き込まれた鬼田が昏睡状態に陥ったため、彼が意識を取り戻してギャンゴへの思念が消えない限り実体を保ったままという状況となる。また、有機体の生命ではないことから、体が傷ついても戦闘力は低下しない。出動した防衛軍の熱線砲で右耳のアンテナを破壊されるが、そのまま暴れ続ける。
ウルトラマンとの戦いでは駄々っ子のように腕を振り回して殴りかかる一方、ウルトラマンを真似て空を飛ぼうとして転ぶ、スペシウム光線の構えを取った瞬間に両手を合わせたことでスパークして生じた火花に慌てふためくなど、コミカルな動きを見せる。ウルトラマンの方も、「腹部をくすぐる」「海水をかける」「跳び箱風に飛ぶ」「海へ蹴落とす」という同様の動きで応酬し、カラータイマーが赤に変わったところで意識が回復した鬼田が科学センターの山本博士に詰め寄られてギャンゴの思念が消えたため、隕石へ戻る。その後、隕石はウルトラマンの手で宇宙に返された。
第35話では怪獣墓場に漂っている姿が描かれている。
- スーツアクター：荒垣輝雄[出典 119]
- 着ぐるみはベムラーの改造[出典 120]。頭頂部の棘を切って側頭部左右の回転する耳を取り付け、尻尾を外して両腕を新調している[336][22]。デザインを手がけた成田亨は、ベムラーの印象から変えるために角やトーテムポール風の柄の塗装など抽象的な形状とした[18][23]。
- 石はギャンゴ以外にも、ビー玉、スロットレーシング、デコレーションケーキ、グランドピアノ、花嫁姿の美少女、怖そうなオヤジ、ドロドロの赤い液体、超小型ロケットなどに化けている。
- 名前の由来はギャングから[155]。
- 一峰大二による漫画版では、鬼田は人体実験も厭わない冷酷非道のマッドサイエンティストにして脱獄囚という設定であり、科学特捜隊に逮捕された経験も持つことから、入手したギャンゴの隕石を悪用して科特隊への復讐を企てる。ギャンゴも凶悪怪獣という設定であり、街を破壊したり人間を踏み潰したりと暴れ回って科特隊本部を襲い、ウルトラマンと互角に渡り合うが、ギャンゴは戦いの最中に突然消えてしまう。実は鬼田とギャンゴは脳波でつながっていたため、ギャンゴが受けたダメージがそのまま鬼田に伝わり、その苦痛に鬼田は耐えられなかったのである。事件解決後、隕石はテレビ版と同じくウルトラマンの手で宇宙に返される。
- 『ウルトラファイト』では、水に落ちたギャンゴが合わせた両手から火花が飛び、そのダメージで倒れたということになっている。

### その他の作品に登場するギャンゴ
- テレビドラマ『泣いてたまるか』第16話「かわいい怪獣ナキラ」では、主人公・赤木の夢の中に現れ、彼を追い回す。スーツは『ウルトラマン』からの流用である。[要出典]
- 『ウルトラセブン』の未発表作品「宇宙人15+怪獣35」では、冒頭でウルトラセブンを襲うシナリオが予定されていた。雑誌『フィギュア王』に掲載された「ゴードの巻」でもバルタン星人たちが蘇生させた宇宙連合軍の怪獣軍団の1匹として、冒頭でセブンを襲う[要ページ番号]。
- 映画『ウルトラマンZOFFY ウルトラの戦士VS大怪獣軍団』では、ウルトラマンとギャンゴの一戦にプロレスの試合の解説のような古舘伊知郎の実況が加えられている。
- 映画『新世紀2003ウルトラマン伝説 THE KING'S JUBILEE』では、ウルトラマンキングの誕生日を怪獣たちと共に祝福する。
- 映画『大怪獣バトル ウルトラ銀河伝説 THE MOVIE』では、百体怪獣ベリュドラの右角を構成する怪獣の1体となっている[119]。
- 『ウルトラゾーン』第10話のアイキャッチでは、酒場でカクテルを手にくつろいでいる様子が描かれている[337][338]。
- 円谷プロダクションの東日本大震災被災者支援基金「ウルトラマン基金」の動画『タロウ&ウルトラの父・母からのメッセージ』では、足に棘が刺さって暴れているところをウルトラマンタロウに助けられ、感謝して帰ってゆく[339]。
- 『大怪獣バトル』では、EX7弾に技カードで登場。スキルはギャンゴの誕生の源ともなった「魔法の石」。
- 『ウルトラマンオーブ』のメイン監督を務めた田口清隆とメインライターを務めた中野貴雄による私案「エピソード10構想」では、第3章に登場[340]。脳波が異次元とリンクしている少女ビランキの恋の妄想力によって召喚され、都市を壊滅寸前にする[340]。その後、ジャグラスジャグラーと組んで刑務所惑星を占拠したビランキによって再び召喚され、凶悪怪獣軍団とともにウルトラマンオーブと戦った[340]。

## ミイラ怪人 ミイラ人間
第12話「ミイラの叫び」に登場。
古代に描かれたとみられる壁画が発見された、奥多摩の鬼ノ台丘陵にある洞窟で、約7千年前の一種の冬眠状態にあったミイラとして発掘される。科学センターに保管された夜、自らの念動力で第一研究室のイオン化器を作動させ、その電流で蘇る。怪力を持つほか、ドドンゴのものと同様の両目から放つ怪光線に加え、念動力とテレパシーを有する。
警備員2人を怪力や怪光線で殺害して科学センターから逃走し、再び眠りにつくために洞窟へ向かう。出動した機動隊に下水処理場へ追いつめられ、不気味な咆吼でドドンゴを目覚めさせる。科学センターの岩本博士は生け捕りにこだわるが、ミイラ人間はさらに暴れて警官5人を殺害したため、スパイダーショットで射殺される。
- スーツアクター：満月英世[244][8]
- 製作を担当した高山良策の当時の日記には、「ミイラ人間に入る東宝の大仲氏が来訪」と書いてある[343]。満月は大仲のことは知らないが、自分が演じたのかどうか記憶がない場面があるため、別人が演じた場面はありそうと語っている[344]。
- デザインは成田亨[18]。オーソドックスなミイラの形状としつつ、身体は原人風としている[18]。眼の発光ギミックのため、眼には覗き穴が開けられた[345]。

### その他の作品に登場するミイラ人間
- 『ウルトラゾーン』第23話のミニコーナー「怪獣漫才」では、セミ人間とのコンビ「人間」として登場。造形物は怪獣消しゴム[346]。
- ライブステージに登場するミイラ人間
  - 『ウルトラマンフェスティバル2001』ライブステージ第一部「新世紀のヒーロー! ウルトラマンコスモス登場!!」では、カオスヘッダーに取りつかれてドドンゴを操り、ウルトラマンダイナを苦しめる。最後はカオスヘッダーがバルタン星人に憑依したため、分離される。
  - 『ウルトラマンフェスティバル2007』ライブステージ第2部では、ジオルゴンとエンディール星人が率いる怪獣軍団の1体として登場。終盤では、ウルトラマンとプロレス技を繰り出し合う戦いを繰り広げる。

## ミイラ怪獣 ドドンゴ
第12話「ミイラの叫び」に登場。
ミイラ人間の伴侶動物であることがうかがえる怪獣。古代に描かれたとみられる壁画が発見された奥多摩の鬼ノ台丘陵の洞窟にて、7千年もの間眠っていた。最大の武器はミイラ人間と同じく両目から出す黄色い怪光線と口から噴射する有毒の黒煙。設定では水素が内部に含まれた羽根によってマッハ1.8で走るとされ、走る際には火を噴くと言われている。
同じ洞窟から発掘されたミイラ人間の呻き声（テレパシー）によって目覚め、その絶命と同時に洞窟から現れると、進路沿いの奥多摩化工工場を破壊しながらミイラ人間の遺骸を目指し、東京へ向かう。科学特捜隊のアラシ隊員にスパイダーショットで右目を潰されて怒り、彼を負傷させた後はイデ隊員にスパイダーショットで左目を潰され、両目の視力や怪光線を失って暴れ始める。そこへ現れたウルトラマンと交戦し、背中に馬乗りされるなどの格闘戦を経て何とか撥ね飛ばすが、最後はスペシウム光線を受けて絶命する。
- スーツアクター：荒垣輝雄[143]、清野幸弘[244][8]
- デザインは成田亨、造型は高山良策が担当した[8][18]。着ぐるみはウルトラシリーズ初の2人用のものであり[7][307]、それゆえ「ドーンとやろうぜ」ということからドドンゴと命名されたとのこと[351]。体表の模様はウレタンをハサミで削ることにより、刻まれている[352]。それまでの怪獣よりも大きいため、スタジオの床を1メートルほど掘ってホリゾントの高さを確保し、撮影された[出典 128]。
- デザインモチーフは麒麟[8]。NGデザインはガヴァドンBに流用された[出典 129]。
- 鳴き声はモスラ（成虫）のものを加工したもの[354]。
- 工場を破壊するシーンのロケは、奥多摩工業にて行われた[355]。
- 外見が麒麟麦酒のシンボルに似ていることから、2003年にはドドンゴがプリントされたビア・ジョッキ「ドドンゴ搾り」が円谷プロダクションの公式グッズとして怪獣酒場などで販売されたほか、2014年にはその復刻版が販売された[356][357]。

### その他の作品に登場するドドンゴ
- 映画『甦れ!ウルトラマン』では、科特隊に倒されたゼットン星人の断末魔の叫びと同時に最初に鬼ノ台丘陵の洞窟から出現。合成でピグモンを殺害するシーンが作られ、ウルトラマンに倒される場面は本作品から流用されている。
- 映画『大怪獣バトル ウルトラ銀河伝説 THE MOVIE』では、百体怪獣ベリュドラの右腕を構成する怪獣の1体となっている[119]。
- 楳図かずおの漫画版『ウルトラマン』では、ミイラ人間の家畜にあたる生物という設定になっており、完全に死亡したミイラ人間の前で涙を流すなど、伴侶動物としての側面が強調されている。ミイラ人間の復讐のために街を襲うが、最後はウルトラマンのスペシウム光線で絶命し、亡骸はミイラ人間と共に鬼ノ台洞窟に埋葬される。
- 『ウルトラマンフェスティバル2001』ではミイラ人間に操られ、ウルトラマンダイナを追い詰める。
- 『大怪獣バトル』の第3弾に技カードとして登場。スキルはドドンゴが出現する「ミイラの叫び」。
- 『ウルトラマンオーブ』のメイン監督を務めた田口清隆とメインライターを務めた中野貴雄による私案「エピソード10構想」では、第4章に登場[340]。紀元前1800年のイシュタール文明で新興宗教マガ教の神殿に出現し、ウルトラマンオーブに倒されるが、その怪獣カードはジャグラーによってマガガタノゾーアの復活に利用された[340]。

## 油獣 ペスター
第13話「オイルSOS」に登場。
2匹のヒトデが横に連結したような広い横幅の体格を持つ怪獣であり、身体の中心にコウモリに似た頭部を有する。オイルを常食としており、攻撃を受けると興奮して口から火炎熱線を放射する。海中を移動する際には、青い怪光（青い怪光線）を全身から発する。水中において、大きな耳（ソナー耳）は障害物を避けるためのソナーになり、上陸時の脚部（ペスターひれ）を用いて時速100キロメートルで移動する。
中近東諸国で油田やタンカーを襲うが、科学特捜隊中近東支部に警戒されて日本まで逃げ延び、東京湾から出現する。なおも油田やタンカーを襲い、タンクローリーを襲撃した際に酔っ払いに目撃され、通報を受けた科特隊にオイル缶でおびき出されて海上で攻撃されるが、生き延びて日本への上陸を果たす。京浜工業地帯の精油所を火炎で破壊した後、腹部にビートルのロケット砲を受けて致命傷を負い、瀕死状態に陥って炎の中に倒れる。ウルトラマンが精油所の大火災を消火するために現れると倒れたまま息を吹き返し、背後から火炎攻撃を浴びせて多少のダメージを与えるものの、すぐさま頭部にスペシウム光線を受けて止めを刺される。その後、大火災はウルトラマンのウルトラ水流によって消火される。
- スーツアクター：荒垣輝雄、清野幸弘[361][363]
- 準備稿でも決定稿でも、ペスターはビートルのロケット弾攻撃によって木端微塵に破壊されており、ウルトラマンは製油所の消火作業に終始している[370]。
- 名前の由来は「Petroleum（ペトロリウム、石油）Starfish（スターフィッシュ、ヒトデ）」の略[371]。
- 着ぐるみは第12話に登場したドドンゴに続く、2人で着込んで操演するタイプである[362][372]。口の開閉はマペット方式によって表現されている[373]。
  - スーツアクターを担当した荒垣と清野は撮影終了後、「今無事でいるのが不思議だよ」と思うくらい過酷な撮影であったことを語っている[374]。
- 書籍『ウルトラ怪獣列伝』では、ヒトデが海洋汚染物質や石油などを浴びたことによって怪獣化したものと推測している[362]。また、大伴昌司による内部図解では、大気中での肺呼吸から水中では鰓（）呼吸に切り替えられることが記述されている[368]。
- デザインは成田亨[372]。コウモリの顔[372]の左右にヒトデを1つずつ並べた姿となっている[363]。なお、フジ隊員がムラマツキャップらに見せる想像図はデザイン画の流用である。
- 一峰大二による漫画版では、初戦ではウルトラマンを粘着性の油の塊に閉じ込めて動きを封じ、決戦では口から火を吐いて火達磨にしたうえ、タンカーをも真っ二つにする強力な絞め技でカラータイマーが赤になるまで絞め上げるが、組み合っている途中でウルトラマンが無理矢理ガソリンタンクへ飛び込んだために絞めが外れ、油まみれになったところにスペシウム光線を浴びせられ、跡形もなく消し飛ぶ。
- 「オイルSOS」の漫画版には、他に井上英沖の「ペスターの巻」（現代コミック『ウルトラマン』1967年2月号掲載）がある。ここでは別名として「油くう怪獣」と称されている[375][376]。
- 『ウルトラファイト』では、ウルトラマンが駆けつけた際には油を飲みすぎた状態で炎に包まれてすでに虫の息となっており、自壊作用を起こしたとナレーションで説明されている。

## 汐吹き怪獣 ガマクジラ
第14話「真珠貝防衛指令」に登場。
ガマガエルとクジラを足し合わせたような容姿の、海に生息する怪獣。真珠のエッセンスを常食とし、50メートルある管のような舌を伸ばして先端から掃除機のように吸い取る。その食性に従い、世界各地の真珠貝の産地を襲って真珠価格の高騰を招く。また、背中から凄まじい勢いで上空100メートルまで噴射する高熱の汐も武器である。
三重県志摩市（英虞湾）、南伊勢町（五ヶ所湾）の真珠養殖場や輸送トラックを襲撃し、科学特捜隊の真珠爆弾による体内攻撃を受けるが、攻撃によってそれに対する耐性が口や胃袋に作られ、汐とともに同様の元素を噴き出すなど体質が強化され、同様の攻撃が通用しなくなるようになった。最後は科特隊の小型ジェット噴射器を尻に撃ち込まれて上空へ飛ばされ、空中でウルトラマンと激突し、爆発四散する。
第35話の怪獣供養では遺影として写真が飾られている。
- スーツアクター：荒垣輝雄[出典 136]
- 「ガマクジラ」というネーミングは、ガマガエルとクジラと足し合わせたもの[381]。脚本を担当した佐々木守によると、「ガマクジラ」はあくまでも仮名であり、円谷プロ側でふさわしい名前がつけられることを期待していたが、そのまま採用された[382]。
- デザインは成田亨、造型は高山良策が担当した[8][18]。デザインもガマとクジラの合成として描かれた[18]。成田は、高山が全身のおもちゃのビーズ[383]の埋め込みに苦労していたことを証言している[18]。ケムラー（第21話に登場）に改造される案もあったが、スカイドン（第34話に登場）に改造された[出典 137]。
- 準備稿では、初戦でウルトラマンの腕に噛みついて勝利する。救出されたハヤタも腕から血を流していることを見たムラマツがハヤタに不審を抱くというものだったが、決定稿の段階で完全に削除された[384]。金城哲夫による『小説 ウルトラマン』では、この準備稿に沿った展開になっている。なお、ウルトラマン[注釈 46]との格闘場面は、現存する2種の番宣スチールでのみ見ることができる[377][8]。
- 鳴き声は多くのキャラクターに流用されている[384]。

### その他の作品に登場するガマクジラ
- 『ウルトラマンメビウス』第21話では、怪獣墓場で漂っている姿が描かれている。
- 映画『大怪獣バトル ウルトラ銀河伝説 THE MOVIE』では、百体怪獣ベリュドラの首を構成する怪獣の1体となっている[119]。
- 漫画『大怪獣バトル ウルトラアドベンチャー』第2話では、駿河湾を襲撃する。
- 『大怪獣バトル』のEX第5弾に技カードとして登場。スキルは本作品でガマクジラが見せる「強化される胃袋」。
- 『ウルトラ怪獣擬人化計画 ギャラクシー☆デイズ』では「ガマちゃん」という名称のマスコットキャラクターとして登場。ゼットンとゼットン星人は気に入っており、ゼットンは知らず知らずにグッズを集めていた。
- 『ウルトラマンオーブ』のメイン監督田口清隆とメインライター中野貴雄による私案「エピソード10構想」では第2章（エピソード2-2）に登場[340]。水の惑星ヌオックでペスター、タッコングとともに水の魔神として海底に封印されていた[340]。
- 『ウルトラマントリガー NEW GENERATION TIGA』には巻物風の墨絵でガマクジラの絵巻が登場している[385]。

## 二次元怪獣 ガヴァドン
第15話「恐怖の宇宙線」に登場。劇中では呼称の区別はないが、関連書籍などでは、最初に登場する魚のような形態をガヴァドンA、見た目の強そうな怪獣らしい容姿に描き換えられた方をガヴァドンBと表記している。放送当時発売された書籍の中にはガバドンと表記してあるものも存在する。
ムシバ少年が一人で遊び場の土管に描いた想像上の怪獣「ガヴァドン」の絵に、未知の宇宙線である新元素を含有する放射線と太陽光線が降り注ぎ、閃光とともに実体化して誕生する。この宇宙線は太陽光線と融合することでエネルギーが強まるため、実体化が起こるのは日中のみであり、日没とともに一番星が出るころには実体化が解け、元の絵に戻る。
悪意はまったく持っていないが、出現後は動かずに寝てばかりいるうえ、特にBは出現箇所が丸の内ということもあり、強風をも起こすそのいびきが酷い騒音公害となって東京の経済生活に悪影響を及ぼす。科特隊のイデ隊員は「夜のうちに絵を消せば現れなくなるのではないか」と提案するが、アラシ隊員による反論を経てムラマツキャップに却下される。科特隊と自衛隊火器部隊に武力で排除されることとなるが、「ガヴァドンを殺さないでほしい」との子供たちの願いを聞き入れたウルトラマンによって宇宙に運ばれ、星とされる。ウルトラマンは「毎年、7月7日の七夕の夜、きっとガヴァドンに会えるようにしよう。この星空の中で」と約束し、夜空にガヴァドンの星座を浮かび上がらせることで子供たちの気持ちに応える。しかし、その後にムシバ少年が発した「七夕の日、雨が降ったらどうなるんだよ」という疑問には、ウルトラマンは答えずに終わる。
第35話の怪獣供養では、遺影としてガヴァドンBの写真が飾られている。
- スーツアクター：荒垣輝雄（A・B共に）[出典 142]
- ストーリー展開は『ウルトラQ』の未発表脚本「バクたる」を元にしている[出典 143]。脚本では、「ガヴァドンの影響で交通がマヒして東京に食べ物が届かなくなり、やたらと即席ラーメンが売れた」「日当たりのいい場所を選び、国会議事堂の上でもある時は寝た」という場面があった[390]。なお、佐々木守と実相寺昭雄が最初に構想していたサブタイトルは「朝と夜の間に」であり、これは後年の『ウルトラマンブレーザー』でガヴァドンの登場エピソードを描く第15話のサブタイトルにそのまま引用されている[391]。
- 名前は佐々木によるもので、『ひょっこりひょうたん島』のドン・ガバチョをもじって付けられた[出典 144]。準備稿ではイヤミラーという名前だった[389]。
- デザインは成田亨、造型は高山良策が担当した[8][18]。ガヴァドンAの着ぐるみはエバーソフト製[392]。ガヴァドンBのデザインはドドンゴの没デザインが元になっている[出典 145]。骨怪獣のイメージでデザインされ、脚部にその片鱗が見える[150]。Bの没デザインでは全身に落書きをされた黄色いセイウチのような姿で描かれていたが、脚本のイメージと異なることから変更された[18]。成田はガヴァドンAのデザインを「動く抽象形態」と称している[18]。
- ガヴァドンBの絵が土管から実体化する様子はミニチュアで表現している[8]。
- ガヴァドンBの着ぐるみはグビラに改造される予定だったが取り止めになり（グビラは新造）、ザンボラーに改造された[出典 146]。

### 『ウルトラマンブレーザー』に登場するガヴァドン
『ウルトラマンブレーザー』第15話「朝と夜の間に」に登場。
地球に降り注いだ特殊な宇宙線を浴び、それに含まれていたある種の未知の元素が太陽光線と融合した影響で落書きが三次元に変動した二次元怪獣。ヒルマゲントの息子のジュンに絡む友人のアラタにより、「ガバッと出てきて、ビルをドーンとぶっ壊す」ことから「ガヴァドン」と命名された。基本的にはただ寝ているだけであり、太陽が沈むと同時に元の落書きに戻るが、防衛隊にはライフラインを阻害して市民生活を脅かす危険な存在と判断される。弾力性のある柔らかい身体は、防衛隊の誘導弾もウルトラマンブレーザーの攻撃も寄せつけない。なお、本作品の登場個体には「晴れた日に干した布団のような良い匂い」や「描かれた大きさのままに実体化」との設定も追加されており、それゆえに後述のような経緯をたどることとなる。
ジュンがアラタに勧められるまま描いた絵から実体化した当初は40センチメートル程度とまだ小さく、挙動も段ボールに印刷されたミカンを吸い込んで食べるなどに過ぎなかったが、彼らがスケッチブックをつなぎ合わせて描いた大きな絵から実体化した際には2メートル超となったため、大人たちに発見されて騒動に発展する。さらには、大人たちに捕まらないようにとアラタの妹のツムギも加わった3人が地面にさらなる大きな絵を描いた結果、30メートル超で実体化して美多摩市中央通りに出現したため、防衛隊に危険視され、起きて暴れ出す前に誘導弾で無力化すべく発動した作戦で攻撃されるが、誘導弾は跳ね返ってビル群を破壊し、パニックとなった自身ともども周囲を危機に陥らせてしまう。3人にも危機がおよびそうになったところへ駆けつけたブレーザーも攻撃がまったく通じないため、ひとまず3人から遠ざけようとスパイラルバレードをクレーンゲームのように変化させて吊り上げようとするが上手くいかず、ブレーザーが翻弄されるだけの肉弾戦は夕方までおよぶ。最後は、ガヴァドンを思いやって自分たちの浅はかさを謝る3人の言葉を聞き入れたブレーザーによって抱え上げられ、空の彼方へ運ばれた末にきらめく星と化した。
- スーツアクター：新井宏幸[397]
- スーツはガヴァドンAに準拠したデザインとなっており、新規製造[403][404]。これは、メイン監督の田口清隆がブルトンともども造形部に要望し続けた果てにようやく叶ったものであり（ブルトン (ウルトラ怪獣)#『ウルトラマンZ』に登場するブルトンも参照）、本作品の企画時点で新規製造中であることを造形部からこっそり教えてもらえた田口は絶対に自身で撮影したいとの思いから、他の監督たちには知られないよう内緒にしてもらったという[403][404]。
- 上記の理由から脚本の制作はガヴァドンありきで開始され、シリーズ構成兼メインライターの小柳啓伍ではなく、田口が『ウルトラマンギンガS』第11話や『ウルトラマンオーブ』でコンビを組んだ中野貴雄が、唯一の例外として招聘された[404][注釈 47]。田口の当初のプロットではガヴァドンを描いた少年がすでに故人であるなどと暗い内容だったため、それを少年たちとガヴァドンの交流を描く心温まる物語に変更したり、初代にはなかったガヴァドンが段階的に大きくなる描写を追加したりした中野の手腕を、田口は高く評価している[404]。40センチメートルのガヴァドンの登場シーンについては当初こそ困ったが、『ウルトラマントリガー NEW GENERATION TIGA』の本放送当時にツブラヤストア限定で発売されたガヴァドンAのぬいぐるみを造形部へ持ち込み、表面をスーツと同様にラテックス処理して撮影に用いた[404]。本編内にて報じられた目撃シーンは、このぬいぐるみを操演部が引っ張って走らせながら撮影されている[404]。なお、同シーンを経てインタビューに答える第1発見者の内野タカシを演じたのは、かつて『ウルトラマン』第15話「恐怖の宇宙線」[注釈 48]で少年のタカシを演じていた内野惣次郎であり[391][406]、当時に倣ってバットを担いだボーダーシャツ姿となっている[399]。

### その他の作品に登場するガヴァドン（A,B含む）
- 初登場エピソード「恐怖の宇宙線」は、映画『実相寺昭雄監督作品ウルトラマン』に含まれて劇場公開されている。
- 『ウルトラセブン 太陽エネルギー作戦』では、ウルトラ警備隊の過去のデータファイルとしてモニターに写るシーンがある。
- 『ウルトラマンマックス』第24話では、ガヴァドンAを描いた土管が登場する。
- 映画『大怪獣バトル ウルトラ銀河伝説 THE MOVIE』では、ガヴァドンAが百体怪獣ベリュドラの胴体を構成する怪獣の1体、ガヴァドンBが首を構成する怪獣の1体となっている[119]。
- 『ウルトラゾーン』第2話のミニコーナー「怪獣ことわざ」では、「ガヴァドンには旅をさせよ」ということわざが紹介されている[407]。また、第14話のアイキャッチではガヴァドンAの上で子供たちが花火見物を行う様子が描かれている[408]。
- 映画『ウルトラマンギンガ 劇場スペシャル ウルトラ怪獣☆ヒーロー大乱戦!』では、ガヴァドンA・B共にスパークドールズとして登場[409]。ガヴァドンの設定が、物語の根幹に深く関わっている。
- 楳図かずおの漫画版『ウルトラマン』では、基本的にテレビ版と同じ展開だが、ガヴァドンが主食のダイヤモンド（ムシバ少年が考えた設定）を食べるために火を吐いたりして町を暴れ回る点と、最後はウルトラマンによって空中に投げ飛ばされ、スカイドンのような方法で倒される点が異なる。
- ファミコン用ゲーム『ウルトラマン倶楽部3』では、ガヴァドンAが「コガヴァドン」と表記されており、いずれも仲間にするとHP回復アイテムの役割を果たす。
- 漫画『酩酊!怪獣酒場』では、ガヴァドンAとガヴァドンBがそれぞれ怪獣酒場の客として登場する。「新人漫画家のムシバが少年期に描いた絵から実体化した」という設定になっている。

## 四次元怪獣 ブルトン
第17話「無限へのパスポート」に登場。
宇宙（無重力圏）から落下し、バローン砂漠で世界的な探検家のイエスタデイによって採取された青と赤の隕石が、科学特捜隊の基地で同じ場所に保管され、スペキュラー熱線を照射されたことによって引き合い、核融合結合して誕生する。
科特隊の基地を霧状の四次元空間で覆い、科特隊のメンバーを無限の階段に上がらせるなどの現象で翻弄した（青い隕石だけでも、刺激を受けると開いて人間を四次元空間に閉じ込めることが可能）後、出動した防衛軍も体表の孔から伸ばした四次元繊毛からの光線や発光で、「戦車が空を飛ぶ」「戦闘機が地面を這う」などの四次元現象を起こして全滅させる。
奇怪な攻撃でウルトラマンをも苦しめるが、ウルトラマンのハイスピンで攻撃を狂わせられ、四次元繊毛を爆破されて空へ逃げようとしたところをスペシウム光線の2連発で小さくなる。最後はウルトラマンの手で握り潰され、宇宙へ運ばれる。
- スーツアクター：荒垣輝雄[出典 155]
  - 山村哲夫の証言によれば、震えるシーンでは荒垣のほかにもう1人スタッフが入っていたという（着ぐるみの中に縦棒が入っており、それを持って振動させていた）[417]。
- デザインは成田亨、造型は高山良策による[418][417]。成田はイソギンチャクやホヤなどの海棲軟体生物のイメージをもとに、「動く抽象形態（動く抽象物[64]）」としてデザインした[出典 156]。心臓と静脈、動脈をイメージして全体に赤と青の彩色が施された[出典 157]。中の太い針金によって操演されている[336]。脚本では、動物とも植物ともつかないコウモリのような羽根を持つ怪獣と描写されていた[417]。
- 命名は、シュルレアリストの詩人、アンドレ・ブルトンにちなむとされている[422][417]。
- ブルトンの発する鼓動音は、東宝映画『宇宙大怪獣ドゴラ』からの流用である[423]。
- 『ウルトラファイト』では、念力の使い過ぎでオーバーヒートしたところを倒される。
- スーパーファミコン版ゲーム『ウルトラマン』および後述の『ウルトラマン Fighting Evolution Rebirth』や『大怪獣バトル ULTRA MONSTERS』では、転がって攻撃してくる。

## 凶悪宇宙人 ザラブ星人

### 初代
第18話「遊星から来た兄弟」に登場。
これまでにも多くの星を滅ぼしたザラブ星の工作員の1人。母星は第8銀河系にあると語る。ザラブ星人は他の星の文明や人々の命を滅ぼすことを目的としており、さまざまな惑星で暗躍している。短時間で地球の言語を翻訳する携帯用電子頭脳を完成させるなど、優れた知性と科学技術力を誇る。破壊怪音波とそれを利用した目から出す催眠光線、瞬間移動能力や飛行能力、指先から発射する光弾、肝臓で生成して凹凸状の皮膚から噴出する放射能霧に加え、高い耐久性ゆえに動くとより強力に拘束する拘束用テープを持つが、これは地球人の涙を浴びると劣化する性質を持つ。等身大時には、地球人の言語を理解するために箱状の赤い耳を出している。一人称は「わたし」。
突如として地球上に広まった放射能霧を簡単に除去したうえ、軌道を外れたという地球側の土星探検ロケットを地球まで誘導し、地球人に対して友好的であるかのような行動をとるが、それらはすべて演技であり、雄弁で尊大な態度をとる。イデ隊員を怪音による催眠術（念力）で意のままに操り、フジ隊員に化けてアラシ隊員に睡眠薬入りのコーヒーを飲ませて昏倒させ、秘密会議を盗聴する。ウルトラマンであるハヤタ隊員を捕獲してベーターカプセルを奪おうとするが、彼がそれを持ち忘れていたために失敗した後、にせウルトラマンに変身して街を破壊することにより、地球侵略の障害となるウルトラマンへの信頼を貶めて地球人の敵と思わせようとたくらむ。しかし、ハヤタのもとへ駆けつけたホシノ少年が流した悔し涙が拘束用テープを切った結果、彼にハヤタを救出されたために本物のウルトラマンと戦うことになり、スペシウム光線を撃ち込まれて変身が解け、格闘の末にスペシウム光線で倒される。
- スーツアクター・声：青野武[出典 163]
- デザインは成田亨によるもので[63]、首や肩をなくして人間のシルエットを感じさせないデザインとしている[436][437]。目の中央がくぼんだデザインは、ウルトラセブンや『突撃! ヒューマン!!』のヒューマンに通じる意匠となっている[437]。
- 頭部はFRP樹脂製だったが、途中からラテックス製となった[438]。等身大時には五角形の耳が頭よりせり出しているが、巨大化（戦闘）時には収納されて窪みになっている[439]。
- 着ぐるみは巨大ラゴンの改造[出典 164]。巨大ラゴンから流用した胴体のうち、側面や背面にあった鰭は取り外され、表面の形状のみを活かしてボディ全体の彩色が塗り直されている[63]。
- 金城哲夫によるノベライズ『怪獣絵物語ウルトラマン』では、他の宇宙人と共にウルトラマンの対策会議に参加している姿が挿絵で確認できる[440][注釈 53]。その後、描写は無いがウルトラマンに倒されたことが語られている。
- 青野は『ウルトラ怪獣大百科』のナレーターを務めているが、ザラブ星人の回のみ自らの声で解説しているような表現となっている。

#### にせウルトラマン
ザラブ星人が地球人とウルトラマンの関係を険悪化させようと化けた偽者。ただし、ウルトラマンの外見を真似ただけなので、スペシウム光線などの光線技の発射能力や、ウルトラマンに匹敵する戦闘力などは持っていない。本物よりも目が赤みを帯びて吊り上がっており、耳やつま先、頭部のとさか、顎が尖っていてボディの赤いラインに黒縁が見られるなどの異なる点が多いが、ムラマツたちは見分けが付かずに困惑していた。
ハヤタを拉致したうえで夜の市街地を破壊した後、彼を監禁しておいたビルに戻り、そこでハヤタとの脱出を試みているホシノ少年を発見すると、彼らの用いていたロープごと摘み上げて宙吊り状態で捕らえ、窮地に陥れる。しかし、出現した本物のウルトラマンにホシノ少年を奪還され、そのまま本物のウルトラマンと対峙する。本物のウルトラマンのチョップにひるむなど、格闘で敵わないと判断して空中へ逃れようとするが、至近距離でスペシウム光線を受けて本来の姿に戻る。
- スーツアクター：池田文男[出典 167]
- デザインは成田亨[443]。
- マスクは新造[注釈 55]だが、スーツはウルトラマンのAタイプを改造したもので[430][444]、足の形状はBタイプと同一である[444]。撮影後、スーツは最終回（第39話）に登場するゾフィーに改造された[444]。
  - 古谷敏が2020年のインタビューで明かしたところによれば、本物のウルトラマンがにせウルトラマンのマスクをチョップした直後の右手を振って悶絶する姿は、古谷がマスクの硬さに思わず悲鳴を上げるほど本当に痛がったことによるものであり、彼はカットの声がかかるまで小指の痛みを我慢していたという[445]。また、2022年のインタビューで明かしたところによれば、チョップは「人間的な動きはダメ」という注意を受けた直後だったうえ、寸止めを狙ったもののあまり組まない相手役（池田）だったこともあって全力で入り、（目の）強化FRPを粉砕してしまうという完璧なNGであったが、第18話監督の高野宏一が頑なに出した（使った）という[446]。
- 出演者クレジットではニセ・ウルトラマンと表記されていた[注釈 56]。「ウルトラ怪獣シリーズ」のソフビ人形のタグカードなど、一部ではニセウルトラマンとも表記されていた[注釈 57]。書籍『ウルトラ怪獣大全集』ではにせ・ウルトラマンと表記している[51]。
- 劇中で攻撃を行う装軌式ミサイル車両の映像は、映画『モスラ』からの流用である[430]。

### 2代目
第33話「禁じられた言葉」に登場。
地球侵略を狙うメフィラス星人に操られ、バルタン星人（三代目）やケムール人（二代目）と共に28番街に現れる。体色はメフィラス星人と同じく、黒と銀のツートンカラーとなっている。不思議な音を発しながら立っていたが、すぐに他の宇宙人と共に消え去った。
- 着ぐるみは初代の流用であるが、耳が無く[447]体色は黒くなり、胸に銀色の模様が見られる。
- 資料によっては実体のない投影像であった可能性を記述している[出典 170]。

## 青色発泡怪獣 アボラス
第19話「悪魔はふたたび」に登場。
3億5,000年前の超古代文明ミュー帝国で「青い悪魔」と恐れられ、液化されて円筒形のアンプルを収めたタイムカプセルに封印されていた青い古代怪獣。眉間が一本角状に伸びた巨大な頭部や大きく横に裂けた口が特徴であり、強靭な体力を持つ。口からは、何でも溶かす白い泡状の溶解液（溶解泡）を放射する。東京のビル工事現場で出土され、調査のために運ばれた鉱物試験場で高圧電流による10万ボルト以上の電気ショックを受けてアンプルが開けられた結果、復活する。
その後、都心部を横断して首都高速を進撃しながら、野獣の闘争本能によって引き寄せられるように先んじて復活した怪獣バニラと旧国立競技場にて激突する。科学特捜隊の原子弾で弱ったバニラを倒し、ウルトラマンと対決する。ウルトラマンに溶解液を浴びせてスペシウム光線を阻止するが、溶解液はウルトラマンに弾き飛ばされる。持ち前の体力で2発のスペシウム光線に耐えるが、3発目には耐えられず倒される。
第35話「怪獣墓場」の怪獣供養では、遺影として写真が飾られている。
- スーツアクター：中村晴吉[出典 173]、鈴木邦夫（ノンクレジット）[454]
- 着ぐるみは初代レッドキングを青く塗装して改造したものであり、頭部は新規造形である[出典 174]。本話の撮影後、頭部を差し替えて全体を金色に塗り直すという再改造を経て、2代目レッドキングになった[出典 175]。
- デザインは成田亨によるもので、頭部は恐竜の頭骨をモデルとしている[458][63]。
- 山田正弘が単独執筆した準備稿「前世紀からの使者」では、前世紀人に操られる液体怪獣であり（バニラは登場しない）、普段は小型の瓶に収められている。この設定は『ウルトラセブン』のカプセル怪獣の原型になっている[459]。最後は自分の吐いた泡をウルトラマンに跳ね返され、膝打ちとウルトラチョップの連打を受けて消滅する[454]。南川龍（野長瀬三摩地）が加筆した決定稿「悪魔はふたたび」で、アボラスはウルトラスラッシュ光線を受けて木端微塵となり、「ウルトラマンの足もとで切れ切れに飛び散ったアボラスの残骸」というト書きで終了している[454][460]。
- 第26話「怪獣殿下（前篇）」では、治少年のイメージイラストに登場している。
- 一峰大二の漫画版の「怪獣アボラスの巻」やPS2用ゲーム『ウルトラマン』では、バニラ共々ウルトラマンに八つ裂き光輪で倒される。なお、漫画版ではバニラと体色が入れ替わっている。
- 書籍『ウルトラマン白書』掲載の金城哲夫の文芸ノートでは、バニラ共々「宇宙怪獣」と区分されている[要ページ番号]。
- 『ウルトラファイト』では、溶解液は終始「冷凍光線」とされているため、映像で溶けている建物が「凍っている」とナレーションされている。
- 『ウルトラ怪獣攻げき技大図鑑』では、溶解液は「メルトバブル」と命名された[461]。

## 赤色火焔怪獣 バニラ
第19話「悪魔はふたたび」に登場。
3億5千年前の超古代文明ミュー帝国に「赤い悪魔」と恐れられ、液状化された状態でランタン形のアンプルに封印されていた赤い古代怪獣。武器は体内に有した強大な熱エネルギーによって口から放射する2万度の高熱火炎で、周囲の生命体や物体を一瞬で焼却させる。外観は鼻が尖って口は横に開き、体は骨張ってやや平らで、大きく二股に分かれた尻尾は細く8の字状に絡み合っている。
土砂と共にダンプカーで郊外のビルの工事現場に廃棄されて風雨にさらされていた赤いアンプルから夜間に落雷の影響を受けたことで復活し、東名高速道路第四工事現場付近から進撃しながら防衛隊と科学特捜隊に夜通しで航空攻撃された末、同じく現代に復活したアボラスと旧国立競技場にて交戦する。アボラスの溶解泡を一度は火炎で相殺するが、その後はアラシの原子弾で右目を潰され、弱ったところをアボラスの溶解泡で全身を溶かされる。
- スーツアクター：田尻康博[451][454]
- 着ぐるみは新規造形[462]。その後、『快獣ブースカ』に登場したイモラへ改造された[465]。これは、『ウルトラマン』第25話に『ブースカ』主演の宮本智弘がゲスト出演したことへの返礼の意味が込められている[465]。
- デザインは成田亨によるもので、デザインイメージはタツノオトシゴ[出典 179]。
- 山田正弘が単独執筆した準備稿「前世紀からの使者」は、前世紀人と彼に操られる液体怪獣アボラスのみ登場し、バニラは登場しない[454]。その後、南川龍（野長瀬三摩地）の大幅な加筆によって決定稿「悪魔はふたたび」が起こされ、赤い怪獣バニラと青い怪獣アボラスが交戦する内容となった[454]。
- 一峰大二の漫画版「怪獣アボラスの巻」（『ぼくら』1967年1月号掲載）では火炎攻撃でウルトラマンを一度撃退し、再戦時にアボラス共々八つ裂き光輪で倒される展開となっている。また、火炎はスペシウム光線を相殺し、ウルトラマンの腕を溶かしかけるほどの火力を発揮した。なお、カラーイラストではアボラスと体色が逆転している。
- TBSの朝の情報番組『ヤング720』1966年11月4日放送分において、ウルトラマンのスーツアクターである古谷敏のゲスト出演に際し、取材役で当時同局アナウンサーだった大沢悠里の提案により、古谷の演によるウルトラマンとバニラとの格闘シーンが収録された。この時のバニラは、そのアイデアを提案した大沢自身が着ぐるみの中に入って演じた[467]。
- 書籍『ウルトラマン白書』に載っている金城哲夫の文芸ノートでは、アボラス共々宇宙怪獣と区分されている[要ページ番号]。
- 火炎は『ウルトラ怪獣攻げき技大図鑑』で「クリムゾン炎」と名づけられた[461]。

## 高原竜 ヒドラ
第20話「恐怖のルート87」に登場。
伊豆の大室高原の大室山公園に建っている高原竜ヒドラの石像に瓜二つの怪獣。先史時代から日本に生息する始祖鳥の一種とされるほか、半年前に国道87号線のトラックによる轢き逃げ事故で死んだ山鳥が好きなムトウ・アキラ少年の魂が乗り移っているもしくはその化身、交通事故で亡くなった少年たちの化身や守り神とされる。大室山の火口から現れると、自動車を憎むアキラの意思のまま、轢き逃げ事故を起こしたトラックを探して国道87号線を東京に向かって飛行しながら、トラックやタンクローリーを襲う。科学特捜隊のウルトラ作戦第二号を突破した後、ウルトラマンとの戦闘では口からの高熱火炎（グラッジ火炎）や嘴で攻撃したり、素早い動き（高速飛行）でスペシウム光線を回避したりと、優勢に渡り合う。やがて、ウルトラマンは空中へ逃げたヒドラにスペシウム光線で止めを刺そうとするが、その背中にアキラの魂が乗っていることに気付き、静かに見送る（魂はウルトラマンとフジ隊員にしか見えない）。轢き逃げ犯が自首した後、ヒドラは出現しなくなった。
- スーツアクター：荒垣輝雄[出典 187]
- デザインは成田亨が担当[8][18]。金城哲夫によるプロットでは、ハイドンやマジャースと名付けられていた[472][473]。モデルは、第20話のロケに用いた伊豆シャボテン公園の温室の入口に建っている荒原竜（現在は高原竜）の石像であり[出典 188][注釈 63]、同話監督の樋口祐三がロケハンに赴いた際に即決した[475]。そこに子供や、当時社会問題になっていた交通事故を絡めた話となった[477]が、踏襲しているのは尻尾以外である[478]。観光地のシンボルであるため、悪い怪獣にするなどの描写は避けられた[475]。
- 造形はエキスプロダクションによる[8][475]。着ぐるみのほか、山頂から出現する場面でのミニチュアと飛び人形が制作された[8]。着ぐるみは後にギガスに改造された[23]。
- 名前の由来はギリシア神話に登場するヒュドラーからと「Hill Dragon」の2つの説があり[8]、書籍『ウルトラマン大辞典』では後者が有力としている[273]。書籍によっては、「悲道（哀しみの道）」＋ラという説もあると記述している[369]。
- 本話のヒドラと第30話「まぼろしの雪山」のウーは、ウルトラマンのスーツアクターを務めた古谷敏の願いが聞き入れられて作られた怪獣でもある（詳細はウー (ウルトラ怪獣)#『ウルトラマン』に登場するウーを参照）。また、本話ではフジ隊員に制止されたウルトラマンがスペシウム光線のポーズを解く前に左手の指先が震えるが、これはヒドラをスペシウム光線で倒しても何の解決にならないとのウルトラマンの心の揺れを古谷がポーズに込めたためであるという[479]。
- 『ウルトラファイト』では、アキラ少年の話はカットされている。

### その他の作品に登場するヒドラ
- 映画『甦れ!ウルトラマン』では、ゼットン星人が暴れさせる怪獣として登場。国道87号線を襲撃し、分身したウルトラマンと戦う。映像は『ウルトラマン』の流用だが、スペシウム光線で逃げ去ったヒドラを爆破するシーンが合成で作られている。
- 『帰ってきたウルトラマン』第12話では、MATの特別訓練の的にヒドラのものがある。
- 『ウルトラマンギンガ』では、「ダークスパークウォーズ」に参戦した際に異形の手のモノによってスパークドールズへ変えられる。
- 漫画
  - 楳図かずおの漫画版『ウルトラマン』では、アキラ少年が轢き逃げされてから死ぬまでの間にベッドの上で描いた空想の怪獣という設定であり、彼の死後に大室公園にはその絵を元にした高原竜ヒドラの石像が建てられるが、その目の前で少女が轢き逃げされた結果、石像が本物の怪獣ヒドラとなって犯人を追いかけ回す。犯人が自首を宣言しても後足でトラックを掴み、中腰で飛行するなどしてその命を奪おうとするが、ウルトラマンに尻への鉄拳で倒されてトラックを救出されると、石像に戻った。
  - 漫画『ウルトラマンSTORY 0』では、暗黒宇宙の惑星エレメンターの「風の国」を守護する怪獣として登場。初代ウルトラマンに懐き、共にアーストロンやゴーストロンの襲来に立ち向かう。最後は、パンドンに仕掛けられた爆弾で共に爆死する。また、第56話に登場する究極怪獣は背中にヒドラの翼を持っている。

## 毒ガス怪獣 ケムラー
第21話「噴煙突破せよ」に登場。
数千年前から死火山と思われていた大武山が火山活動を再開したことにより、突如噴火口から出現した怪獣。爬虫類的な外観を持ち、同様の外耳がない耳を持ち、どんな音も聞き分ける。ダイヤモンドの10倍の硬さを持つ背面の甲羅は打撃時に開閉し、内側の極彩色の部分を盾のように見せる。口から喉奥の発光とともに吐き出す黒い猛毒ガスが最大の武器であり、その成分は火山ガスと同じく高濃度の亜硫酸ガスの微細な粒子で構成されていることから、どこにでも浸透する。また、サソリのような二股になった尻尾の先から二条の破壊光線を発射する。見た目以上に強敵で、スペシウム光線が効かないほどの頑丈な皮膚を持つ。さらに、約100メートルはジャンプできる強い脚力を持つ。
当初は山頂付近の野鳥や魚を死滅させ、やがて観光客を襲うようになり、麓の街に出現して毒ガスをまき散らしたため、防衛軍が出動するが、撤退に追い込まれる。
急所は展開する甲羅に隠れた発光する心臓で、最後はここをイデ隊員が開発したマッド・バズーカで攻撃されて破壊され、瀕死の状態で火口へ落下して爆死する。
第35話では怪獣墓場を漂っている姿が描かれている。
- スーツアクター：鈴木邦夫[483][490]
- 名前の由来は煙から[491]。
- 『ウルトラQ』時にまとめられた「怪獣アイデア票」には「ケムラー」の名前が「少年の絵の妄想的所産」としてあり、この時は東京タワーを襲う怪鳥であった[473]。成田亨のデザイン画では、下顎が左右2つに分かれて開くように描かれており[492][493]、デザイン画どおりに造型された。着ぐるみの下顎に存在する割れ目は、その名残である[494][490]。背中の甲羅について、成田はガボラと同様の発想であると述べている[493]。
- 高山良策の日記には、当初はガマクジラの着ぐるみを改造する予定だったが、改造怪獣は手間がかかるので新造することにしたと記述されている[490]。ケムラーの体の型自体は、ガマクジラと同じものを使用している[490]。
- 脚本の時点では背中の甲羅が開く描写はなく、尾をクジャクの羽のように広げると記述されていた[490]。
- デザイン画の時点では甲羅は顔の部分まで覆っていたが、高山によってアレンジされた[490]。弱点は、台本の時点では口内の喉の発光器官だったが、造形の時点で背中に変更された[490][473]。ガスを吐くときに口内が光るのは、その名残である[490]。この変更のため、口内が光るのを見たホシノがそこが弱点だと気づく展開が削除され、本編では特に理由のないまま背中が弱点だと気づくという、不自然な展開になっている[490]。
- 本放送当時、講談社の『ぼくら』に連載されていた一峰大二による漫画作品『ウルトラマン』と、現代芸術社『現代コミクス』に掲載された井上英沖による漫画作品『ウルトラマン』のいずれにも、初戦でケムラーと対峙したウルトラマンが、大武山の地中に埋まってしまう描写がある[要ページ番号]。
  - 一峰による漫画版では、尻尾が無い。大武山からトンネルを掘ってふもとの町に出現し、好物の毒ガスを摂取するために工場地帯を襲う。科学特捜隊によってマッド・バズーカを喉元に打ち込まれるが不発に終わり、現れたウルトラマンをも毒ガスと噛みつきで苦しめる。この毒ガスには、建造物を浮かせたりスペシウム光線を拡散させたりするという効果があることも、漫画版では追加されている。最後は2つの八つ裂き光輪を空中でぶつけ合わせて炸裂させるというウルトラマンの奇策で毒ガスを打ち払われ、スペシウム光線で不発弾を起爆させられて木端微塵に吹き飛んでいる。
- 書籍『ウルトラマン ベストブック』（竹書房、1993年）では、岩本博士の言葉として最終話に登場するゼットンの甲羅はケムラーのものを参考にしているとの推測を記述している[202]。
- 『ウルトラファイト』では、ウルトラマンによって無理な体勢に持ち上げられて急所の瘤（）を破壊され、倒される。

## 地底怪獣 テレスドン

### 初代
第22話「地上破壊工作」に登場。
地下4万メートルの世界に生息し、地上への侵出を目論む地底人たちの地上侵略用の尖兵。主な武器は、口から放射する強力な火炎と毒を持つ手の爪。頭部以外の全身に渡って節状の皺が目立つ皮膚は、科学特捜隊のジェットビートルのナパーム弾を耐えきる硬さを持つ。
地底人たちがウルトラマンを洗脳するまでの間、科学特捜隊の注意を引きつけておくため、東京テレビセンター付近の地中から出現し、夜間に赤坂の都市部を破壊する。しかし、ウルトラマンとの戦いでは火炎を放射する暇を与えられないまま、投げ技の連続攻撃で地面に叩きつけられて息絶える。
第35話では、怪獣墓場で漂っている姿が登場する。
- スーツアクター：鈴木邦夫[出典 196]
- デザインは成田亨が担当した[出典 197]。地底を掘り進むイメージで鋭角的なデザインとなっている[501]。
- 造型は高山良策が担当した[498][501]。山村哲夫は、ショーで着用した際に入りやすく動きやすかったことを証言している[501]。ウレタン製の表面に布を張ることにより、皺を表現している[503]。尻尾の先には操演用の吊り金具が付けられている[503]。
- 第22話の監督を担当した実相寺昭雄はスペシウム光線でとどめを刺すパターンを嫌い、自分の監督回では一度も使用させていない。今回の夜間の激闘もそういった経緯から生まれた。
- 実相寺の作品に登場する怪獣ということで、映画『実相寺昭雄監督作品ウルトラマン』にも登場している（映像は本話の流用）[注釈 68]。作中では、ガヴァドン（B）の事件の翌日における出来事となっている。
- 実相寺は「オケラのような奴」と呼んでいた[504]。
- 『戦え! マイティジャック』第12話「マイティ号を取り返せ!!（前編）」では本話のシーンが流用されているが、そのカットの1つにテレスドンの後ろ姿が明確に映ってしまっている[505][501]。

### 再生テレスドン
第37話「小さな英雄」に登場。資料によってはテレスドン（再生）とも表記される。
ジェロニモンの力で復活する。外見に変化はないが、以前と異なり、昼間でも活動できる。
同時に復活した再生ドラコと小競り合いを演じるが、大岩山から響くジェロニモンの唸り声を聞いておとなしくなる。決着がつかないまま再生ドラコと共に科学特捜隊と戦い、科学特捜隊のムラマツ、フジ、アラシのスーパーガン3丁によるトリプルショットで倒される。
- スーツアクター：清野幸弘[出典 201][注釈 71]
- 脚本段階ではゴモラが復活する予定であった[509]が、ゴモラのスーツがすでに第36話のザラガスに改造されていたため、テレスドンに変更された。
- 着ぐるみは第22話のものに改修を加えている[509]。後に『帰ってきたウルトラマン』のデットンに改造された[510]。ゴモラの芯であった金網にウレタンや布を張ってモデリングされた[510]。

## 凶悪地底怪人 地底人
第22話「地上破壊工作」に登場。
氷河期以前に発生した地殻変動によって地底に潜って暮らしていたとされる種族（地底人）であるため、目が完全に退化しており、瞼を閉じたような状態になっている。地上へ出る際は地上人と異なるこの特徴を隠すため、サングラスを着用している。リーダー格は地底人Xと名乗る。
科学特捜隊パリ本部から派遣されたアンヌ・モーハイム隊員を誘拐し、彼女に化けて科学特捜隊へ潜入する。まもなく拉致したハヤタを仮眠マスクで催眠状態にし、ウルトラマンに変身させることで自分たちの下僕怪獣であるテレスドンと共に地上を破壊させ、地上人に取って代わろうとする。アンヌに化けた地底人以外にも、地下4万メートルにある基地では十数名の地底人が登場する。当初からハヤタがウルトラマンであることを知っており、ハヤタを洗脳することやベーターカプセルのスイッチを押させることには成功するが、ベーターカプセルのフラッシュビームの眩しさに全員絶命する。
- 演（地底人X）：フランツ・グルーベル（声：矢田耕司）
- 台本では顔はのっぺらぼうと記載されていた[512]。また、成田亨によって結晶状の目をしたデザイン画も描かれている[512]。

### 『ウルトラマンパワード』に登場する地底人「太陽の民」
『ウルトラマンパワード』第4話「闇からの使者」に登場。
フード付きローブをまとった、人間の老人のような風貌の3体が登場する。眼は巨大で、白目がなく、真っ黒である。『ウルトラマン』の地底人と同様に、テレスドンを使役して都市を破壊させる。
ウルトラマンに酷似した「エルドラの神」像を崇拝しており、防衛組織W.I.N.R.（ウィナー）のケンイチ・カイ隊員を地底に誘い込んで語ったところによると、太古に地上を支配していたが、巨大な岩石が宇宙から落下して地上が破壊されるとエルドラの神の導きで地底に逃れ、「再び光が訪れる時を待て」と告げられた。太陽が地上を照らすようになってすでに長いが、彼らにとって「光」とは太陽でなくエルドラの神がもたらすものであり、パワードの地球来訪をきっかけとして、パワードに変身できるカイに「光」を感知して捕らえる。だが、奪った変身カプセルをカイの挑発に乗って渡して変身されてしまい、テレスドンは地底から脱出したパワードに倒される。カイは幽閉時、話し合えば地上人類は移住を受け入れるはずだと問うが、地底人は「人類が地上を汚して腐らせた」と不信感をあらわにしており、夜明けとともにテレスドンがいったん退却した後、マイクロ波通信で人類に降伏を要求している。
W.I.N.R.本部に生還したカイは、くぼみに落ちて地底をさまよっていたとだけ説明し、地底人について報告せず物語は終わる。

### 『ウルトラゾーン』に登場する地底人
『ウルトラゾーン』第14話・第15話「東京ジュラ紀」（前編、後編）に登場。
怪盗赤色からオーパーツ「アカンバロの瞳」を守るために集められた4人の名探偵の1人、歩く百科事典探偵・西園寺ユウヤに化けて潜入する。常時サングラスをかけている。推理に集中する時は相棒役の腹話術人形と対話する。依頼人で元怪獣特捜隊の隊員だった白石深月に正体を見破られ防衛軍に連行されるが、エレキングとともに暴れるテレスドンに「すべてを破壊しろ」と笑いながら命令する。
- 演：和田成正

### 『ウルトラマンX』に登場する地底女
『ウルトラマンX』第3話「夜を呼ぶ歌」に登場。
本編開始の2か月前に死亡したエステティシャンの間伏涼子になりすまし、「夜を取り戻す」ために、夜でも常に明るい（当人曰く「偽りの光に満ちている」）地上を破壊しようと暗躍する、謎の地底人類の女。絶叫により、テレスドンを操る。これまでの地底人と同じく眼が完全に退化しており、サングラスで隠しているほか、光線銃（謎の銃）を武器とする。
経営するエステサロンに潜入した大地とアスナによって正体を暴かれそうになると、拳銃で応戦して逃走する。再登場時はテレスドンを撃滅されて大地ら4人を襲撃するもワタルとハヤトに銃撃され、テレスドンのスパークドールズと着用していたサングラスを残し、姿を消す。
今回の事件現場では、「地底女が地底に人を引きずり込むという都市伝説が存在する」や「地下工事現場で何かが封印されていたことを示す500年前の石碑が発見された」など、意味深な要素が存在しているが、最後までこれらとの関係性は不明だった。
- 演：佐伯日菜子
- 第3話の脚本を担当した中野貴雄は、平田隆夫とセルスターズの楽曲「急げ風のように」にインスパイアを受けたと述べている[513]。
- 第3話の監督を担当した田口清隆は、佐伯によれば「自ら物凄い動いて演出をつけてくださりました」そうである[514]。

## 棲星怪獣 ジャミラ
第23話「故郷は地球」に登場。
元々は、宇宙開発競争が頻発した時代に某国が打ち上げた人間衛星に乗る宇宙飛行士「ジャミラ」であり、正真正銘の地球人であった。事故に遭って水や空気のない惑星へ不時着し、救助を待つ間にその異常な気候風土に身体が適応して皮膚が粘土質に変化した結果、ずっと欲していた水を不要として生きられる怪獣と化した。ミッションの失敗を国際批判されることを恐れて事故を隠蔽し、救助を出さず自分を見捨てた母国へ復讐するため、修理・改造を施して常人には視認不可能な高速回転を可能とした見えないロケット（不可視の円盤）で地球へ帰還し、国際平和会議の出席者たちを乗せた旅客機や船舶を乗機からの攻撃で次々と墜落させるが、科学特捜隊にスペクトルα・β・γ光線で乗機の位置を見破られて撃墜され、その姿を現す。最大の武器は、口から吐く100万度の高熱火炎（サッチファイヤー）と、インドゾウの5千倍の腕力。
前述の適応ゆえに火や熱には強いが、水が最大の弱点となっている。科特隊やウルトラマンとの戦闘に入ると、アラン隊員を介して「ジャミラが元は人間だった事実を公表せずにあくまでも1匹の怪獣として倒せ」とパリ本部からの命令を受けた科特隊による人工降雨弾には苦しみながらも耐えきる。しかし、ウルトラマンのウルトラ水流には耐えられず、這いつくばって国際平和会議会場の万国旗を潰し、絶命する。
その後、国際平和会議会場の傍らには生前の功績を称えた後述の墓碑が建てられるが、それを見たイデ隊員は「犠牲者（ジャミラ）に対する人間のエゴにすぎない」と唾棄し、最後にジャミラの鳴き声で本話は締められた。
- スーツアクター：荒垣輝雄[出典 208]
- 名はアルジェリアの独立運動家であるジャミラ・ブーパシャから取られており[523]、彼女を扱ったノンフィクションの書籍『ジャミラよ朝は近い』[注釈 78]をヒントにしたという[525]。また、劇中でジャミラの正体を最初から知っていたのがアラン隊員のみである、ジャミラの墓碑銘がフランス語で綴られている[注釈 79]など、劇中での一連の件にはフランスが深く関与していたことが前述のヒントによって示唆されている。
- ジャミラの断末魔の悲鳴は、人間の赤ん坊の泣き声を加工したもの[523]。
- 番組終盤に一瞬写る墓碑銘の記載によれば、ジャミラの生没年は1960年 - 1993年とされている。
- 本話で監督を務めた実相寺昭雄は、後年に監督を担当した映画『実相寺昭雄監督作品ウルトラマン』にも組み込み、劇場公開されている。予告でのクレジットは「せい星怪獣 ジャミラ」。
- デザイン担当は成田亨。頭部と同等の高さに配置された肩、変形させた人体のシルエットを崩したプロポーションや、干からびたイメージで構成された全身など、人が中身に入った着ぐるみにおける制約への挑戦を意図していたとされる[出典 209]。脚本では、頭部以外が鱗に覆われ、関節から炎が噴き出しているという描写であった[518][420]。特徴的な外見は、こぞって放送当時の子供たちが衣服の丸首の部分を頭に引っかけて真似されることがあった[519][526][注釈 80]。
- 造型は高山良策が担当した[523]。第9話「電光石火作戦」に敏男役で出演していた山村哲夫は、フォームラバーの一枚成形であったと証言している[523]。
- 準備稿ではウルトラマンとの戦闘中でもつれ合い、海中に落ちるという展開であった[523]。
- 悲劇的なシナリオで知られる怪獣である反面、かつてジャミラを見捨てた某国とは無関係な人々の旅客機を墜落させる、民家を焼き払う、国際平和会議会場を破壊するなど、無差別の殺戮や破壊活動を行ったことは事実であり、その点からジャミラを一方的に被害者として扱うことには否定的な見解が語られることもある[注釈 81]。劇中でも、ジャミラの理不尽な破壊活動に憤ったイデの叫びに、ジャミラが一瞬我に返ったかのように破壊を止めて立ち止まるシーンが入っており、復讐によって「被害者」が「加害者」に転じる不条理をも描いている。
- 劇中でジャミラの目から光が消えるシーンは断線による想定外のアクシデントだったが、特技監督の高野宏一は「この方がジャミラの悲しみをより表現できる」と瞬時に判断し、撮影を続行した。結果的に、この演出は大成功となる[530]。また、ウルトラマンのスーツアクターを担当した古谷敏によれば、撮影はリハーサルなしのぶっつけ本番だったうえ、ジャミラの絶命シーンは荒垣が鬼気迫るほどの熱演を見せてくれたことから尊敬の言葉しか見つからず、後年に見返しても涙が出てきてしまうという[531]。

### 資料での記述
『21世紀ウルトラマン宣言』では、ジャミラの身体が変貌した理由についての仮説が詳述されている。顔と肩と首が一体化したのは、肩に作った脂肪の瘤（）でラクダのように水分と脂肪を蓄えるためではないかとされ、眼球の窪みは日差しや砂漠の砂から目を護るためではないかとされている。
『ウルトラマンメビウス』における資料の一部では、CREW GUYSの保有するアーカイブドキュメント「ドキュメントSSSP」からジャミラに関する記録が大幅に削除されていることが示唆されている。また、朱川湊人の小説版『ウルトラマンメビウス アンデレスホリゾント』では、ジャミラの死後にアラン（同作でのフルネームは「アラン・ビロッツ」）が科特隊を除隊してジャーナリストとなり、一連の事件の告発書籍『故郷は地球』を出版したものの、某国やフランス当局から起訴や冤罪などの妨害を受けて絶版に追い込まれたことが語られている。

## 深海怪獣 グビラ
第24話「海底科学基地」に登場。
海棲哺乳類に似たフォルムを有する、海底に棲む怪獣で、鼻先にある鋭い角はドリルのように高速回転して硬い岩盤にも穴を開ける。設定では光波バリヤーを張る能力を持つ。
水深200メートルに建設された海底センターのパイプラインとドックにドリルで大きな損傷を与え、同センターの救助に出動した科学特捜隊の前に現れて特殊潜航艇S25号を襲おうとするが、ウルトラマンの出現に方向転換して岩壁を掘り進み、地上に現れる。ドリル攻撃や背中の孔から出す強烈な潮吹きやフライングボディアタックでウルトラマンを苦しめ、八つ裂き光輪も高速回転させた角で受け止めて弾き返すが、最後はウルトラマンにチョップで角を折られて力尽き、スペシウム光線を受けて爆散する。
第35話の怪獣供養では遺影として写真が飾られている。
- スーツアクター：荒垣輝雄[出典 212]
- デザインは成田亨が担当した[8][18]。デザインモチーフはモンガラカワハギ[8]。当初はガヴァドンBを改造する予定で初稿デザインも改造を前提として描かれていたが、結局はデザインを修正し、新規に造形された[253]。成田は魚の怪獣化は難しいことを述べている[18]。
- 造型は高山良策、水中用のギニョールは佐々木明が担当した[8][537]。着ぐるみによる撮影はウルトラマンとの格闘場面のみで、海中の場面では60センチメートル大の操演用ミニチュアが使用されている[8]。そのほかに爆発用の造形物も制作された[8]。角のドリルはFRP樹脂製で、クローズアップ用も製作された[537]。
- 脚本では、スペシウム光線を光波バリヤを張って遮断するというくだりがあった[228]。
- 水を使った大掛かりな特撮は第14話を最後に行わない方針になったため、水槽をセットの手前に置くなどの方針が取られた[228]。
- 『ウルトラマンM730 ウルトラ怪獣攻げき技大図鑑』では、鼻先のドリルに「ダイハード・ドリル」[536]と名称がつけられ、紹介されている。

### 『ウルトラマンサーガ』に登場するグビラ
映画『ウルトラマンサーガ』に登場。
バット星人によって、怪獣墓場から捕獲されて連れて来られた個体。鼻先の回転ドリルを武器とする。1頭目はバット星人に操られて街で暴れ、タイガ・ノゾムとタケルに襲いかかったところに現れたウルトラマンコスモスと戦い、フルムーンレクトでおとなしくなる。その後、2頭目がゴメス(S)と共にバット星人に操られて出現し、コスモスや身長が約5メートルのウルトラマンゼロと戦う。1頭目と同様、コスモスに鎮められるが、それを良しとしないバット星人に粉砕される。

### 『ウルトラマンX』に登場するグビラ
『ウルトラマンX』第16話「激撮！Xio密着24時」に登場。
ダークサンダーエナジーによって凶暴化した状態で生鮮市場に出現した。Xioでの分類ではタイプF。ドリル状の角を振り回して暴れ回るも、ウルトラマンエクシードXの前には為す術もなく、生鮮市場の屋根に横倒しで乗せられた後、エクシードエクスラッシュによってダークサンダーエナジーを除去され、ザナディウム光線によってスパークドールズに縮小された。なお、その戦闘の一部始終は、Xioの密着取材番組によってテレビ放送された。
- スーツアクター：新井宏幸
- 第9話の初期案では、「グビラ」と「ラグビー」をかけて子供のグビラがラグビーボール代わりにされるという展開が予定されていたが、蹴り飛ばすのは可哀想だという意見が出てこの展開はなくなり、キャラクターもサメクジラ（ジョリー）に変更された[542]。

### 『ウルトラマンオーブ』に登場するグビラ
『ウルトラマンオーブ』第8話「都会の半魚人」、第24話「逆襲の超大魔王獣」に登場。
餌を求めて日本沿岸に出現し、近海の魚を食い尽くして地底から海産物倉庫を狙って東京に上陸する。その際に遭遇したラゴンの母子を餌と認識して襲い、子供のラゴン（ラゴンJr.）を丸呑みにするが、ハリケーンスラッシュ形態で現れたウルトラマンオーブの連続パンチを受け、汐ごとラゴンJr.を吐き出す。その後、ドリルや怪力でオーブを追い詰めるもオーブスラッガーランスで押し倒され、最後はスペシウムゼペリオン形態に変身したオーブのシャットダウンプロテクトで海へ運ばれていく。
第24話ではラゴンの母子を乗せて日本近海から避難していく様子が、SSPによってインターネットで報道されている。
- スーツアクター：新井宏幸[546]
- 脚本ではオーブがグビラを倒すという展開であったが、監督の市野龍一はラゴンを生かすならば餌を求めているだけのグビラも生かさなければ理屈に合わないと考え、グビラを海へ帰す展開とした[547][548]。

### 『ウルトラマンジード』に登場するグビラ
『ウルトラマンジード』第21話「ペガ、家出する」に登場。
ペガッサ星人ペガが朝倉リクと喧嘩して彼のもとから飛び出すも途方に暮れていたところ、突如深海から街中へ出現する。それに先行し、火浦海岸や街中では人々が原因不明の身体の痺れを訴える事件が起こっていたが、それはリトルスター発症の影響でグビラの背中から噴き出す光を帯びた汐ショッキングブロウに麻痺効果が加わるようになったためだった。そこへリトルスターを奪取すべくペダニウムゼットンと化した伏井出ケイが現れ、グビラを痛めつける。グビラが本来は深海に生息していることを知ったリクはウルトラマンジード プリミティブに変身し、ペダニウムゼットンに立ち向かうが、ロイヤルメガマスターすら圧倒するその強さに苦戦を強いられる。グビラは汐でペダニウムゼットンを痺れさせ、ジードの勝機を作る。まもなく、ジードの勝利を見届けたグビラの身体からリトルスターが離脱し、ゾフィーカプセルが起動する。その後、グビラはジードによって深海へ帰されたことがラジオで報じられている。
- スーツアクター：梶川賢司
- 第21話の脚本を担当した森江美咲は、このグビラはリトルスターの影響で仲間に迷惑をかけないよう地上に上がってきたと想定しており、当初は家出したペガと寂しさを共感するという案も存在した[553][554]。

### 『ウルトラマンR/B』に登場するグビラ
『ウルトラマンR/B』第13話「秘密はイヤです！」、第14話「お前は誰だ」に登場。
愛染マコトに怪獣クリスタルから召喚され、ロッソやブルと交戦してブルのアクアジェットブラストを口から飲み込むと鼻から吐き出して虹を作り出したほか、ロッソが投げてきた火球をドリルで受け止め、高速回転で空中に放った火球を花火のように爆発させるなどのコミカルな行動が目立った。また、虹を見てはしゃぐ、花火を見て拍手をするなどの仕草も見られたが、ロッソと直接戦おうとした途端に愛染のAZジャイロに不調が起こったことで全身から稲妻を放ち、鼻から蒸気機関車のように黒煙を吐きながら縮小する。自動車サイズまで縮んだ後もロッソの右足をドリルで攻撃し、ブルには可愛らしい踊りを見せていたが、時間切れで煙とともに消滅して怪獣クリスタルに戻った。
- スーツアクター：横尾和則[556]
- 元々は第14話のみの登場予定であったが、第13話監督の伊藤良一が総集編である同話の後半がドラマパート中心になってしまうことからグビラの先行登場を要望し、第14話の制作時に第13話分のカットも追加で撮影している[557][558]。
- 第14話の脚本を担当した森江美咲は、前作『ジード』第21話も執筆しており、今回もグビラを倒さない展開で良かったと述べている[556]。脚本では小さくなるのみであったが、監督の市野龍一によって、虹や花火などの可愛らしい描写が加えられた[556]。また、踊る仕草はスーツアクターの横尾のアドリブである[556]。

### 古代地底獣 オカグビラ
『ウルトラマントリガー NEW GENERATION TIGA』第4話「笑顔のために」に登場。
地底環境で適応するように進化したと推測されるグビラの同族種。地底を頭部のドリルで進み、敵の背後に出現して、ドリルで不意打ちするドリルアタック戦法を得意とする。
GUTS-SELECTが超古代遺跡から発掘した出土品の影響で覚醒し、イスタシティの地中から出現する。出土品を奪ったイグニスを追いかけ、駆けつけたウルトラマントリガーと戦闘になるが、最期はヒジリアキトが出土品を手に囮となった隙にパワータイプへチェンジしたトリガーに投げ飛ばされた末に、デラシウムクローインパクトを受けて爆死する。
- スーツアクター：新井宏幸
- 本作品ではスーツの色を変更して「亜種」のようなものを設定し、背景や生態を変えた新しい怪獣として登場させることとなったため、全体の色を変えている[562]。

### 『ウルトラマンアーク』に登場するオカグビラ
『ウルトラマンアーク』第11話「メッセージ」・第12話「お前はギヴァス」に登場。
地中を鼻先にあるドリル状の角で移動し、巨体と角を活かした突進攻撃を地上で仕掛けてくる古代地底獣。地中へと潜って姿を消すと相手の真下に現れ、バランスを崩して倒れた相手に覆い被さって攻撃を加える戦法を得意とする。
星元市で陥没事故と振動被害を頻発させ、ウルトラマンアークやギヴァスと戦うが、最後は地中へと逃げていった。
- スーツアクター：新井宏幸

### その他の作品に登場するグビラ
- 映画『新世紀2003ウルトラマン伝説 THE KING'S JUBILEE』では、ミクラスやヤマワラワと共にウルトラマンキングの誕生日パーティーに向かうウルトラ戦士たちを乗せたそりを引く。
- 映画『大決戦!超ウルトラ8兄弟』では、ハヤタの回想シーンで登場している。映像は『ウルトラマン』の流用。
- 映画『大怪獣バトル ウルトラ銀河伝説 THE MOVIE』では、百体怪獣ベリュドラの胴体を構成する怪獣の1体となっている[119]。
- 『ウルトラゾーン』第15話アイキャッチでは、空手の模擬試合で木の板を貫く様子が描かれている[408]。
- 『ウルトラマンフェスティバル』2019第1部ではそうた少年が持っていたグビラの人形が不思議な光で実体化したそうたくんのグビラが登場[565]。
- 『ウルトラマントリガー NEW GENERATION TIGA』にはグビラが描かれた地上絵が登場している[385]。
- 漫画
  - 『ウルトラマン超闘士激伝』では、バルキー星人が率いるエンペラ海軍の闇闘士となっている。
  - 『ウルトラマンSTORY 0』では、ペスターやタッコングと共にジャックを襲うが、3匹まとめてスペシウム光線で倒される。

## 冷凍怪獣 ギガス
第25話「怪彗星ツイフォン」に登場。
新彗星ツイフォンが地球に急接近した際、日本アルプスから現れた、巨大な雪男のような怪獣。上半身は白く、下半身は茶色で顔面は真っ黒。寒さにとても強く、設定上ではマイナス50℃の強力な冷凍光線を吐くことができるが劇中では使用されず、代わりに地面の雪をかけて相手の目をくらます。短気で、自身の縄張りへの侵入者を攻撃するほか、飛来したドラコに苦戦気味のところへ乱入してきたレッドキングに恐怖し、一時的にレッドキングと共闘してドラコと戦うが、レッドキングに翼をもぎ取られて弱体化したドラコにすら苦戦する。業を煮やしたレッドキングと2匹がかりでドラコを殺害した後、レッドキングと再戦するものの一方的に痛めつけられ、まったく敵わず逃亡する。最後は、科学特捜隊のアラシ隊員とイデ隊員が搭乗するジェットビートルから放たれたナパーム弾と強力乾燥ミサイルにより、粉砕される。
- スーツアクター：南明[535][8]
- デザインは成田亨が担当した[8][18]。着ぐるみはヒドラの改造（下半身を流用）で、造形はエキスプロによるものである[出典 222]。そのほか、爆発用ミニチュアも制作された[8]。
- 名前の由来はギリシア神話に登場する巨人族のギガスから[8]。

### 『ウルトラマンボーイのウルころ』に登場するギガス
『ウルトラマンボーイのウルころ』第152話「熱血指導だ！ エイティ先生の巻」、第153話「これがウルトラスピリッツだ！ の巻」に登場。
ウルトラマン80の生徒ミノルとして登場。先生である80にスポーツ指導され、番長のサタンビゾーと戦う。

### 『ウルトラマンZ』に登場するギガス
『ウルトラマンZ』第3話「生中継！怪獣輸送大作戦」に登場。
伊豆原高原の観測所近傍に出現し、セブンガーと交戦。怪力でセブンガーと互角に戦うも、ハルキの提案で実装された硬芯鉄拳弾を腹部に受けて爆死するが、観測所に激突したことで破壊してしまう。
- スーツアクター：高橋舜[568]
- 岩船山でのロケが決まっていたことから、以前から構想していた『ウルトラファイト』のようなものを撮影し、それが後に『セブンガーファイト』に繋がっていったという[102]。
- スーツはアトラクション用のものを使用しており、スーツを管理しているライブチームが化粧をしたが、ウルトラファイトのようなもののため、土を塗るなど汚している[102]。

### 『ウルトラマンブレーザー』に登場するギガス
『ウルトラマンブレーザー』第22話「ソンポヒーロー」に登場。
日本アルプス山中にてレッドキングと激闘を繰り広げていた冷凍怪獣。短気な性格で、主な武器は怪力による攻撃に加え、口からは強力な冷凍光線を吐く。
レッドキングに叩きのめされて力ずくで子分にされると、彼の言いなりで松本市庄米地区に出現して暴れ回る。出撃したSKaRDのアースガロンに追い込まれるものの、大地を割って出現したレッドキングとともにアースガロンを逆に追い込んでいく。駆けつけたブレーザーにも冷凍ガスを浴びせて凍りつかせるが、ファードランアーマーによって氷を溶かされると、最後はブレーザーとアースガロンの同時攻撃によってレッドキングとともに倒される。
- スーツアクター：梶川賢司

### その他の作品に登場するギガス
- 映画
  - 『ウルトラマン・ウルトラセブン モーレツ大怪獣戦』では、草原に怪獣軍団とともに出現する。
  - 『ウルトラマンZOFFY ウルトラの戦士VS大怪獣軍団』では、ドラコやレッドキングとの戦い（『ウルトラマン』第25話からの流用）に古舘伊知郎による実況が加えられているが、映像はレッドキングと正面衝突するところで終わっている。
  - 『新世紀2003ウルトラマン伝説 THE KING'S JUBILEE』では、ウルトラマンキングの誕生日を怪獣たちと共に祝福する。
  - 『大怪獣バトル ウルトラ銀河伝説 THE MOVIE』では、百体怪獣ベリュドラの右腕を構成する怪獣の1体となっている[119]。
- 漫画
  - 『かがやけ ウルトラの星』では、怪獣軍団の一員として登場。バルタン星人に率いられて北海道に出現する。
  - 『ウルトラ忍法帖』では、悪の組織「朧党」の冷凍忍獣として何度も登場する。最終的には始末しようとした墨海上人の優しさに改心し、朧党を辞める。
- その他
  - 『ウルトラセブン』の未発表作品「宇宙人15+怪獣35」では、冒頭でセブンを襲うシナリオが予定されていた。
  - 『ウルトラゾーン』第22話のアイキャッチでは、ドラコに乗って『鳥人間コンテスト』のような大会に出場する様子が描かれている[573]。
  - 2009年によみうりランドで行われた『ウルトラマンメビウススペシャルショー』では、ペガッサ星人に操られてウルトラマンゼロと戦う。

## 彗星怪獣 ドラコ

### 初代
第25話「怪彗星ツイフォン」に登場。
新彗星ツイフォンが地球の近くを通過した際、地球へ飛来した宇宙怪獣。1本の短い角とビニールよりも薄く丈夫な半透明の巨大な翼を持ち、体表は黒いタイルのような皮膚で覆われている。両手の鋭い鎌を武器としており、素早い動きで飛翔して敵を翻弄する戦法を得意とする。飛行速度はマッハ2。
日本アルプスの山中でギガスや途中から介入したレッドキングと三つ巴の戦いとなる。ギガスとの戦闘では互角以上に戦ったのに対し、レッドキングとの戦闘では一度目は空を飛んで攻撃を回避するが、二度目は足を捕まれて地上へ引きずり降ろされたうえ、翼をむしり取られて飛べなくなったことで弱体化する。その後はギガスとレッドキングによって逆エビ固めのように尻尾を持ち上げられて徹底的に痛めつけられる。
- スーツアクター：池田文男[出典 230]
- 脚本での名前は「レッドドラコ」[227][579]。
- 第25話に登場した怪獣の中では唯一、新規に着ぐるみが制作された[579][注釈 85]。
- デザインは成田亨によるもので、オニヤンマをモチーフとしている[502][23]。当初はバッタ型の怪獣としてデザインされたが[10]、NGとなった。羽や足首の鉤爪にその名残がある。
- 一般に流布している初代ドラコのスチル写真は[出典 231]、着ぐるみ完成後まもなく東京美術センターでマーチャンダイジング用として撮影されたもので、番組に登場したものとは一部が異なっている。こちらは左手が鎌状で、右手が円盤形に巻き取られた鞭状になっており[221][227]、鎖鎌を模している。その後、撮影前に右手も鎌状に改造された。資料によっては、腕の説明を改修前の形状で行っている[221]。
- 造形物は着ぐるみのほか、60センチメートル大の飛行用ミニチュアが制作された[227]。背中の羽根は、飛び魚のヒレを参考にして作られている[580]。粘土原型の頭部に合わせ、体中にハケ跡がモールドされた[580]。
- 楳図かずおの漫画版『ウルトラマン』には着ぐるみ作成時の両手で登場し、鞭状の左手を伸ばして水素爆弾を掴み取る描写がある。ウルトラマンの策略でギガスとの戦いになり、最後は冷凍光線を浴びて凍死する。
- 帯番組『ウルトラ怪獣大百科』のナレーションでは、ドラコの一族は鎌状の右手と鞭状の左手を持つ形態であり、日本へ飛来した個体はイレギュラーな個体である旨が語られている。
- 『ウルトラ怪獣攻げき技大図鑑』では、飛行しての体当たりが「コメット超力」と名づけられている。

### 再生ドラコ
第37話「小さな英雄」に登場。資料によってはドラコ（再生）とも表記される。
ジェロニモンの力で復活した個体。体色が濃くなり、頭部の角が新たに4本増え、両手の鎌が外されて5本指となり、背中の羽が無くなるなど、外見が多少変化している。闘争本能は健在で、同時に復活した再生テレスドンと小競り合いになるが、大岩山から響くジェロニモンの唸り声を聞いておとなしくなった後、再生テレスドンと別れて科学特捜隊と戦う。再生テレスドンが倒された後、ウルトラマンの出現を当てにして助けを求めるばかりで戦おうとしないイデを襲った際、彼の身代わりになったピグモンを叩き潰して殺害する。それを見て激昂したハヤタから一喝されて正気に戻ったイデにより、新兵器「スパーク8」の攻撃を受けて体を削り取られるように粉砕される。
- スーツアクター：松島映一[出典 235]
- 着ぐるみは第25話のドラコの改造で、頭の4本の角は『快獣ブースカ』のイモラのものが鈴木邦夫によって取りつけられた[509]。デザイナーの成田亨は、デザイン画を起こさずに口頭で指示したという[582]。
- 脚本段階では、ドラコではなくレッドキングの登場が予定されていた[509]。
- 二子玉川園にて1973年に行われた「怪獣供養」では、このスーツのドラコがイカルス星人と共に進行役を務める写真が存在している。

## 古代怪獣 ゴモラ

須賀川市内に設置されているゴモラの像

第26話「怪獣殿下（前篇）」、第27話「怪獣殿下（後篇）」に登場。
南太平洋のジョンスン島（架空の島）に生息していた、1億5千万年前の古代生物ゴモラザウルスの生き残りとして発見される。長い眠りで力が弱まっており、阪神大学（架空の大学）の中谷教授による指揮のもと、日本万国博覧会に生体展示するため、UNG麻酔弾で生け捕りにされる。
協力要請を受けた科学特捜隊のビートル3機による空輸中に麻酔の効力が切れて覚醒し、暴れだして上空2千メートルから六甲山に落下したショックで、本来の強い生命力と闘争本能が蘇る。地中を移動して千里丘陵へ出現し、ウルトラマンとの戦いでは強力な尻尾「メガトンテール」で叩きのめすと、スペシウム光線を発射される直前に地下へ逃亡した。
その後、大阪市内に住みついたところを科学特捜隊によってマルス133とスパイダーショットで攻撃され、逃亡する。攻撃で切断された尻尾は本体とは別に活動する。本体はまもなく大阪城前広場に出現して天守閣を粉砕し、ウルトラマンと再戦するが、尻尾を失っていたために初戦のような強さは発揮できず、科学特捜隊と自衛隊伊丹基地の火器部隊に援護されたウルトラマンによって頭部左側の角を折られ、スペシウム光線でとどめを刺された。
「孤島での人畜無害な生息中にあったところを、人間の都合で連れ出されて倒された」という悲惨な境遇は科学特捜隊に同情され、亡骸を剥製にして万博会場に飾るとの提案がなされている。
第35話では、怪獣供養の際に遺影として写真が飾られている。
- スーツアクター：鈴木邦夫[8][595]
- 着ぐるみ製作は高山良策[596]。頭の角は黒田長政の大水牛脇立兜をイメージして作られている[出典 240]。空輸・落下用のミニチュアも製作されている[8]。口の開閉は電動とラジコン[595]。ラジコンの受信機は尻尾の付け根に付いていた[596]。撮影後、着ぐるみはザラガスへ改造された[598][150]。頭部は2013年時点で現存しており、劇中で折られた頭の角を接着してイベントなどで展示されたが、鼻先の角は紛失していた[599]。
- ウルトラマンのスーツアクターを務めていた古谷敏にも、高く評価されている[600]。古谷は対峙した際にはマスクの下で「カッコいい怪獣だな、これぞ怪獣って感じだぞ」と呟いたうえ、どのように攻撃していけば弱らせることができるのかについて悩んだという[600]。ただ、実際に戦ってみると爪が本当に硬くて鋭く非常に危険だったため、肩をつかまれた瞬間にはあまりの痛さに叫んだほか、撮影後には成田に「痛すぎますよ、ゴモラの爪」と文句を言ったという[600]。
- 中谷教授がアラシ隊員に見せた図鑑のゴモラザウルスの想像図は、デザイン画の流用である。
- 「大阪城を粉砕する前にウルトラマンと対峙する」という、作中描写とは異なる光景を撮影したスチールが数枚現存しており、後年の円谷プロはもとより各社のウェブメディアでも普通に用いられている[出典 241]。
- 準備稿では、ハヤタが入院した病院の付近でウルトラマンと対決するという展開であった[599]。
- 第37話ではジェロニモンによってレッドキングと共に復活させられるとの再登場が予定されていたが[605]、撮影時にはすでにゴモラのスーツはザラガスへ改造されていたため、テレスドンに変更された。『小説 ウルトラマン』では初期案通り、ジェロニモンによって復活させられてレッドキングと共に登場している。
- 金城哲夫の『小説 ウルトラマン』では、尻尾を切断されてまもなく大阪城を破壊しようと前進するがウルトラマンに阻止され、大阪城を目前にして倒された。

## 三面怪人 ダダ
第28話「人間標本5・6」に登場。
3種類の顔を持ち、それぞれを使い分けることが可能。物体をすり抜ける移動能力、人間への憑依や透明化、瞬間移動や奇妙な発光現象によって人間を硬直させるなどのさまざまな超能力を持つ。ただし、特殊重金属で造られた壁は通り抜けられない。常に心臓の鼓動のような不気味な音を発している。
劇中ではダダの1人271号が地球へ侵入し、母星にいる上司からの使命を帯びてダダ時間222以内に一定以上の生体反応とIQの数値を持つ地球人の人間標本を6体採取しようと暗躍する。奥多摩の日向峠山頂にある宇宙線研究所を占拠し、全所員のうち4人をミクロ化器で標本化した後、研究所に近い日向峠で路線バスの転落事故を引き起こし、失神した乗客の中から2人を標本化しようとテストを続けていた。研究所の動力室には小型のエレクトロニクス動力源やダダ星との転送システムを運び込んでおり、外部との一切の連絡を遮断する環境や、母星との交信・分子レベルに分解して再構成した物質の転送を可能にする環境を作り出している。
宇宙線研究所が271号に占拠されてから1週間後、イデが収容された病院へ助けを求めてきた所員の通報で事態が発覚するが、271号は研究データを取りに訪れた中央宇宙原子力研究所の秋川叶子技官が適性に合っていたことから、彼女を5番目の標本にしようと目論むと、3つの顔（赤目のA、青目のB、黄目のC）でダダが多数存在するかのように見せかけながら、超能力によってムラマツたちを追い詰めていく。しかし、ムラマツからの連絡で事態を知ったハヤタがウルトラマンに変身して宇宙線研究所に向かったため、271号はムラマツたちの追跡を後回しにしてウルトラマンを迎え討つが、まったく歯が立たないうえにスペシウム光線で顔面に酷い火傷を負わされ、一時撤退する。
その後、271号は宇宙線研究所の屋上でムラマツたちにミクロ化器を突きつけて追い詰めるが、足を滑らせて屋上から落下した彼らはウルトラマンに救助される。苦しまぎれにウルトラマンをミクロ化器で人間大まで縮小するが、たやすく元の大きさへ戻られたうえ、顔面へのストレートキックでダメージを負う。最後は、透明化して逃亡を図ったところをウルトラマンにウルトラ眼光で暴かれ、再びスペシウム光線を受けて煙を上げながら墜落死した。
前述の通り多種多様な超能力を持っているが、肉弾戦ではウルトラマンはおろか地球人のムラマツにさえ呆気なく退けられるなど、戦闘力はかなり低い。
劇中では、271号の上司に当たる別個体のダダが通信装置のスクリーンを通じて登場する。271号はウルトラマンやムラマツたちの前では「ダ・ダ…」という声しか発しないが、上司との会話では日本語を用いており、前述の「ダダ時間」なる概念の存在が語られる。主に上司は271号への指示や援助を行っており、代替のミクロ化器を転送したりウルトラマンの迎撃命令を出したりするが、部下の扱いはかなり荒く、ウルトラマンに敗れて一時撤退した271号に「だめだ、ウルトラマンは強い」と泣きつかれてもまったく意に介さず、人間標本の採集と転送を急ぐように命じていた。
- スーツアクター：鈴木邦夫[出典 247]
- 声：鈴木泰明[注釈 94]
- 台本の表紙では、準備稿・決定稿ともに「ダダA、B、C登場」となっていたが[615]、本放送当日の新聞ラテ欄には「三面怪人ダダ登場」と記載されている。
- デザインは成田亨によるもので、全身の幾何学模様は色彩と平面の幾何学模様の操作により、オプ・アートのように見る角度によって顔が3種類に認識できるという錯視の原理を応用したトロンプ・ルイユのような効果を狙ったコンセプトであったが[616]、造形的に実現が難しいことから3種類の顔が1つの頭に存在するという形状となった[出典 248]。造型では、当初は3つの顔が回転して現れるギミックや観音開き状に顔が隠れるギミックなどが考えられていたが、最終的には3つのうち2つに黒い蓋で覆って隠すという形になった[出典 249][注釈 95]。共通して黒い髪の毛のような部分を持ち、前面の顔の部分を交換することで表現している[617]。抽象図形のボディラインにプリミティブアートの顔となっている[420]。全身の幾何学模様もオプアートから引用されている[526]。胸にアンコ（詰め物）を入れて量感を出しているほか、体表の模様はスプレットサテン[注釈 96]で描かれている[623]。
- ウルトラマンのスーツアクターを務めた古谷敏によれば、マスクは当時の成田に弟子として付き従っていた女性をモデルに彼女の髪型や口元をイメージして作られたそうである[624]。また、この女性は山や川を作成する際の泥仕事なども真面目に務めていたうえ、古谷にも優しく接してくれたという[624]。
- 第33話のシナリオではメフィラス星人の部下として登場が予定されていたが[625]、ケムール人（2代目）に変更された。楳図かずおの漫画版『ウルトラマン』や漫画『ウルトラマン超闘士激伝』では、この名残でバルタン星人、ザラブ星人、ケムール人と共にメフィラス星人の部下として登場する。金城哲夫によるノベライズ『怪獣絵物語ウルトラマン』においても、バルタン星人たちやメフィラス星人と共にウルトラマンの対策会議に参加している姿が、挿絵で確認できる。
- 『ウルトラファイト』第30話「ダダ消えたり出たり」では、ダダの姿を消す能力は「ダダ忍法」と呼称される。『ウルトラマン』本編と違い、大学の研究所を襲ったことになっている。
- 着ぐるみは、1973年に二子玉川園で行われた「怪獣供養」にて、モングラーやギラドラスなどと共に焼却処分された。

## 黄金怪獣 ゴルドン
第29話「地底への挑戦」に登場。
日本一の金埋蔵量を誇る大田山金鉱の地下から2体の同族が現れる。金の成分によって光り輝く黄金色の皮膚で覆われている全身に長くて太い首と先端が二又に分岐した長い尾を持ち、四足歩行する。金鉱石が常食で、1日に10兆円もの金を食べたこともあるという。地上より地底の方が動きが俊敏で、科学特捜隊の地底戦車ベルシダーの3倍の速度で地底を進む。1体目はベルシダーの光線銃を受けて地上に出たところを科特隊のコロナ弾とスーパーガンで倒され、2体目はベルシダーの地底魚雷を受けて地上に出たところをウルトラマンと戦い、体にのしかかったり、尾でウルトラマンの首を絞め上げたりするなどして苦しめるが、逆に尾で自分の首を絞められてウルトラスウィングで投げ飛ばされ、最後はスペシウム光線で倒される。
後日、死体から採集された150トン（15トン）の純金は、金鉱の麓にある、破壊された室生町の復興資金として進呈される。
- スーツアクター：扇幸二[535][8]
- デザインは成田亨が担当し、イモムシをイメージしている[8][18]。
- 着ぐるみは上半身と下半身で分割されており、背中や腹部にファスナーはない。造形はエキスプロ[629][8]。ラテックスにおが屑を混ぜたものを塗ることで体のイガイガを表現している[630]。
  - 特技監督の有川貞昌の長男は、有川が使わなくなったゴルドンの着ぐるみを頭部がない状態で自宅へ持ち帰ってきていたと証言している[631]。
- 名前の由来は金を意味する英語「ゴールド」から[381]。
- 金城哲夫の『小説 ウルトラマン』では、2体目の尻尾に絡みつかれているベルシダーを救出するためにウルトラマンが地底深く潜って2体目と対峙し、地底の闇の中で両者の壮烈な対決によって落盤が生じる中、スペシウム光線で粉々に吹き飛ぶ。
- 映画『大怪獣バトル ウルトラ銀河伝説 THE MOVIE』では、百体怪獣ベリュドラの左角を構成する怪獣の1体となっている[119]。
- 柳田理科雄は著書『空想科学読本2』で、「地底怪獣として最も相応しい形態をした怪獣」としてゴルドンを挙げている[632]。この考察で選択肢に挙げられた怪獣は大伴昌司著『怪獣図解入門』における分類に基づいたものであるが、山本弘は批判書『こんなにヘンだぞ! 空想科学読本』にて「審査が消去法であるため順番によって結果はどうとでもなる」「そもそもモグラが巨大化しただけのモングラーを選択肢に入れていない」と、柳田の記述を批判している（『怪獣図解入門』では、モングラーは「変身怪獣」に分類されている）[要ページ番号]。なお、その後の版で柳田は山本の指摘を全面的に正しいと受け入れつつも「ただモグラが巨大化しただけの怪獣が優勝という結果では面白くない」としており、モングラーを選択肢に入れていない[要ページ番号]。

## 伝説怪獣 ウー
第30話「まぼろしの雪山」に登場。
全身が白く長い毛で覆われた雪男のような怪獣。飯田山の麓の村に住む、孤児のゆき（雪ん子）が村人から迫害を受け、助けを呼ぶと、彼女を救うべく現れる。ゆきの危機を救うためにのみ現れることから、行き倒れになったゆきの母の魂の化身ではないかとされている。また、当地では伝承で知られる存在であった模様である。
必ず吹雪と共に現れるうえ、怪獣出現の事実が観光客を遠ざけたことから、スキー場による観光収入で経済を成り立たせている当地にとっては死活問題であり、ついに科学特捜隊の攻撃を受けることとなる。
村の子供たちが掘った落とし穴をそのままにしていたため、酔った猟師が落ちて凍死した事故がゆきの仕業と決めつけられてしまい、村人に追われたのに激怒してスキー場のリフトやロッジを破壊する。ウルトラマンとの戦いでは、のしかかって首を絞め上げて苦しめるが、ウルトラマンがスペシウム光線の構えに入ろうとした直前にゆきが力尽きたため、彼女のウーを呼ぶ声と共に飯田山から姿を消す。
- スーツアクター：鈴木邦夫[出典 259]
- デザインは成田亨で、仙人をイメージしている[640][644]。当初は顔が小さいデザインであったが、仙人そのままのイメージとなってしまうため、平面的な顔に変更された[644]。雪原のセットも白いため、全身が白いだけでなく顔の色を変えている[644]。
- 着ぐるみ造形はエキスプロによる[640][643]。毛は石膏の補強に使われるマニラアサを用いており、ロープなどを扱っていた東宝撮影所前の自転車店で用意された[643]。
- ネーミングの由来は、沖縄方言で糸芭蕉の繊維を指す「ヲゥー（発音上の表記）」[640]、もしくは『ウルトラマン』の製作前に企画された作品『WOO』からと記述されている[645]。
- 作中で扱われている「差別と迫害」というテーマは、沖縄出身の金城哲夫から見た沖縄と本土との関係が指摘されている[646]。また、ウルトラマンのスーツアクターを務めた古谷敏によれば、第20話「恐怖のルート87」のヒドラと本話のウーは、彼から金城への「人間の身勝手さで暴れてしまった怪獣、人間や地球に危害を加えるつもりのない怪獣は倒さずに、元いる場所に帰してあげましょうよ」との願いが聞き入れられて作られたという[647]。
- 本編班が着ぐるみをロケ先のスキー場に運んで人を入れて撮影した写真が存在する[648]。
- 書籍『ウルトラマン白書』では、風速2,000メートルの突風を吹く能力と大雪を降らせる能力を持つとしている[574]。
- 書籍『ウルトラ怪獣列伝』では、シリーズ初の妖怪型怪獣と分析している[639]。

## 吸血植物 ケロニア
第31話「来たのは誰だ」に登場。
20年前に南米アマゾン奥地にてゴトウ・ジロウ博士によって発見された、吸血植物。正体は、短期間で高度な科学力と知能を身に付けて独自の文明を持つまでに異常進化して怪獣化した緑色の人型生命体であり、美味な血液を持つ人類に代わって知的生命の地位を得ることや同族を増やすこと、それらによる地球の支配を企む。体内発電ができるほか、それを利用した通信機を開発している。最大の武器である両目から放つ破壊光線は、等身大時では人間を気絶させる程度だが、巨大化状態では戦車を破壊するまでに威力が向上する。精神感応を用いての消火もできるほか、その直後に薬品を注射して栄養補給する。また、戦車の砲弾をも跳ね返す硬い皮膚を持つほか、両手の指先には鋭い爪が生えている。
まずは科学特捜隊日本支部へボリビア（南アメリカ）支部のゴトウ隊員（演：桐野洋雄）に化けて潜入し、高良市に幼年期の仲間を繁殖させようと暗躍する。しかし、言動の怪しさから科特隊に着目され、二宮博士に真相を見破られて正体を現すと、自ら製作したエアシップコンビナート（飛行メカの大群）を日本に呼び寄せて総攻撃を開始し、自らも巨大化してウルトラマンと戦う。スペシウム光線をものともしなかったが、最後はウルトラアタック光線とウルトラ念力で粉砕され、飛来したエアシップコンビナートも科学隊とウルトラマンの活躍によって全滅させられる。
幼年期のケロニアは焼却処分されるが、劇中のアラシの話によると、細かく砕くとよく燃えるという特性から、一部は住民たちが焚きつけ（燃料）として持ち帰ったという。
- スーツアクター：扇幸二[649][8]、池田文男（ノンクレジット）[注釈 100]、桐野洋雄（人間大）[655]
- デザインは成田亨、造型は高山良策が担当した[8][18]。成田は葉の集合体として左右非対称に描いている[18]。等身大時のケロニアは頭部のみ、着ぐるみとは別に高山良策が製作したもの[8]。等身大時に着ていた背広は、ゴトウが着ていたものをそのまま使用している。そのほかに爆発用人形も制作された[8]。全身の葉っぱは1枚ずつ原型起こしによって作られた[656]。なお、撮影後に着ぐるみの胸から下は後述の『戦え! マイティジャック』への流用に先駆け、本作品の最終話に登場するゼットン星人に流用されたとの説も見られる（詳細はゼットン星人#『ウルトラマン』に登場するゼットン星人を参照）。
- 本物のゴトウ隊員の生死は劇中では不明だが、脚本では幼少期に熱病で亡くなったと記述している[657]。
- ケロニアが巨大化した際に発する台詞は、桐野洋雄がゴトウ役に引き続いて声を担当している[658]。

### 『ウルトラファイト』に登場するケロニヤ
特撮テレビドラマ『ウルトラファイト』の新撮分にたびたび登場。劇中ではケロニヤと呼ばれる。「イカルスの凱歌」「墓場からの使者」「岩上の死闘！」「この勝負は貰った！」「みな殺しの子守唄」「まぼろし怪獣ウー参上」「怪獣無常」「怪獣はつらいよ」「怪獣岬の絶叫！」に登場。
新撮分に登場する怪獣の中では比較的高い勝率を記録する。『ウルトラマン』登場時と違い、全身緑色になっている。敵に対しておびえるなど、やや弱気で口数が少ない。必殺技は飛行機投げ。
- 頭部はオリジナルだが[22]、ボディは『戦え! マイティジャック』に登場する巨大ミイラとして流用されたため、新造形のものとなった。
- 第196話「怪獣死体置場」で円谷プロの着ぐるみ倉庫にケロニアのマスクが置かれているのが確認できる。
- 2006年刊行の『ウルトラファイト番外地』コミックス掲載のコラムでは、漫画家の加藤礼次朗が当時の円谷プロの着ぐるみ倉庫で『ウルトラファイト』で使用されたケロニアのマスクを発見した話題が写真付きで掲載されている[661]。

### その他の作品に登場するケロニア
- 『ウルトラマン怪獣大決戦』では冒頭に回想シーンで、『甦れ!ウルトラマン』ではゼットン星人の操る怪獣として最初から巨大な姿で登場。いずれも『ウルトラマン』の映像を流用。
- 映画『大怪獣バトル ウルトラ銀河伝説 THE MOVIE』では、百体怪獣ベリュドラの左角を構成する怪獣の1体となっている[119]。
- 『ウルトラゾーン』第19話アイキャッチでは、小学校学芸会の「走れメロス」の劇で木の役を演じる姿が描かれている[662]。
- 漫画『ウルトラジャーニー』では、愛を糧に成長する薔薇が端末としてケロニアの姿を形成している。
- 登場案
  - 『ウルトラセブン』の未発表作品「宇宙人15+怪獣35」では宇宙人連合により蘇生させられ、冒頭でセブンを襲うシナリオが予定されていた。ムック『フィギュア王』に掲載された「ゴードの巻」でも、バルタン星人たちが蘇生させた宇宙連合軍の怪獣軍団の1匹として冒頭でセブンを襲う。
  - 『ウルトラマンメビウス』第40話の脚本を担当した朱川湊人は、当初ケロニアを登場させることを希望していたが、第1期シリーズの怪獣はなるべく外すという方針であったため、新怪獣のソリチュランに変更された[663]。

## 灼熱怪獣 ザンボラー
第32話「果てしなき逆襲」に登場。
高温で赤く光り輝く透明な背びれを有する4足怪獣。人間が自分の生息地を工場建設のために破壊したことに怒り、鎌倉の宮ノ森の民間住宅開発工事現場に突如出現して暴れだす。頭部・背中の突起を発光させて対象を爆発・炎上させる能力を持つ。これによって山火事を起こしたり鬼山の森の化学工場群を破壊して東京に進撃し、出動したM4中戦車を数台炎上させる。地底深くにいても地表では大火災が発生するほどの超高熱の体温（10万度）により、科学特捜隊の冷凍弾すら有効な手段とはなりえず、ウルトラマンにも熱光線を浴びせて一時は優勢に立つが、投げ飛ばされて気絶したところをスペシウム光線で倒される。
- スーツアクター：鈴木邦夫[出典 269]
  - 当初は中島春雄の予定だったが、スーツの寸法が合わなかったため、鈴木邦夫に変更されたという[670][671]。
- デザインは成田亨で、モチーフはライオン[出典 270]。
- スーツはガヴァドンBの改造[出典 271][注釈 103]。角と背中の発光部分には40ワットの電球を大量に仕込んでいた[出典 272]。背中の突起は透明ポリエステル樹脂製[出典 273]。
- 準備稿では、ウルトラマンに冷凍液で凍結され、スペシウム光線で蒸発して倒されるという流れであった[670][674]。
- 撮影時には爆発と火勢が強かったといい、機電の倉方茂雄はスタジオの東京美術センター側から苦情が寄せられ、以後の撮影では火薬が控えめになったと証言している[670]。また、現場を見学していた子役の山村哲夫は、ザンボラーが4足歩行であるにもかかわらず、火勢が強いために鈴木が立ち上がってしまうことが何度もあったと証言している[670]。
  - 上記のように4足歩行であるが、かつてポピーによってソフビ化された際には、後ろ足だけで立ち上がった2足歩行の姿となっていた[675]。後年、改めてバンダイによってソフビ化された際には、元のデザインに沿った4足歩行の姿となっている[676]。
- 書籍などではウルトラマンがザンボラーに馬乗りになったスチールが多用されるが、作中にそういうシーンはない[666]。
- 書籍『ウルトラ怪獣列伝』（2008年）では、特殊な一芸に秀でた怪獣の先駆けと評している[665]。

## 悪質宇宙人 メフィラス星人
第33話「禁じられた言葉」に登場。
メフィラス星から地球にやってきた異星人。「暴力は嫌い」と自称しており、武力によらない地球征服にこだわる。知能も高く、そのIQは1万以上とされている。一人称は「私」。基本的に落ち着いた慇懃無礼な態度と、紳士的な口調で話すが、物事が自分の思い通りに運ばないと激昂し、暴力に訴える一面もある。
また、多数の凶悪宇宙人のボス的存在として、「ケムール人、バルタン星人、ザラブ星人は自分の配下に過ぎない」と称しており、「その気になれば地球征服など簡単である」と力を誇示していた。科学特捜隊のフジ・アキコ隊員を、記憶と言葉を喪失させたうえで怪獣サイズに巨大化して東京の28番街に出現させ、ムラマツ隊長らを困惑させる。地球人の代表としてフジ隊員の弟・サトル少年を選び、侵略の理由を得るために彼が永遠の命と引き換えに「あなたに地球をあげます」と自発的に言うよう穏やかな口調で仕向け、本人いわく「地球人の心への挑戦」を行う。だが、申し出を拒絶され続けたことに激昂してサトルを無重力のコントロールルームに監禁したところ、ハヤタ=ウルトラマンに「子どもでも地球を売り渡すような人間はいない」と指摘される。その後、ハヤタに対して「お前は宇宙人なのか、人間なのか」と問いかけるが、「両方さ」と返された。
武器は、拳を合わせて両腕を突き出して発射する波状の破壊光線ペアハンド光線、腕を突き出して発射するグリップビーム。攻撃や戦闘時は、「フワッ」というかけ声を発する。科学特捜隊と防衛軍によって宇宙船が破壊されると、巨大化してウルトラマンと対決する。ほぼ互角の戦闘力や超能力で渡り合った後、「宇宙人同士が戦ってもしょうがない。私が欲しいのは地球の心だったのだ。だが、私は負けた。子供にさえ負けてしまった。しかし、私はあきらめたわけではない。いつか、私に地球を売り渡す人間が必ずいるはずだ。必ず来るぞ。」と言い残して退き、テレポーテーションで地球を去る。
- 声：加藤精三（ノンクレジット）[出典 282]
- スーツアクター：扇幸二[出典 283][注釈 108]
- デザインは成田亨によるもので、怪獣や怪物ではない「宇宙人」とすることが目指された[672]。
- 造型は高山良策が担当した[50][691]。顔と耳はポリエステル、目と口は透明なアクリルを用いている[691]。着ぐるみのほか、飛行用の操演人形も制作された[50]。
  - 機電の倉方茂雄は、ゼットンの顔の電飾はメフィラス星人のものを流用したと推測している[693]。
- 円盤は『ウルトラQ』で使ったセミ人間の宇宙船を、バルタン星人の円盤（第2話）に流用したあと、再度流用したもの[50]。円盤の上下を逆にして使用された[680]。
- 脚本では、ダダも配下の宇宙人の1人として登場する予定だった[50]。楳図かずおの漫画版や、瑳川竜と栗原仁の漫画『ウルトラマン超闘士激伝』では、本編に登場した宇宙人たちにダダを加えた4人が、メフィラス星人の配下として登場している。
- ゲーム『Fighting Evolution Rebirth』では、初代が再びウルトラマンたちに挑戦する（後述）。
- NHKのドキュメント番組『歴史秘話ヒストリア』2010年9月15日放送分[694]では、上記のハヤタに対する問いかけのやりとりについて、脚本を務めた金城哲夫が「当時住んでいた東京と出身地である沖縄の2つの地を生きること」を表していたと紹介されている。
- かけ声は『ウルトラマンレオ』に登場するウリンガに流用されたほか、『ウルトラゼロファイト』では同じメフィラス星人である魔導のスライが名乗りを上げる際の効果音としても流用された。
- 『21世紀ウルトラマン宣言』では、黒く角質化した皮膚はゼットンに移植されたとの仮説が立てられている[695]。
- 小説『怪獣絵物語ウルトラマン』でも、地球侵略とウルトラマン抹殺を企む数々の宇宙人たちの首領格となっており、彼らを集めての会議で作戦を決めてから地球侵略とウルトラマン抹殺に向かう様子が描かれている。それによると自身が第1計画、バルタン星人（二代目）が第2計画、ジェロニモンが第3計画だったがすべて失敗し、意気消沈しているところを業を煮やした謎の宇宙人（後の行動からゼットン星人に相当することが示唆されている）が急遽、最終計画として地球へ向かう。
- 楳図かずおの漫画版では、原典と同様に巨大化させたフジとは別に自らも等身大の彼女に擬態して暗躍する（擬態する際にはフジとの中間の姿も描かれる）が、翻弄されたサトルの機転でハヤタの変身を許してしまった後はウルトラマンと交戦し、やはり再挑戦を言い残して地球から去る。

## 巨大フジ隊員
第33話「禁じられた言葉」に登場。
科学特捜隊のフジ・アキコ隊員が、メフィラス星人の超能力によって巨大化したもの。催眠状態で操られ、自分の記憶と言葉、意識は喪失しており、東京の丸の内28番街に出現して破壊活動を行うが、警官隊に発砲され、姿を消す。
- 演：桜井浩子
- 書籍『ウルトラ怪獣列伝』では、巨大フジ隊員が姿を消した直後に出現したことから、巨大フジ隊員はバルタン星人の変身であったものと推測している[7]。
- 演じた桜井は、演じたときは夢中であったが、後になって紅一点のヒロインが怪獣と同じ扱いを受けていることに憤りを感じたという[697]。後年、自著の中でもこのことを脚本家の金城哲夫に対する唯一の文句として挙げているが、一方で金城が試行錯誤した結果であろうことに理解を示している[697]。
  - 2015年8月23日に開催された『ウルトラ怪獣散歩』のイベントに桜井が登壇した際には、庵野秀明や樋口真嗣にも含めて好評だった旨を聞いていたことを明かす一方、『ウルトラ怪獣大全集』に載せられた[626]ことに憤慨を感じていた彼女がメフィラス星人による土下座での謝罪を受け入れ、約50年ぶりに「和解」する様子が報じられている[698][699]。

### その他の作品に登場する巨大フジ隊員
- 小説『ウルトラマンF』では、メフィラスボットと呼ばれるナノロボットが遺伝子の発現形質を変化させることで、かつてフジ隊員を巨大化させていたという設定になっている。ハヤタに照射された電磁波の影響で再起動し、再びフジ隊員を巨大化させた。その後、巨人兵士の暴走を止めようとした際には、生命の危機に陥ったフジ隊員が巨大化したことで国連軍の目に止まり、巨人兵士Fとして戦うこととなる。闇の巨人との戦いの最中、メフィラスボットとアーマーのバルンガ機構が反応し、精神的接触を図ったザギのウルトラマンとしての資質を取り込み、ウルトラマンFとなった。
- 現代美術家の会田誠は、巨大フジ隊員を題材とした絵画作品『巨大フジ隊員VSキングギドラ』を制作している[700]。

## 誘拐怪人 ケムール人（二代目）
第33話「禁じられた言葉」に登場。資料によってはケムール人二代目、ケムール人（再生）と表記している。
地球征服を目論むメフィラス星人の配下として登場。巨大化した姿でバルタン星人（三代目）、ザラブ星人（二代目）とともに東京の28番街に現れるが、何もせずに姿を消している。
- スーツアクター：中島春雄（第33話[706][注釈 109]）
- 『ウルトラQ』に登場するキャラクターの『ウルトラマン』への登場は、ラゴンに次いで、このケムール人が2体目となる。企画段階のサンプルストーリー「大誘拐」では、「ケムール星人」の名称で登場している[707]。
- 頭部のみがオリジナルでボディーは新造[133]。黒地に白い稲妻模様の彩色がなされている[7][683]。
- 頭部は同作最終話に登場するゼットン星人に[133]、胴体は『ウルトラセブン』のキュラソ星人に流用されている。
- 書籍『ウルトラマン ベストブック』ではゼットン星人がケムール人と同種ではないかと推測している[708]。
- 書籍『怪獣もの知り大百科』（勁文社、1984年）278頁では、新しくメフィラス星人にキュラソ星人の体をもらったと記述されている。これは新造ボディが後にキュラソ星人へ流用された事実に基づいた記述であるが、ケムール人およびキュラソ星人は地球人と仲良くするほど平和的なのでメフィラス星人に騙されたとも記述されている。
- シナリオでは、本作品に登場するのはダダの予定だった[8]。楳図かずおの漫画版『ウルトラマン』では、バルタン星人・ザラブ星人・ケムール人にダダも加えた4体が、一斉にウルトラマンと戦闘する。また、漫画『ウルトラマン超闘士激伝』（後述）でもこの4体がメフィラスの配下の四天王として登場する。
- 資料によっては、実態のない虚像であった可能性を言及している[出典 288]。
- 劇中ではケムール人らを見て「我々が倒したはずだ」とのムラマツの台詞があるが、番組内で科特隊がケムール人と遭遇するのはこれが初めてであった。のちの1992年に発売された円谷プロ公認PCゲーム『ウルトラ作戦 科特隊出動せよ!』では、科特隊がケムール人と対峙するエピソードが描かれ、時系列の矛盾は解消されている（詳細は後述）。

## メガトン怪獣 スカイドン
第34話「空の贈り物」に登場。
宇宙から突如、東京港晴海埠頭の埋め立て地に赤い火の玉と共に降ってきた怪獣。口から高熱火炎を放射すること以外に破壊活動は行わないが、その体重ゆえに動くだけで道路に足が深くめり込むなど、経済上の被害が続出する。ウルトラマンでさえ持ち上げられず、馬乗りになってパンチを浴びせても、尻尾に取り付いて引っ張ってもびくともしないため、ウルトラマンは活動時間の限界を迎えていったん退散する羽目になる。科学特捜隊は宇宙へ送り返すための作戦を敢行し、「ワイヤーロックで釣り上げる」「オートジャイロで運び去る」「ロケット弾を撃ち込んで空に飛ばそうとする」などを経た後、「尻の穴に水素ガスを送り込んで風船のように膨らませる」という方法でついに空中へ浮遊させることに成功する。しかし、作戦のことを知らされていなかった航空自衛隊の練習機（F-86戦闘機）に未確認飛行物体として撃ち落とされ、再び地上に落下し始める。巨大な質量爆弾として地上に大惨事をもたらすかと思われたが、落下中に現れたウルトラマンの空中体当たりで粉砕される。
- スーツアクター：松島映一[649][8]
- デザインは成田亨、造型は高山良策が担当した[8][18]。着ぐるみはガマクジラの改造であり[出典 292]、角を追加するなど大幅に頭部を作り替え、表面のイボイボを除去し、甲羅状のパーツを全身に追加している[出典 293]。命名は「空（スカイ）から『ドーン』と落ちてくる怪獣」ということに由来する[155][381]。
- 設定体重の20万トンはメガトンに換算すると0.2メガトンになるため、「小数点以下から数値が始まるのに、メガトン怪獣と名乗っていいのか」と『空想科学読本』では指摘されている[要ページ番号]。
- 台本では粘液質の肌に長い牙、アザラシに手足と尻尾が付いたような容姿となっていた[711]。

### その他の作品に登場するスカイドン
- 『ウルトラセブン』の未発表作品「宇宙人15+怪獣35」では、宇宙人連合によって蘇生させられて富士山麗に集結し、向かった東京にてピグモンの提案した怪獣ファイトでトドラと戦うシナリオが予定されていた。また、『フィギュア王』に掲載された一峰大二の読切漫画「ゴードの巻」でも、バルタン星人たちに蘇生させられた宇宙連合軍の怪獣軍団の1匹としてウルトラセブンを襲い、体を丸めて体当たりするという戦法を披露する。
- 『ウルトラファイト』では、口から吐く炎が「光線」と紹介されている。
- 映画『実相寺昭雄監督作品ウルトラマン』では、登場エピソード「空の贈り物」が流用映像で組み込まれている。
- テレビドラマ『ウルトラマンをつくった男たち 星の林に月の舟』では、劇中での特撮シーン撮影場面に登場。着ぐるみは新造。
- 『ウルトラマンメビウス』第21話では、他の怪獣とともに怪獣墓場を漂う姿が描かれている。
- 映画『大怪獣バトル ウルトラ銀河伝説 THE MOVIE』では、百体怪獣ベリュドラの左腕を構成する怪獣の1体となっている[119]。
- 『ウルトラゾーン』第19話のアイキャッチでは、銭湯にダイビングで飛び込もうとする姿が描かれている[662]。
- 漫画
  - 『ウルトラマンSTORY 0』第10話では、ゴライアンと戦う。
  - 『大怪獣バトル ウルトラアドベンチャー』第2話では、千葉県を襲撃する。
  - 『ウルトラ怪獣擬人化計画 ギャラクシー☆デイズ』に登場。寝ることが大好きで、質の高い眠りを実現するために抱き心地のいい相手を探している。原典と同様、一度寝たらなかなか起きない。体型と体格は他の女子生徒と大差ないが、歩くたびに地響きが起きて床にヒビが入るなど体重は相当に重く、抱き枕にされたザンドリアスはスカイドンが起きるまで身動きが取れなかった。一緒に食事するなどジャミラとは仲がいいが、危機に見舞われた彼女を「見てて面白い」という理由で助けないなど、微妙に薄情な一面がある。また、メトロン屋で色々な駄菓子を注文するなど、少々食いしん坊な一面も見られる。
- ウルトラシリーズ以外
  - 映画『真夜中のカーボーイ』では、テレビ画面に映るシーンがある[712]。
  - 有川浩の小説『空の中』では、「白鯨」と接触した登場人物が「空の怪獣」としてスカイドンの名を挙げ、それを聞いていた「白鯨」が自らの呼称として「スカイドン」を希望するも、版権上の問題で却下されるという場面がある。

## 亡霊怪獣 シーボーズ
第35話「怪獣墓場」に登場。
宇宙にあるウルトラゾーンの中の、かつてウルトラマンに倒された怪獣の霊が漂う「怪獣墓場」と呼ばれる特殊空間から、月ロケット一号にしがみついて地球に落ちてきた怪獣。二足歩行型恐竜が白骨化したかのような姿をしており、骨のみで身体の主な部分が構成されている。また、吸盤が指先にあり、ビルを器用に登る。
科学特捜隊が怪獣墓場で遭遇した際には、「地球では見たことがないのでどこか別の惑星で倒されて追放された怪獣」と予想する。高層ビルの屋上から飛んで怪獣墓場に帰ろうとするが、飛行能力が備わっていないために失敗し、怪獣墓場に帰りたいがためにふてくされる。暴れたり科学特捜隊と戦う素振りも見せないことから、怪獣墓場に帰りたがっていることを察知した科特隊により、月ロケット二号にワイヤーで括り付けてもう一度宇宙に送還する作戦が実行されるが、失敗する。そこに現れたウルトラマンも宇宙へ運ぼうとするが、無重力圏に運ぶ途中でエネルギーが尽きて墜落する。再度、月ロケット二号をウルトラマンの姿に修理・改造したウルトラマンロケットで宇宙へ帰す科特隊の作戦が実行され、ウルトラマンの協力もあって無事成功し、怪獣墓場へ帰る。
- スーツアクター：鈴木邦夫[649][8]
- 名前は脚本での「海坊主の如き怪獣」という記述に由来する[8]。
- デザインは成田亨、造型は高山良策が担当した[8][18]。モチーフは骸骨[18]。ゴモラの芯であった金網にウレタンや布を貼ってモデリングされた[716]。骨はウレタン製で、パール塗料によって仕上げられた[716]。
- 脚本では大気圏突入時の摩擦熱で息を吹き返したものと設定している[8]。初期脚本では、ウルトラマンの巨大なぬいぐるみを近所の女性を集めて作り、ロケットに被せるシーンがあった[717]。
- 怪獣墓場にはアントラー、ネロンガ、ギャンゴ、テレスドン、ケムラー、ピグモン[注釈 110]の姿が確認でき、科学特捜隊は怪獣たちを「宇宙に追放した」と表現する。テレスドンのみ着ぐるみで、他はミニチュアが用いられた[8]。

### 『ウルトラファイト』に登場するシーボーズ
『ウルトラファイト』第113回「墓場からの使者」から21回に亘って登場。
『ウルトラマン』に登場した時とは違い、性格は無責任でそそっかしい一方で、誰にでも突っかかっていく好戦的で粗暴な面倒くさいタイプ。ねばっこさがあるほか、怪獣界のサッカーの名手という一面も持っており、イカルスと親善試合に興じたりする。さらに不完全だが、セブンに対抗して同じ宇宙陰陽の構えを繰り出す。また、自らに仁義を切るイカルスに対し、それすら省みないで攻撃を仕掛ける狼藉ぶりを見せる。セブンに対抗し、宇宙陰陽の構えを真似て繰り出したりもする。
- 着ぐるみは『ウルトラマン』の撮影用のシーボーズの流用[718][22]。

### 『ウルトラマンをつくった男たち 星の林に月の舟』に登場するシーボーズ
『ウルトラマンをつくった男たち 星の林に月の舟』劇中での特撮シーン撮影場面に登場。
当初は凶暴な怪獣という演出意図に沿って派手に市街地を破壊するが、主人公によって哀愁漂う怪獣へ変貌させられるメインエピソードであった。
- 着ぐるみは新造。
- シーボーズのスーツアクター役を演じていたのは毒蝮三太夫。

### ライトニングシーボーズ
データカードダス『大怪獣ラッシュ ウルトラフロンティア』に登場。
白骨化した体内から出現したプラズマソウルによって狂暴化したプラズマ怪獣。骨以外の全身がプラズマソウルになっている。5弾のボス怪獣として登場した。

### その他の作品に登場するシーボーズ
- 映画『ウルトラマン・ウルトラセブン モーレツ大怪獣戦』に登場。草原に怪獣軍団とともに出現する。
- 『ウルトラマンタロウ』第40話では回想シーンの35大怪獣・宇宙人の1体として登場。鳴き声はデットンに変更されている。
- 映画『実相寺昭雄監督作品ウルトラマン』では登場エピソード「怪獣墓場」が劇場公開され、本エピソードの怪獣墓場の怪獣たちと宇宙の場面で作品を締めくくっている。
- 『新世紀2003ウルトラマン伝説 THE KING'S JUBILEE』ではウルトラマンキングの誕生日を怪獣たちと共に祝福する。
- 『ウルトラマンマックス』第29話では円谷プロの「怪獣倉庫」に保管されている着ぐるみとして登場。カイトが入ってきた時に動いて開いたドアを閉めた。
- 『ウルトラマンメビウス』第21話において、40年たった今もなお、ウルトラマンロケットに抱きついたまま怪獣墓場に漂っている姿が描かれている[719]。テッペイは作中でシーボーズの姿を見て感激し、GUYSのドキュメントに記録が残っていると言及する。スーツも存在していたが、ウルトラマンロケットを持たせるためにソフビ人形が使われた[118]。
- 映画『大怪獣バトル ウルトラ銀河伝説 THE MOVIE』では、百体怪獣ベリュドラの右腕を構成する怪獣の1体となっている[119]。
- 『ウルトラゾーン』では第3話・第20話のアイキャッチに登場。前者は子供と一緒に縄跳びをして遊ぶ様が[720]、後者はデスレムと肩を組んで飲み屋街を徘徊する様子が描かれている[662][721]。
- 『ウルトラ怪獣擬人化計画』にて擬人化された。デザインは渡まかなが担当。
  - 小説『怪獣娘（かいじゅうがーるず） 〜ウルトラ怪獣擬人化計画〜』では、シーボーズの魂を受け継いだ怪獣娘・骨川シイナとして登場。
  - 漫画『ウルトラ怪獣擬人化計画 feat.POP Comic code』では、擬人化されておらず、ロケットを抱いて宇宙を漂っていた。

## 変身怪獣 ザラガス
第36話「射つな！ アラシ」に登場。
突如空から降り注いだ6千万カンデラの閃光（ザラガスフラッシュ、フラッシュ衝撃）と共に東京の児童会館の地下から現れた凶暴な怪獣。攻撃への耐性が非常に強く、一度外部からの攻撃を受けると赤い煙を口から吐きながら体質変化を遂げてダメージへの耐性を得て守備力が増大し、さらに凶暴化する。第1形態は頭部・腹部・背中が殻で覆われている状態で頭部の角から閃光を放つのに対し、第2形態は殻が外れて頭部と背中の突起物型のフラッシュ発射口を展開してそこからも閃光を放てるようになるなど、体質変化の際には容姿も変化する。科学特捜隊のジェットビートル2機による連携攻撃（ウルトラ十文字作戦）で一度は倒されたかに見えたが、第2形態となって再び立ち上がった後には閃光で1万8千人の市民の角膜を損傷させて失明させるという甚大な被害を出したため、総合防衛委員会は科特隊に「1発で倒せる方法がない限り攻撃中止」と命令を下す。相手の脳細胞を一瞬で破壊するイデ隊員発明の新兵器「QXガン」を頭部に撃たれても怯むだけで耐えるが、最後はアラシによって口内へQXガンを撃ち込まれ、体質変化が間に合わないうちに、ウルトラマンのスペシウム光線で止めを刺される。
- スーツアクター：鈴木邦夫[649][8]
- デザインは成田亨、造型は高山良策が担当した[8][18]。着ぐるみはゴモラの改造[出典 299]。新造の頭部と背中の甲羅を取り付けて焦げ茶色に塗装された[22]。胴体に存在する筒状の突起は、ボール紙を切って筒状にして塗装したものを張り付けている[724][22]。
- 金城哲夫による初期設定では、宇宙怪獣とされていた[725]。
- 初期の台本（準備稿）では、最初は四足歩行の地底怪獣と設定されており、1回目の攻撃時に脱皮して二足歩行の陸棲怪獣への変化を経て、2回目の攻撃時に触角や角が出てくるという内容だった[8][726]。決定稿では、目がなく鰓（えら）があり、ビートルに攻撃された後に角と鰓が取れて真っ赤な目が出現し、ウルトラマンとの戦いで全身から棘が生えて第3形態になるという旨が書かれている[724]。
- 『ウルトラファイト』では、ウルトラマンに角を折られるシーンで「牙」と実況されている。

### 『大怪獣バトル ウルトラ銀河伝説 THE MOVIE』に登場するザラガス
映画『大怪獣バトル ウルトラ銀河伝説 THE MOVIE』に登場。
かつてウルトラマンと戦ったザラガスの別個体。本作品では最初から甲羅が外れた姿で登場する。初代と同様にザラガスフラッシュを得意とするほか、新たに口から火を吐く。ZAPが立ち寄った惑星デントに空から突如現れ、スペースペンドラゴンを襲撃し、レイのゴモラと死闘を展開する。ザラガスフラッシュでゴモラの目を眩ますが、レイを援護するために放たれたペンドラゴンのワイバーンミサイルによる攻撃を浴びて体質変化を起こす一瞬の隙を突かれ、最後はゴモラの超振動波（ゼロシュート）を受けて爆死する。
また、百体怪獣ベリュドラの左角を構成する怪獣の1体となっている。
- 着ぐるみは『ウルトラマンマックス』から『ウルトラギャラクシー大怪獣バトル』までゴモラとして使われ、『ウルトラギャラクシー大怪獣バトル NEVER ENDING ODYSSEY』にてゴモラ（レイオニックバースト）にリペイントされたものの改造[730]。ゴモラとの戦いは、『ウルトラマン』での改造元・改造後の怪獣同士の戦いを実現しており、劇場パンフレットでもピックアップされている[730]。

### 『ウルトラマンギンガ』に登場するザラガス（SD）
『ウルトラマンギンガ』第8話「奪われたギンガスパーク」に登場。
ナックル星人グレイ（SD）が桑原伸吾をダークライブさせることで出現する。新たな戦力として第1形態では角から電撃光線を放つ。最初はギンガスパークを奪われて変身できなくなったヒカルを追い詰めるが、美鈴がウルトライブしたレッドキング（SD）が現れたためにこちらと対決し、序盤こそやや劣勢だったものの甲羅を外した第2形態となった後にはザラガスフラッシュで優位に立つ。ウルトラマンギンガが登場してからはフラッシュ発射口からヤマアラシのような長く鋭い突起が生えた第3形態への体質強化を遂げ、これを突き刺して放射させる電撃でレッドキング（SD）を倒したほか、全身の突起から強力な電撃光線を放ってギンガにダメージを与えるなど善戦するが、最後はギンガクロスシュートを受けて倒される。その後、スパークドールズが回収された描写はないが、第10話ではヒカルが集めたスパークドールズの中にザラガスの姿も確認できる。
- 演（桑原伸吾）：阿部翔平
- スーツアクター：梶川賢司
- 第1形態からの登場は『ウルトラマン』以来47年ぶりとなる。
- スパークドールズは第2形態の姿で造形されている。
- 本作品で初披露の第3形態は、プロデューサーの岡崎聖のアイデアで『ウルトラマン』の初期脚本のアイデアを流用したものである[734]。
- 第3形態はデザイン画が描かれず、造形部によるアレンジで第2形態のフラッシュ発射口に棘を差し込んでいる[734][735]。
- 当初は棘から光線が発射されるという設定であったが、監督の石井良和の考えからレッドキングへ突き刺す形に変更された[736]。しかし、ザラガスの顔は前に突き出ているため、胸の棘を突き刺すのに最適な長さへ調整することに難航したという[736]。

### 『ウルトラマンX』に登場するザラガス
『ウルトラマンX』第12話「虹の行く先」に登場。
ギナ・スペクターが所持していたスパークドールズであり、デマーガ復活の原因を調査するために現れたアスナたちの足止めとして実体化させられた。アスナがコントロールすることとなったサイバーゴモラと戦闘を繰り広げ、ザラガスフラッシュによって一時は優勢に立つもサイバー超振動波を受けて爆発し、スパークドールズに戻った。
- サイバーゴモラとの対決は、本話で監督を務めた坂本浩一が『大怪獣バトル ウルトラ銀河伝説 THE MOVIE』で描いた対ゴモラ戦のセルフオマージュである[737][738]。

### 『ウルトラマントリガー NEW GENERATION TIGA』に登場するザラガス
『ウルトラマントリガー NEW GENERATION TIGA』第10話「揺れるココロ」に登場。
クワハラシティで鼓動がキャッチされた個体。ヒジリアキトは、高エネルギー体のエタニティコア活性化による影響で、他の怪獣たちと同様にそれに刺激されたと推測している。攻撃を受けるたびに外骨格状の甲羅をパージして筒状の器官（フラッシュ発射口）から相手を失明させるほどの威力を持つ6千万カンデラの強烈な閃光（ザラガスフラッシュ）を放つ第2形態、さらに鋭利な棘状の光る突起から電撃を放つ第3形態に変化する。
クワハラシティの地中で休眠しており、初観測から数週間は動きがなくGUTS-SELECTの警戒監視下に置かれていたが、怪力闘士ダーゴンが地団駄を踏んだ衝撃で覚醒し、地上に出現する。トリガーやGUTS-SELECTの攻撃を受けるたびに細胞変化を経て強化して攻撃を繰り出すが、アキトの発案でGUTSファルコンに搭載された液体窒素をトリガーの攻撃に合わせて散布することによる冷却作用で細胞変化を抑制させられ、第2形態に戻る。その隙にパワータイプに変化したトリガーの猛攻を受け、最後はデラシウム光流で撃破される。
- スーツアクター：新井宏幸

### その他の作品に登場するザラガス
- 映画『新世紀ウルトラマン伝説』では、ウルトラシリーズの世界に入り込んだボクとパパを襲おうとしたところをウルトラマンと対決する。ザラガスフラッシュで苦しめるが、ボクとパパが援護で放った弾丸を受けて怯んだところをスペシウム光線で倒される（映像は『ウルトラマン』の流用）。
- バラエティ番組『めちゃ×2イケてるッ!』では、『大怪獣バトル ウルトラ銀河伝説 THE MOVIE』の出演オーディションに参加した。
- ショートムービー『ULTRAMAN_n/a』には、ザラガスをモチーフにしたオリジナルの怪獣（名称不明）が登場。渋谷駅ハチ公口前の地下から出現し、現れたウルトラマンとの戦闘となる[741]。
- 漫画『ウルトラマンSTORY 0』では第10話に登場し、ザージと戦う。
- 山本弘の小説『多々良島ふたたび』では、地球へ潜入したチルソニア遊星人が多々良島に集めた怪獣たちのデータを基に製造した兵器であったことが判明する。最後にチルソニア遊星人は全滅するが、ザラガスは多々良島の基地から東京へ転送されてしまう。
- テレビシリーズ『ウルトラマンタイガ』のボイスドラマでは、グア軍団の外宇宙侵略機械化部隊戦闘隊長イムビーザの配下に機械改造されたオリジナル怪獣改造ザラガスが登場している[742]。
- 2017年に調布市文化会館たづくりにて開催された特撮展「ぼくたちのトクサツ！」では、髙寺成紀によるプロデュースのもとでツインテールと交戦中のジオラマとして第2形態のスーツが展示された[743][744]。

## 怪獣酋長 ジェロニモン
第37話「小さな英雄」に登場。
死亡した怪獣を蘇生させる超能力を持ち、今までウルトラマンと科学特捜隊に倒された60体以上の怪獣を蘇らせて大岩山に集結させ、人間に総攻撃をかけようと目論む。手始めにテレスドン、ドラコ、ピグモンを甦らせるが、人間に友好的なピグモンを蘇らせたことが仇となり、自らの目論見を科学特捜隊に知られたため、60体すべての蘇生には失敗する。テレスドンとドラコを科学特捜隊に倒された後、大岩山から現れる。
頭頂部から尻尾にかけては大量の赤い羽根（白、青、黄、黒もわずかながら混じっている）が、顎から首にかけては大量の白い毛が生えているほか、尻尾にも少量の赤い羽根が生えている。ウルトラマンとの戦いでは頭部と尻尾から針のように鋭い羽根を飛ばし、脳波で遠隔操作して手裏剣のようにウルトラマンの胸板や背中へ突き刺すなどダメージを与え、口からは生物や物体を空中に浮遊させるガス状の無重力光線を噴射して攻撃する。しかし、ウルトラマンと組み合った際に背後を取られて頭部と尻尾の羽根の大半をむしり取られたうえ、逆上して放った無重力光線をリバウンド光線で跳ね返されて自身が空中に浮遊させられる。最後は、ウルトラマンに抱え上げられた状態でイデ隊員に新兵器「スパーク8」の一撃を浴びせられ、爆破される。
- スーツアクター：荒垣輝雄[出典 308]
- デザインは成田亨、造型は高山良策による[282]。シーボーズ同様、ゴモラの芯であった金網によってモデリングされたほか、ウルトラマンに抱え上げられた際のカポック製のダミーが製作された[748]。顎鬚は不燃性のボアが使用された[748]。
- 名前はアパッチ族の指導者の1人、ジェロニモに由来する。ジェロニモは通俗的に「酋長」の意味で使われることもあり、こちらの方が意味合いとしては近い。
- 当初のシナリオでは甦らせる怪獣はピグモンのほか、レッドキングとゴモラの予定であった[282][509]。後述の小説版ではこの初期案通り、レッドキングとゴモラを蘇らせる。
- 金城哲夫のノベライズ『怪獣絵物語ウルトラマン』では、ジェロニモンの黒幕はメフィラス星人を中心とする宇宙人たちだったとされており、ジェロニモン自身も宇宙人の1人である「奇妙な宇宙人」が母星から連れて来た怪獣で、第3作戦としてウルトラマン抹殺のために地球へ向かう。当初に想定していた作戦はこれが最後だったため、ジェロニモンがウルトラマンに敗れた後、相次ぐ作戦失敗で宇宙人たちが意気消沈する場面が見られる。
- 尻尾に生えた羽を飛ばす攻撃は、『大怪獣バトル ULTRA MONSTERS』では「フェザーショット」と表記されている。

## 光熱怪獣 キーラ
第38話「宇宙船救助命令」に登場。
太陽系に存在する謎の惑星Q星に生息する、頑丈な皮膚に覆われた宇宙怪獣。最大の武器は複眼のまぶたを閉じて光熱を蓄積した後にシャッター音とともに大きく見開いて放射する強烈な閃光で、見た者の視力を一時的に失明状態にさせるほか、熱もともに浴びせるため、人工衛星のBMヒューズが焼き切れて故障したり、照射を受けた岩に爆発が起きた。科学特捜隊がBMヒューズを回収するために訪れる前には、同じくQ星に棲む怪獣サイゴと戦っていた。パワーではサイゴには劣りながらもかなりの実力を持ち、イデ自慢の新兵器ニードルS80もまったく通用せず、ウルトラマンの八つ裂き光輪を尻尾で弾き返し、スペシウム光線も通用しない。ウルトラマンのカラータイマーが鳴り始めたと同時に逃走を図るが、ウルトラサイコキネシスによって宇宙の彼方に放り出され、爆発する。
- スーツアクター：中島春雄[出典 313]。
- 名前の由来は英語で「殺し屋」を意味する「キラー」から[155]。
- デザインは成田亨、造型は高山良策が担当した[8][18]。モチーフについては書籍『ウルトラマン研究読本』にて小林晋一郎は口はカミキリムシで背中はフナムシ[10]、『ウルトラTHE BACK-ウルトラマンの背中』にて河崎実はヤゴではないかとそれぞれ推測している。成田は大きな目に光を入れることで、今までの怪獣のイメージから一新を図ったことを述べている[18]。中島がこれまでウルトラシリーズで演じた怪獣はすべて東宝特撮映画で中島が演じた怪獣のスーツを改造したものであったため、新規のスーツでウルトラ怪獣を演じたのはこれが初めてであった[751]。
- キーラが目をカッと見開く際の効果音として、『ウルトラQ』オープニングのブリッジ音楽が流用されている[8]。
- 書籍『ウルトラマン ベストブック』（竹書房、1993年8月1日発売、ISBN 4-88475-211-2）では、岩本博士の言葉として最終話に登場するゼットンの胸の発光体はキーラの目を参考にしているとの推測を記述している[749]。

### 『ウルトラファイト』に登場するキーラー
『ウルトラファイト』第151話「熱い子守唄」、第154話「狂熱のバラード」、第156話「俺の名はキーラー」、第158話「握手は終った」などに登場。本作品ではキーラーと呼ばれる。
ゴーロンとは旧知の仲である。ひょうきんでおせっかいな性格。時に雪山でゴーゴーダンスを嗜むほか、自分の名前や不意に飛んできた三度笠に異常な執着を見せる。殴られても蹴られても、取り憑かれたようにリンゴをかじり続ける場面もある。戦いの時には刀や斧を愛用する。特に刀を手に見せる居合いの技は、ほかの怪獣を寄せ付けない。「怪獣道とは、生きることと見つけたり」という言葉を残す。終盤参戦組の中では健闘し、中でも引き分けが多い。
- 着ぐるみは『ウルトラマン』のキーラの改造[718]。一部再塗装し[22]、黄色い縞模様が追加されている[659]。
- 「怪獣餓鬼道」を監督した大平隆は、キーラーがリンゴをかじり続けるという描写は行き詰まってのアイデアであったと証言している[752]。

### その他の作品に登場するキーラ
- 『甦れ!ウルトラマン』ではゼットン星人の暴れさせた怪獣軍団の1体として登場。Q星に出現し、分身したウルトラマンと戦う。映像は『ウルトラマン』の流用。
- 『ウルトラセブン』の未発表作品「宇宙人15+怪獣35」では、冒頭でセブンを襲うシナリオが予定されていた。『フィギュア王』に掲載された「ゴードの巻」でも、バルタン星人たちが蘇生させた宇宙連合軍の怪獣軍団の1匹として冒頭でセブンを襲う[要文献特定詳細情報]。
- 映画[大怪獣バトル ウルトラ銀河伝説 THE MOVIE』では、百体怪獣ベリュドラの背中を構成する怪獣の1体となっている[119]。
- 漫画『ウルトラマンSTORY 0』では、カラレスの回想に登場。足が複数になっており、カラレスを敗北寸前まで追い詰めるが、ウルトラの父によって倒される。
- 『大怪獣バトル』の第3弾に技カードとして登場。スキルは「フラッシュ目つぶし」。
- ウルトラシリーズ以外
  - テレビドラマ『渥美清の泣いてたまるか』の第76話「おゝ怪獣日本一」には、渥美清演じる主人公がキーラのスーツアクターを演じていたという設定で登場する[753]。着ぐるみには縞模様が追加されており、サイゴとの戦いは本作品の流用である。
  - 東宝製作のテレビドラマ『太陽のあいつ』では、映画撮影現場の着ぐるみとして登場。撮影ではガイラと戦った[754][755][注釈 116]。

## 砂地獄怪獣 サイゴ
第38話「宇宙船救助命令」に登場。
キーラと同じくQ星の砂地獄地帯の底に生息する怪獣。地面にアリジゴクのような罠を仕掛けて獲物を狩る。半分閉じた目をしており、口からは白いガス状の砂煙を吐きかけることで、相手の視界を奪うことができる。仲が悪いキーラとの戦いでは噛み付きや怪力、砂煙で圧倒する。しかし、砂煙を吐きかけて油断したところを反撃され、キーラのショック光線で視力を一時的に失い、キーラを跳ね飛ばして地中に逃げる。その後、砂地獄に捕らわれた科学特捜隊の宇宙タンクを襲うが、宇宙タンクのSNKミサイルの攻撃で青いクリスタル状に凝固して粉々に砕け散る。
- スーツアクター：松島映一[出典 317][注釈 117]
- デザインは成田亨、造型は高山良策が担当した[8][18]。頭部は万力がモデル[754][18]。初期デザインはクワガタをモチーフにしていた[10]。
- キーラと最終回のゼットンの着ぐるみが完成した後、キーラの相手が必要になったので追加制作された。そのため、着ぐるみとしては最後に作られた怪獣である[757]。名前は高山が最後に手掛けたことに由来する[8][150]。
- 決定稿ではSNKミサイルではなく、新兵器のニードルS80[758]によって倒される。この名残か、書籍などではニードルS80で倒されたと記載されることが多かった。
- 書籍『ウルトラマン ベストブック』（竹書房）では、岩本博士の言葉として最終話に登場するゼットンの顔はサイゴを参考にしているとの推測を記述している[749]。

### その他の作品に登場するサイゴ
- 本作品で登場したほかの怪獣たちと異なり、ウルトラマンとは短編映像やライブステージを含めても戦ったことがないが、ゲームブック『ウルトラマン 東京救出作戦』（講談社、1987年10月発売、ISBN 4-06-190128-1）では選択肢によって戦うことがある。
- テレビドラマ『渥美清の泣いてたまるか』の「おお怪獣日本一」では、渥美清演じるキーラの対戦相手として登場（映像は本作品の流用）[753]。
- 『ウルトラセブン』の未発表作品「宇宙人15+怪獣35」では、宇宙人連合によって蘇生され、富士山麗に集結して東京を目指す怪獣軍団の中に名前が確認されている。
- 『酩酊!怪獣酒場』では、怪獣酒場の客として登場。声が小さく、店員を呼ぶことができずにいた。

## 宇宙恐竜 ゼットン

須賀川市内に設置されているゼットンの像

第39話「さらばウルトラマン」に登場。
ゼットン星人の切り札ともいうべき地球侵略のための生体兵器。ゼットン星人が銃撃され、「ゼットーン」と断末魔の声を上げながら消滅すると、それに応えるように大型円盤の中央からふくらんだ風船状の青い球体が爆発した中から姿を現し、科学特捜隊基地の襲撃に取りかかる。
武器は顔の発光器官から放つ赤色の1兆度の超高熱を帯びた火球で、頭部左右の突起から出た赤色の光が顔の前で収束した赤色の火球が放たれている。このほか、本編では2種類の光弾が放たれている。人間の顔に見立てると目に当たる頭部中央の光る部分から放たれる白色の光弾は貫通力に優れているようで、あらゆる熱線や光線に耐えうるという特殊合金が含まれる科特隊本部の外壁に大穴を空けている。発光器官から放たれる複数の白色の小光弾から成る塊状の光弾は科特隊本部の内部を破壊し、火災を発生させている。瞬間移動で相手の後ろを取ったり、体の前面に張ったバリアーで相手の攻撃から身を守れるほか、相手の光線技を胸と合わせた両手で吸収してエネルギーとして利用し、両手から波状光線として撃ち返す能力も持つとされる。
科特隊本部に迫ったところでウルトラマンにキャッチ・リングで拘束されるが、回転を続けるウルトラマンの足元に赤色火球を数回命中させ、そこから吹き上がる赤い煙状のものがウルトラマンを包むと、効力の弱まったキャッチ・リングは分散され、ウルトラマンは回転が停止して転倒する。立ち上がったウルトラマンの背後を瞬間移動で取って左右の突起から白い光弾を発射し、それを回避したウルトラマンが放つ八つ裂き光輪もバリアーで防いで粉砕する。飛びかかってきたウルトラマンを弾き返したうえで押し倒し、格闘戦でも優位に立つ。さらにはスペシウム光線も平然と受け止め、波状光線を撃ち返してカラータイマーに直撃させたうえで波状光線をもう1発撃ち、ついにウルトラマンを完全に倒す。その後、塊状光弾で科特隊本部への攻撃を開始するが、岩本博士が個人的に開発研究していたペンシルロケット型の試作弾「無重力弾」をアラシによって撃ち込まれ、上空に浮き上がって爆死する。ゼットンの赤い断面の肉片はアラシたちのもとにも降り注ぎ、彼らに勝利を確信させた。
- スーツアクター：荒垣輝雄[出典 321]
- デザインは成田亨、造形は高山良策による[765]。成田は、黒とシルバーを用いることで宇宙感を強く出すことを意図している[771]。機電の倉方茂雄は、顔の電飾はメフィラス星人のものを流用したと推測している[693]。角はラテックス成形、発光部はアクリルのヒートプレスによるもの[772]。
- 波状光線は『ウルトラマン Fighting Evolution 3』や『大怪獣バトル』では「ゼットンファイナルビーム」、『ウルトラキッズDVD』などの編集作品などでは「ゼットンブレイカー」と、目からの光弾は『大怪獣バトル ULTRA MONSTERS』では「ゼットン光弾」と表記されている。また、1兆度の火球は、書籍『ウルトラ怪獣大全集』では「ゼットン火球」[277]、ミニ番組『ウルトラマンM730 ウルトラ怪獣攻げき技大図鑑』ならびに書籍『ウルトラマン 超ひみつ100』（小学館 コロタン文庫・p103）では「メテオ火球」と名付けられている。
- 金城哲夫によるノベライズ『怪獣絵物語ウルトラマン』では、正体不明の宇宙人がメフィラス星人の招集した宇宙人たちの中でひっそりと「ゼットンよ早く育て……」と呟く。また、ウルトラマンに勝てた理由はゼットン星人によってウルトラマンへの対策を施されていたことが明かされている。
- 1兆度の火球とは、当時の大伴昌司による雑誌記事に由来する。後に『大怪獣バトル』や漫画作品で明言されたほか、100兆度の火球「トリリオンメテオ」を放つEXゼットンが登場する（後述）。
- 金城哲夫の「さらばウルトラマン 準備稿シナリオ」や、それをもとに児童書で執筆された『小説 ウルトラマン』ではゼットンにカラータイマーを破壊される描写があるが、本編映像ではウルトラマンが倒れた後もカラータイマーの点滅は続いており、破壊されたという明確な描写は無い。
- シナリオ決定稿には「ペンシル状の弾丸（を出す）」「無重力弾（が発射される）」と2つの記載があるため、書籍によっては「ペンシル爆弾」の名称が使われることも多い。準備稿ではバリアーが張れない上空からゾフィー（ウルトラマンの仲間[617]）のスペシウム光線で倒されるという展開であった[出典 322]。
- 『ウルトラ怪獣大百科』では、火の玉を作って放つ様子は半透明の胸から分かるとナレーションされた。

### 裏話
第39話は、完成品と準備稿で描写の違いが複数存在する。
また、当初はウルトラマンとの空中戦を予定していたが、メフィラス星人と被る部分が多く、尺的（分数）からも飛行能力は持たない怪獣とし、空中戦はゼットン星人対科特隊の特撮に変更された。
ゼットンがウルトラマンを倒すシーンも、準備稿では投げ飛ばされたウルトラマンが起き上がろうとしたところを、ゼットンがカラータイマーを潰し割るという展開だった。しかし、監督の円谷一が子供たちのヒーローたるウルトラマンを惨殺することに強く反対したため、現在の形に修正されたという。このシーンは、『別冊映画秘宝ウルトラマン研究読本』（洋泉社MOOK 別冊映画秘宝）では脚本にあるだけで撮影はされていないとされている。『小説 ウルトラマン』では、この準備稿に沿った展開になっている。

### 合成怪獣説
関連書籍では、過去の怪獣を組み合わせたものではないかとする説が存在している。
書籍『ウルトラマンベストブック』（竹書房、1993年）では、岩本博士の言葉として「これ以前に劇中に登場した怪獣の体の部分、能力を移植したサイボーグ怪獣ではないか」という説（角はアントラー、顔はサイゴ、腹の黄色い発光体はキーラ、手足の筋肉はレッドキング、背中の甲羅はケムラー、黒い体型はメフィラス星人、バリアー能力はバルタン星人〈二代目〉）が紹介されている。
上記の説については幻冬舎の書籍『21世紀ウルトラマン宣言』に、ゼットンの誕生に迫る記述がある。それは宇宙のさまざまな場所から集められた生物を戦わせ、生き延びた者同士を交配させる。以上の行為を気が遠くなるほど繰り返すことによって、感情を持たない戦うためだけの存在として生み出されたというその姿は、エレキング種のレーダーの役割を果たす角にレッドキング種の蛇腹皮膚と筋力を持ち、外皮色はメフィラス星人から受け継がれたとされる。
映画監督の河崎実は自著『ウルトラ THE BACK』の中で、「バルタン星人のVのイメージ」「レッドキングの体表」「メフィラス星人の発光部分」などの意匠を挙げ、ジャンボキングなどの合体怪獣の元祖かもしれないと考察している。怪獣造型に精通する歯科医師の小林晋一郎も、『ウルトラマン研究読本』で合成怪獣である可能性について言及している。

## 変身怪人 ゼットン星人
最終回「さらばウルトラマン」に登場。
宇宙恐竜ゼットンを操る謎の宇宙人。劇中で岩本博士により、「1930年代から約40年に渡る円盤の飛来は、彼ら（ゼットン星人）の地球偵察だった」「地球侵略のための準備が整ったと判断した彼らは、大円盤部隊を動員して地球征服の最大の障害である科学特捜隊日本支部とウルトラマンの抹殺を行うべく日本に侵攻した」と推測される。
20機もの円盤群は世界各国の人工衛星を破壊して日本へ侵攻し、航空自衛隊と交戦して一部が撃墜されるが、反撃して全滅に追い込む。科特隊の2機のビートルによって大型母船以外の全機が撃墜されていくなか、ゼットン星人の1人が科特隊日本支部の基地内へすでに潜入しており、新兵器を取りに部屋を出た岩本博士を気絶させて彼に変身し、今度はフジを気絶させた後、謎の銃を使って基地の機器を破壊していく。その後は逃走に転じるが、フジから事情を聞いたアラシに殴られて変身が解け、ハヤタにマルス133で頭を銃撃されて「ゼットン」と断末魔の言葉を残して消滅する。
- スーツアクターは平田昭彦[783]。
- 外見はケムール人の頭部の向きを前後逆に変えて[762][617][注釈 121]岩本博士のスーツを着せたことからケムール人と酷似しているが、五指にはまったく異なる鋭い爪が生えている[注釈 122]。書籍『ウルトラマン ベストブック』ではケムール人の同種ではないかと推測している[66]。断末魔の唸り声は、ゼットンの声と同じものである[787]。
- 『ウルトラマン』放送当時の呼称はゼットンを操っていたことによる便宜上のものに過ぎず、出身地など一切が不明[763]。劇中での呼称もオープニングでのクレジットも存在せず、シナリオ決定稿での表記も単に「宇宙人」とされている[788]。1960年代の雑誌記事ではゾフィーと混同され、「謎の宇宙人ゾーフィ」と誤って紹介されたこともある[789]。そして、放送終了から約1年半後、円谷プロが地方局向けに作成した番組販売用パンフレット（1968年11月1日発行）で初めてこの名称が使用され[783]、後に朝日ソノラマから刊行されたムック本『ファンタスティックコレクション No.2 空想特撮のすばらしき世界 ウルトラマン』に掲載された結果、公式に認定された[617]。なお、このパンフレットは『ウルトラマン・クロニクル』（竹書房、1997年、ISBN 4-81-240269-7[790]）の初回特典として完全復刻されている。
- 金城哲夫によるノベライズ『怪獣絵物語ウルトラマン』（ノーベル書房、1967年8月10日発行）では「謎の宇宙人」としか呼ばれておらず、メフィラス星人の招集した宇宙人たちの中でひっそりと「ゼットンよ早く育て……」と呟く。第3作戦を実行したジェロニモンがウルトラマンに敗れた後、「謎の宇宙人の巻」では相次ぐ作戦失敗で意気消沈するメンバーにこの宇宙人が「私がウルトラマンと科学特捜隊を倒す！」と宣言し、最終作戦として地球に急行したとされている。また、ゼットンがウルトラマンに勝てた理由は、この宇宙人に対策されていたことが明かされている。

## 『ウルトラマン』全話を通してのスタッフ
- 怪獣デザイン：成田亨
- 着ぐるみ製作：高山良策、佐々木明、エキスプロダクション ほか